# Mosrozen

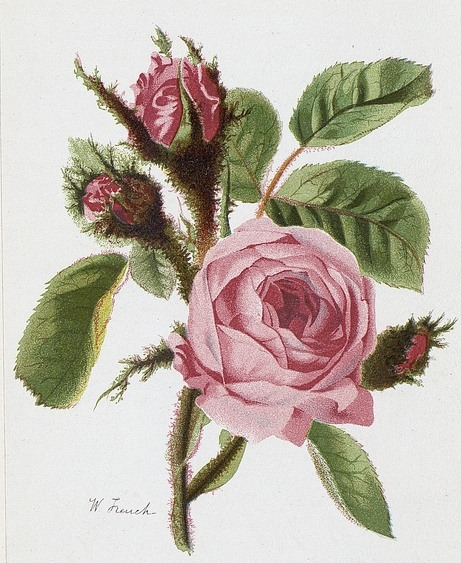
Illustratie van William French uit de 1880er jaren

Mosrozen zijn een groep rozencultivars waarvan de bloemknoppen, kelkblaadjes, kelk, bloemstelen en soms ook een deel van de bladeren bedekt zijn met een op mos lijkende begroeiing. De groene of bruine begroeiing, die vooral zichtbaar is op de bloemknoppen, bestaat uit kleverige, aromatische klierhaartjes die bij aanraking een harsachtige geur verspreiden. Mosrozen zijn het resultaat van spontane mutaties van centifoliarozen (Rosa × centifolia, de honderdbladige roos of koolroos) of stammen daar indirect vanaf. 

## Beschrijving
Behalve de door mutatie ontstane mosachtige begroeiing verschillen mosrozen qua uiterlijk nauwelijks van centifolirozen. De meestal bolvormige bloemen zijn zeer gevuld bestaande uit een groot aantal bloemblaadjes. De bloemblaadjes hebben vaak een opvallende geur. De bloeitijd is in de zomer. De bloemkleuren variëren van zuiver wit via roze tot karmozijnrood. De stengels zijn meestal voorzien van stekels.

## Geschiedenis
De waarschijnlijk oudste mosroos is de roos Rosa × centifolia 'Muscosa', die ook bekend is onder andere namen, waaronder Rosa muscosa 'Communis'. De eerste schriftelijke vermelding van deze roos is die van Boerhaave in 1720 in de plantenindex van de Hortus botanicus Leiden onder de naam Rosa rubra plena spinosissima, pedunculo muscosa. In zijn boek Choix des plus belles Roses uit 1845-1854 schrijft Pacquet dat deze roos al in 1696 bekend was in Carcassonne in Zuid-Frankrijk. In 1727 werd de mosroos, een stek uit de tuin in Leiden, voor het eerst genoemd in Engeland.
Mutaties met mosvorming komen af en toe ook bij andere rozen voor, maar bijzonder vaak bij centifoliarozen. Vermoedelijk zijn alle mosrozen direct of indirect afgeleid van één van de volgende drie oorspronkelijke mutaties:
- de mosroos 'Communis', een sport van R. × centifolia, die als eerste in 1696 verscheen in Carcassonne in Frankrijk
- de mosroos 'Moss de Meaux', een sport van de centifoliaroos 'Rose de Meaux', die in 1801 verscheen in het westen van Engeland
- de mosroos 'Unique de Provence', een sport van de witte centifoliaroos 'Unique', die in 1842 in Frankrijk verscheen

Tussen 1788 en 1832 verschenen er in Engeland en Frankrijk minstens 17 verschillende mosrozen als mutaties van de oorspronkelijke mosroos 'Communis'. Eén daarvan was de ongevulde mosroos 'Muscosa Simplex' (ook 'Andrewsii' genoemd), die in 1807 verscheen en tussen 1824 en 1860 de stamouder werd van een groot aantal uit zaad gewonnen kruisingen met andere rozen. De rozenkweker William Paul noemt in zijn boek The Rose Garden uit 1848 maar liefst 84 verschillende mosrozen, en vijf jaar later, in een supplement, zijn het er al 128, hoofdzakelijk hybriden.
Centifoliarozen zijn hybride rozen en vaak onvruchtbaar. De mosrozen, die ervan afstammen, zijn meestal ook onvruchtbaar. Dit hangt nauw samen met het feit dat ze erg gevuld zijn, waardoor kruisbestuiving van de bloemen bijna onmogelijk is. Dit was niet langer het geval bij de ongevulde mosroos 'Muscosa Simplex'. Zaailingen van de mosroos vertonen echter vaak geen mosvorming meer.
De belangrijkste kwekers van hybriden van de mosrozen waren de opvolgers van Jean-Pierre Vibertː Robert (1851-1857), Moreau & Robert (1857-1863) en uiteindelijk Moreau-Robert (1863-1893) uit Angers. De kwekerij van Jean Laffay bracht ook veel nieuwe hybriden van de mosrozen op de markt, vaak gekweekt door vader en zoon Portemer uit Gentilly. In het victoriaans tijdperk waren mosrozen bijzonder populair.

## Afbeeldingen (selectie)

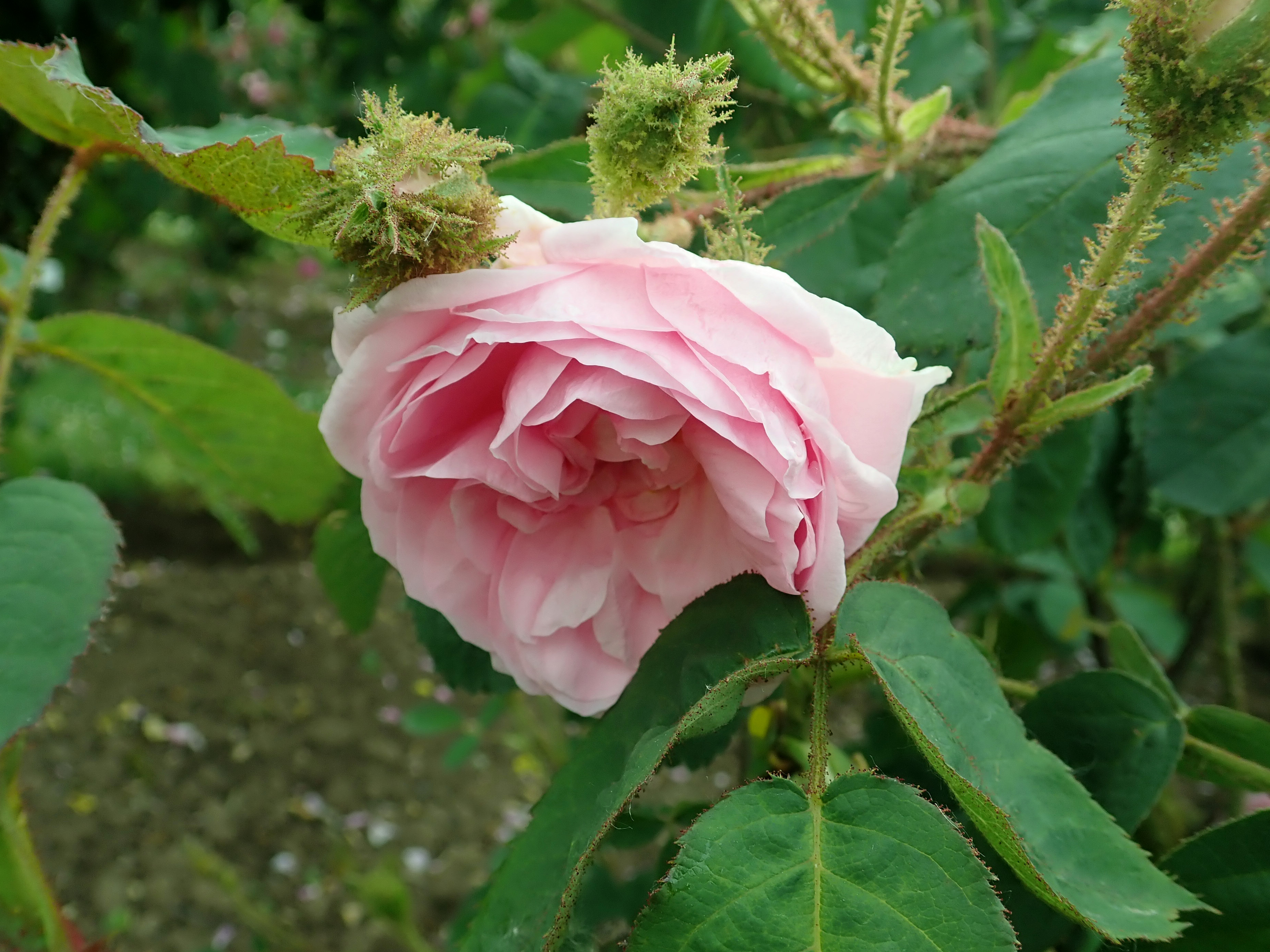
'Communis' (onbekend, ~ 1696)
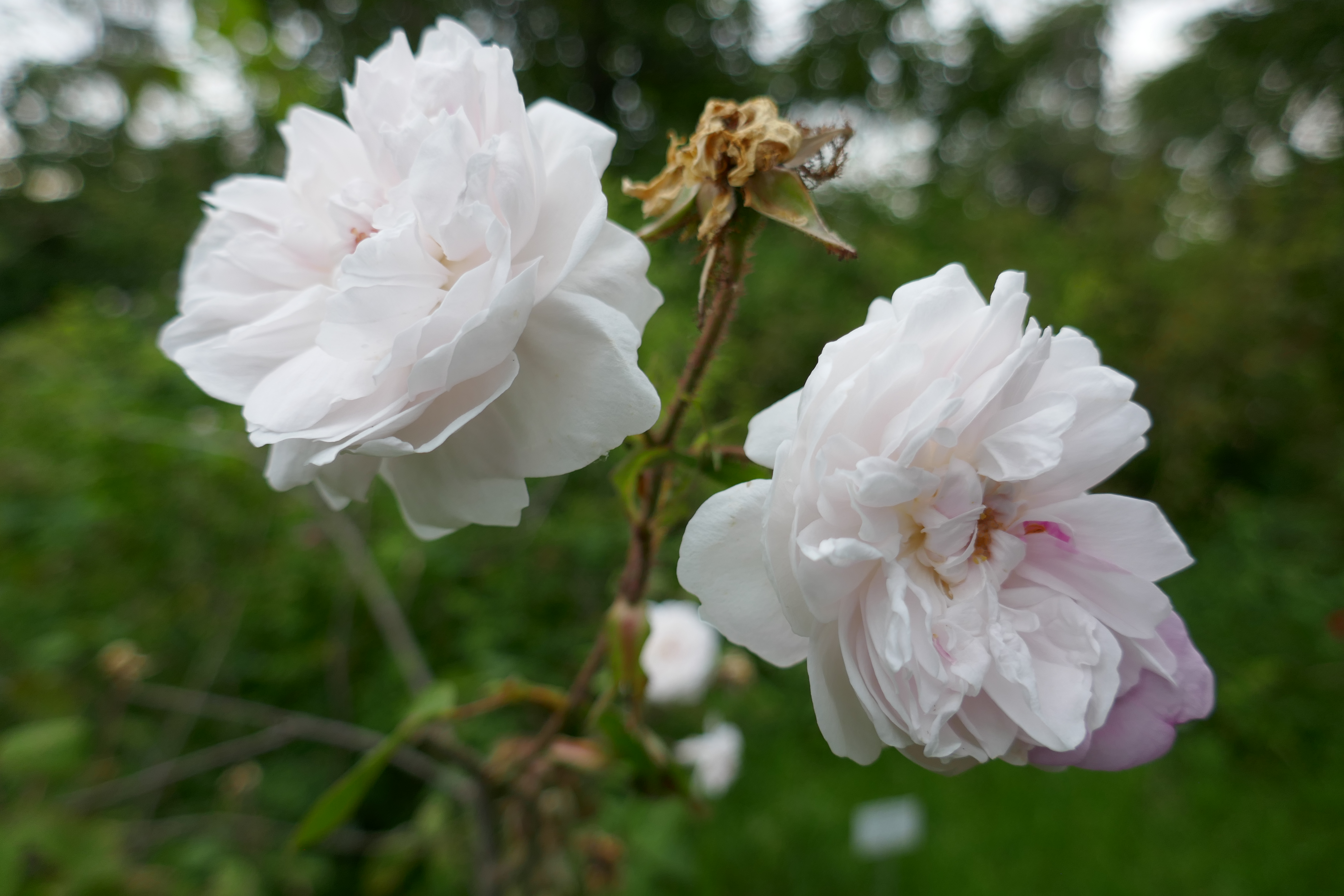
'Shailer's White Moss' (Henry Shailer, 1788)
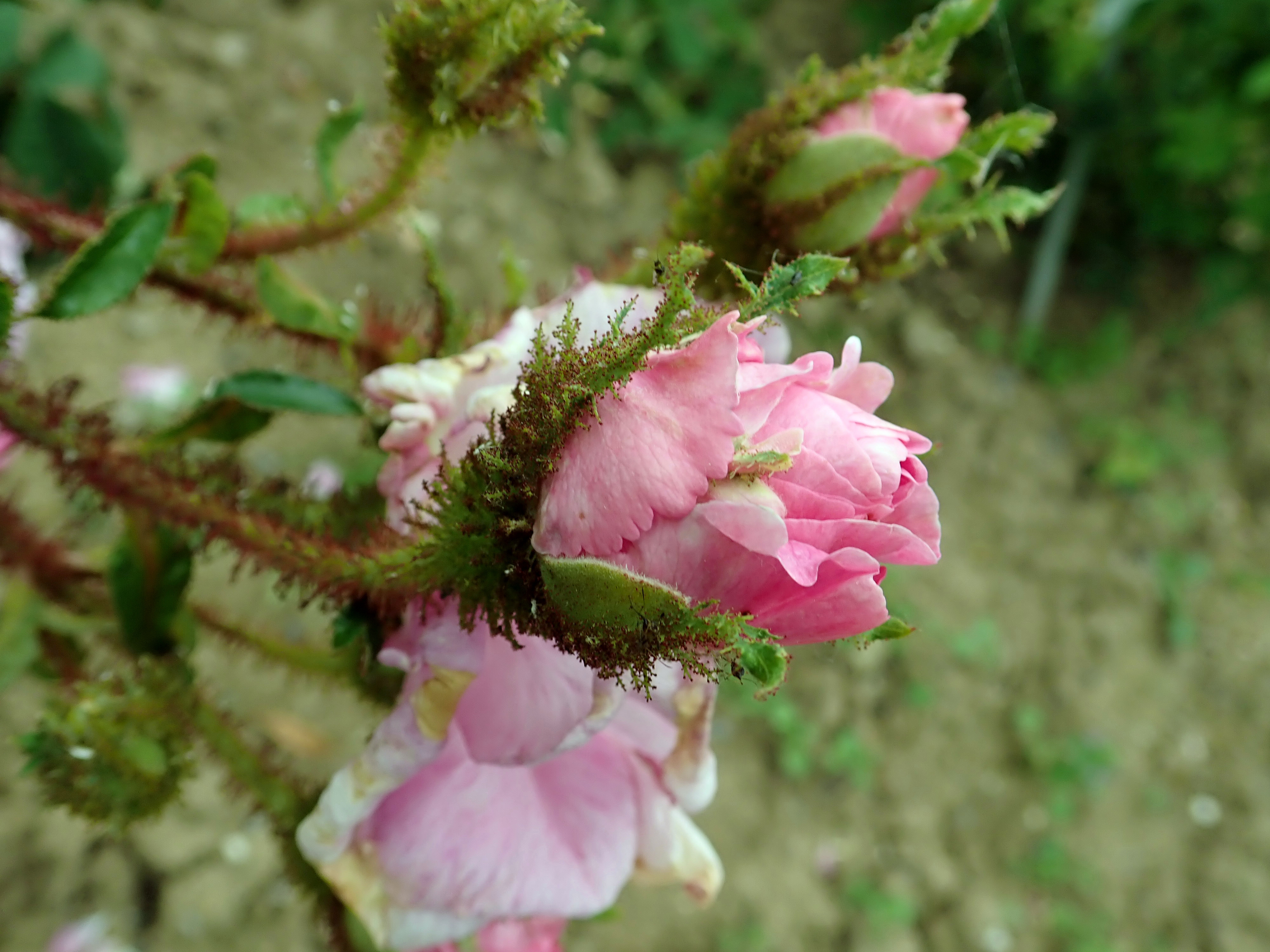
'Le Lobèrde' (onbekend, voor 1800)
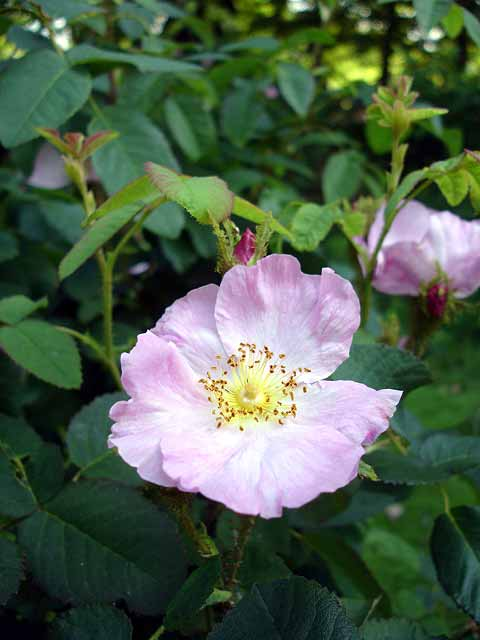
'Muscosa Simplex' (onbekend, 1807)
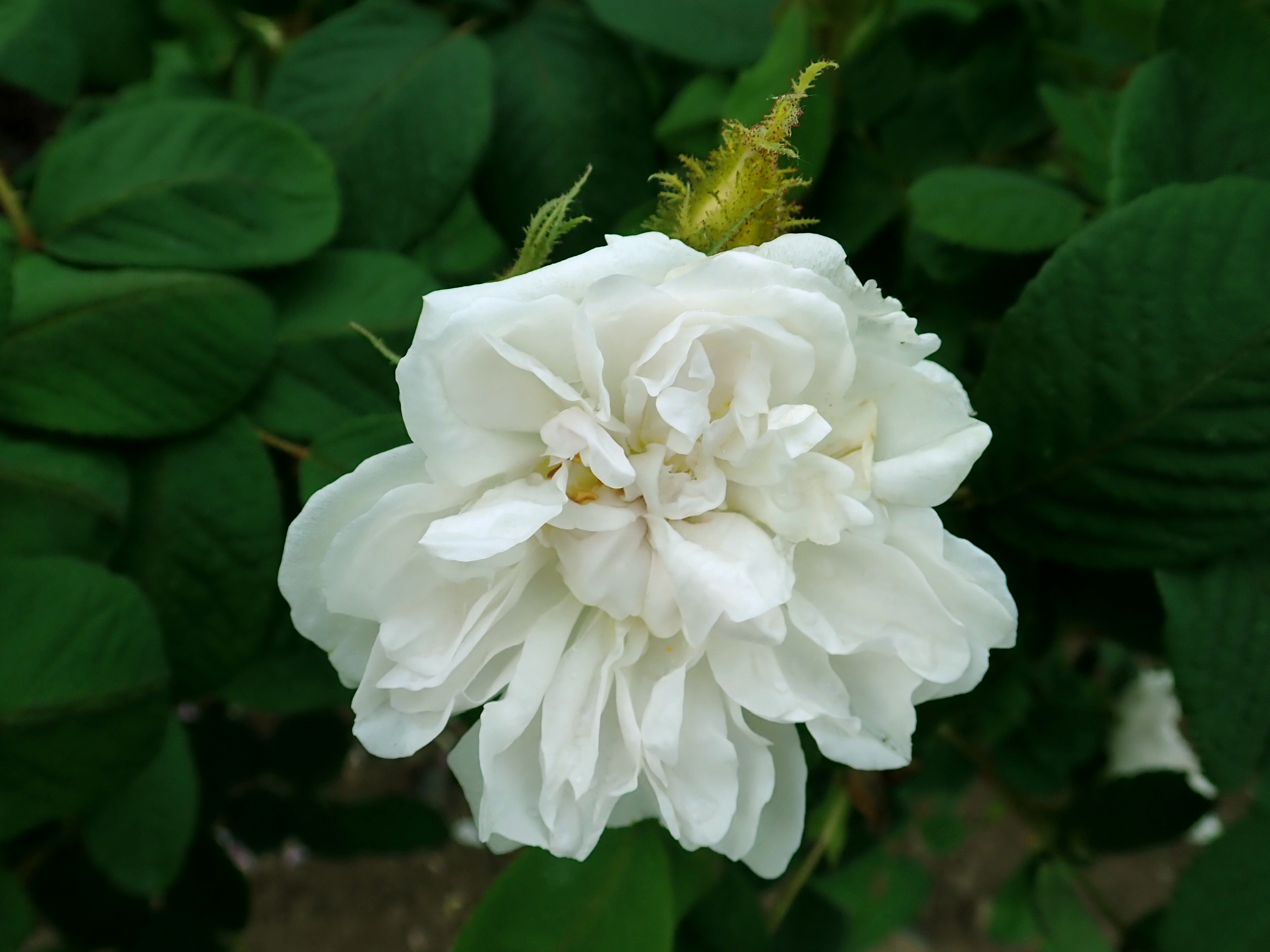
'White Bath' (Salter, 1807)
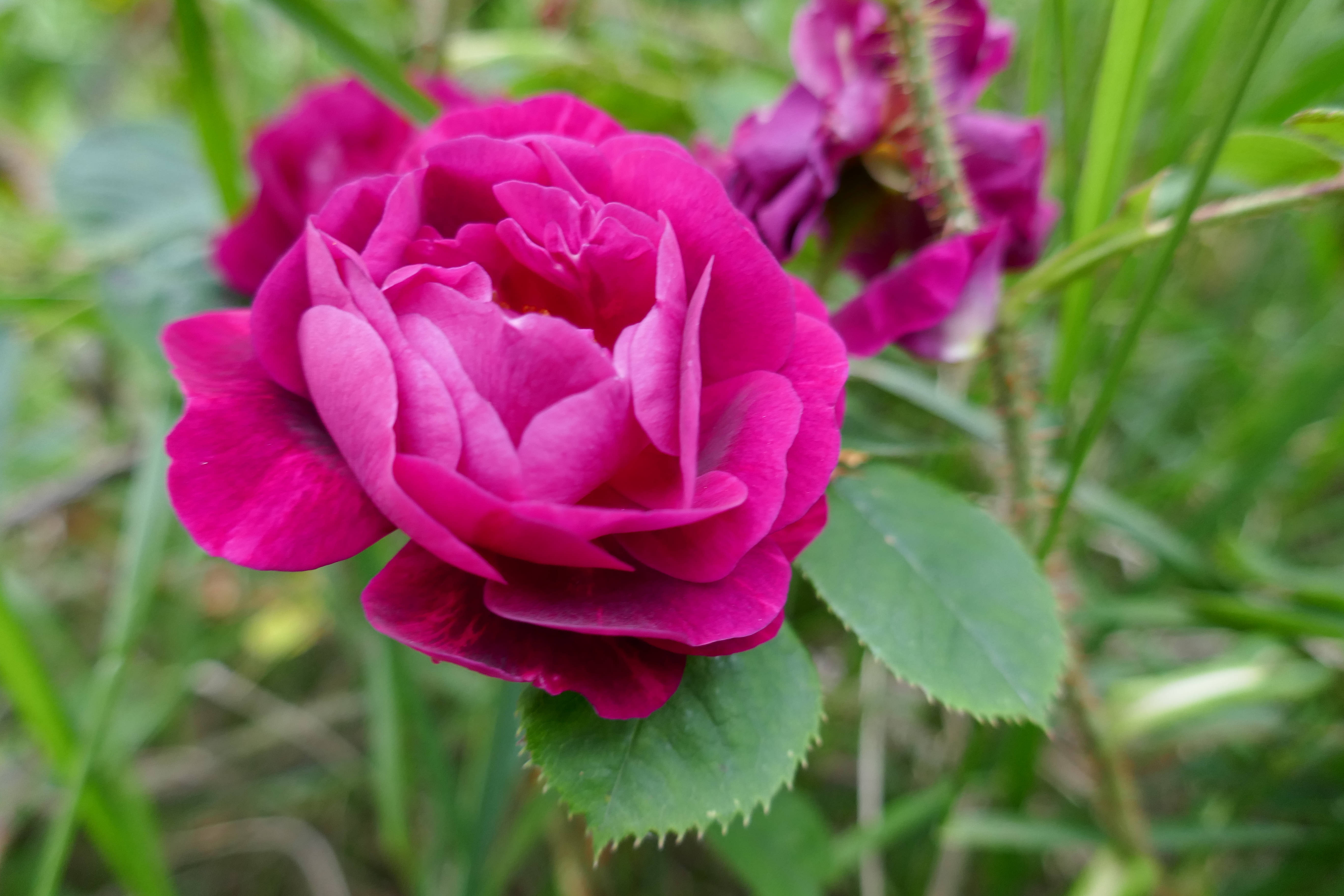
'Muscosa Rubra' (onbekend, voor 1818)
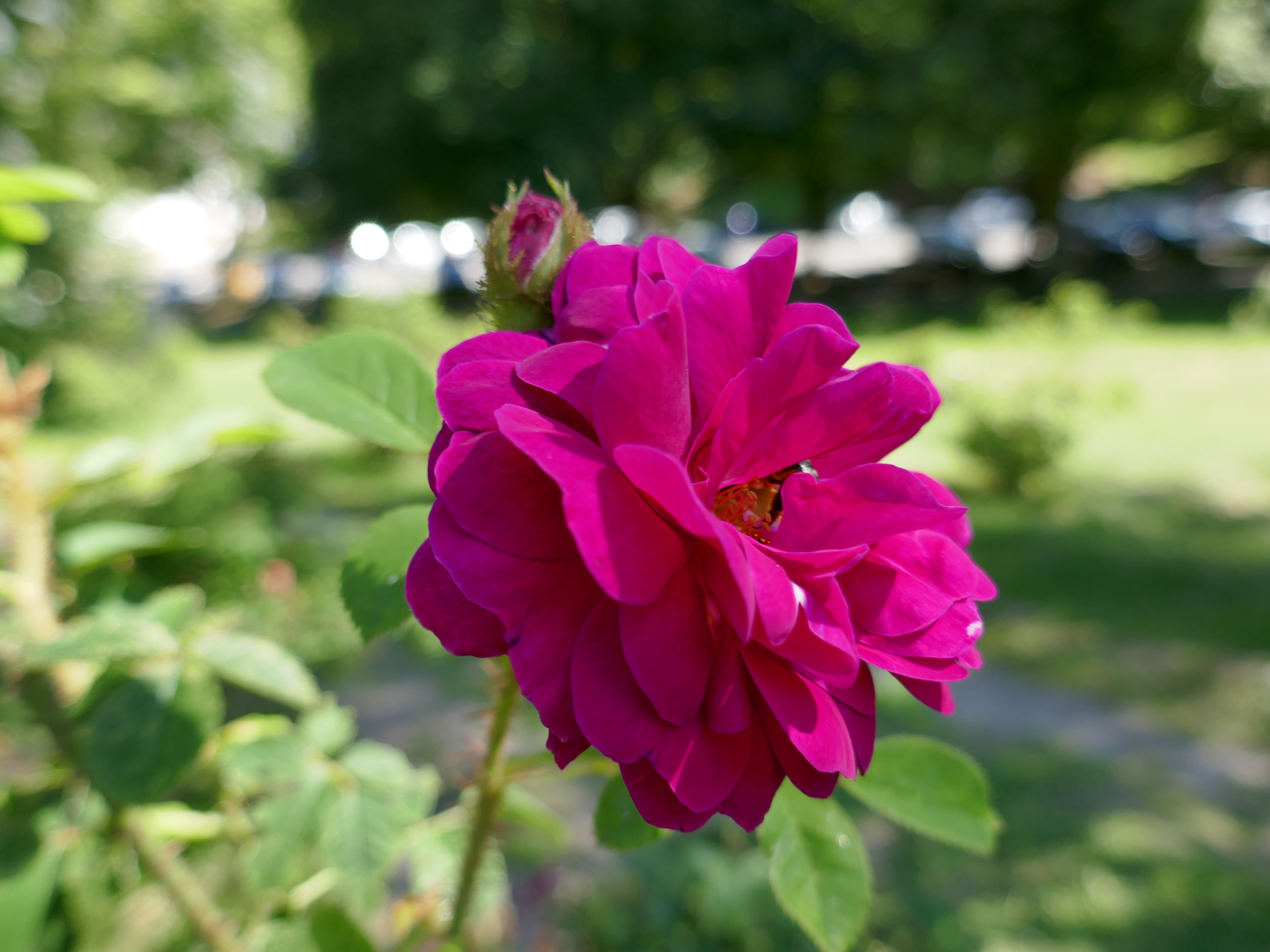
'Crimson Moss' (unknown, before 1820)
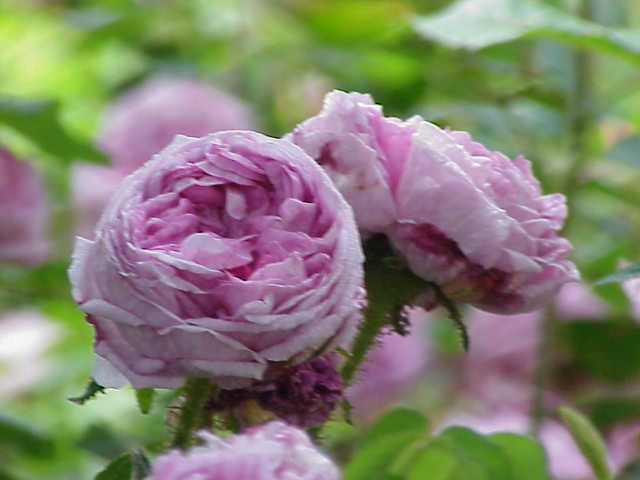
'Mousseux Ancien' (Vibert, 1825)
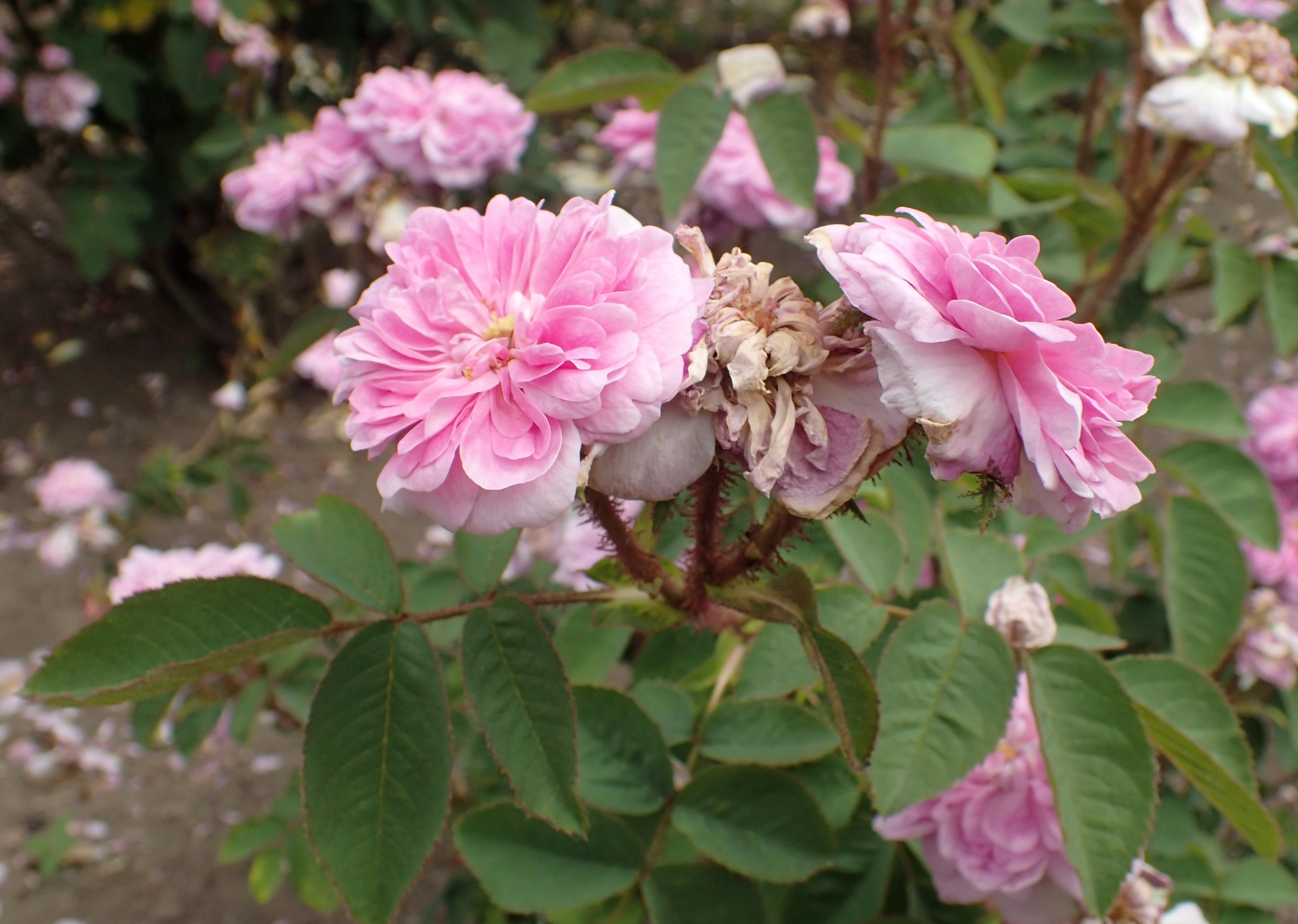
'Zoé' (Forest, 1829)
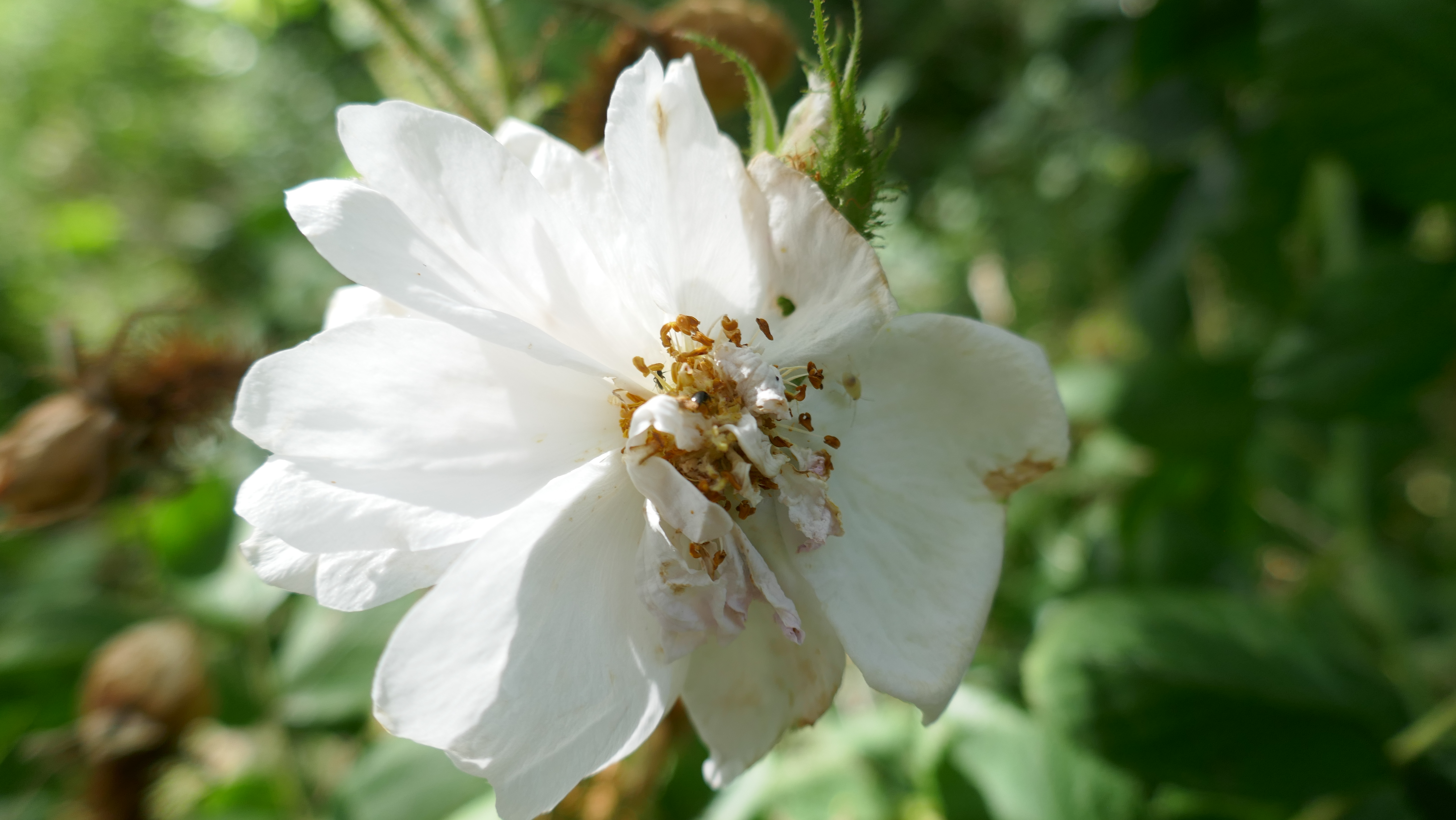
'Quatre Saisons Blanc Mousseux' (Laffay, voor 1830))
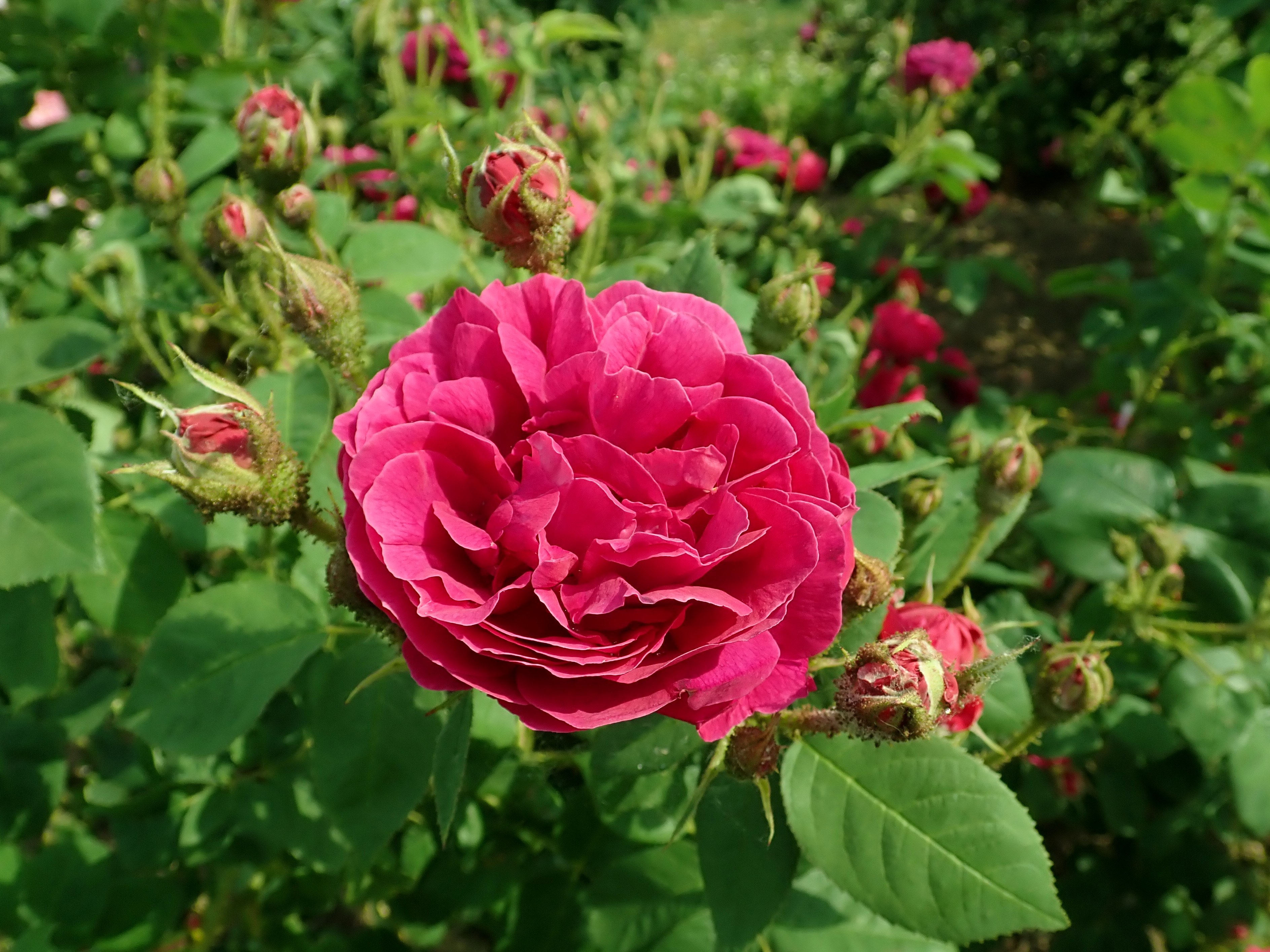
'Etna' (Vibert, voor 1837)
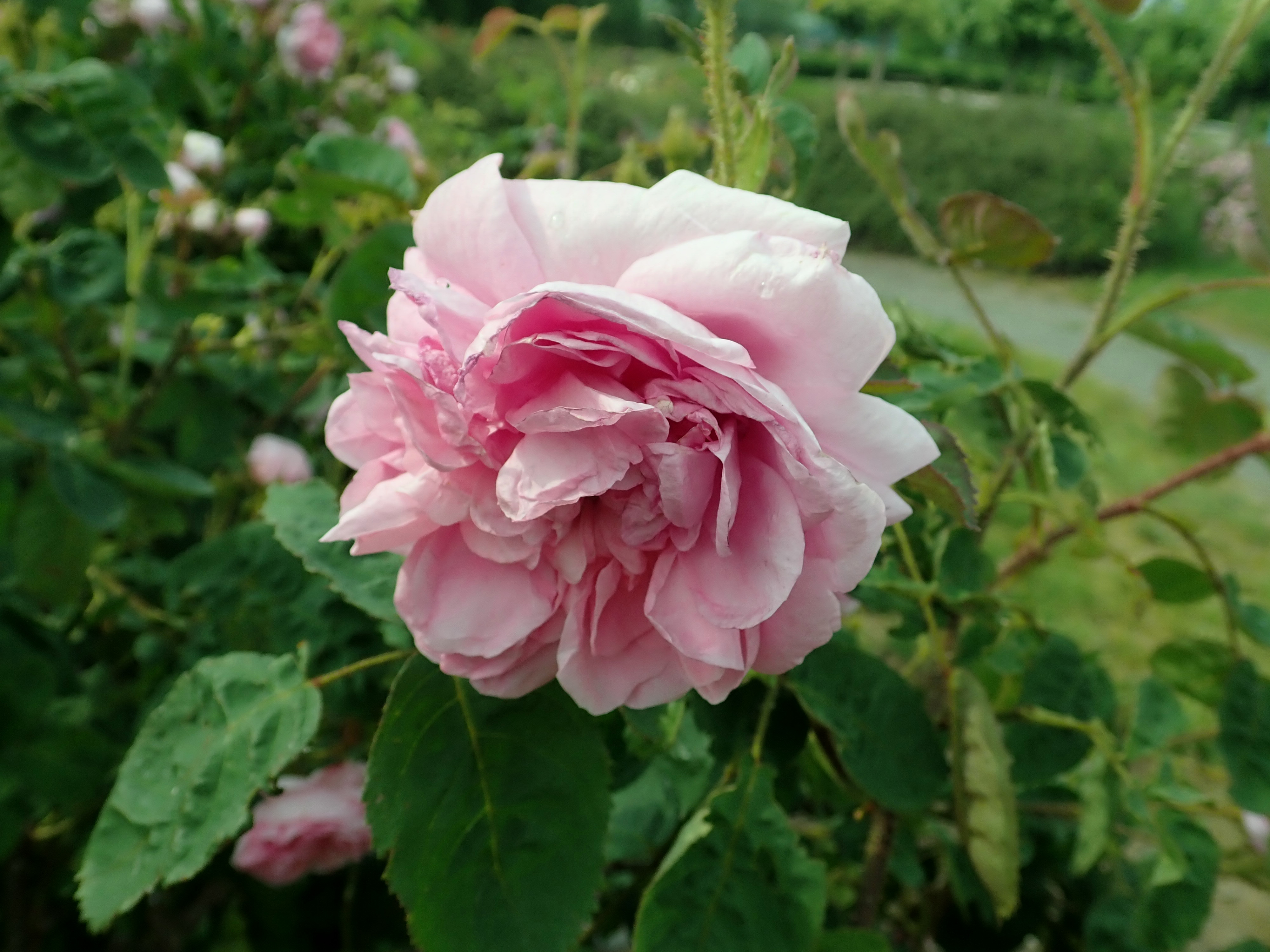
'Malvina' (Verdier, 1841)
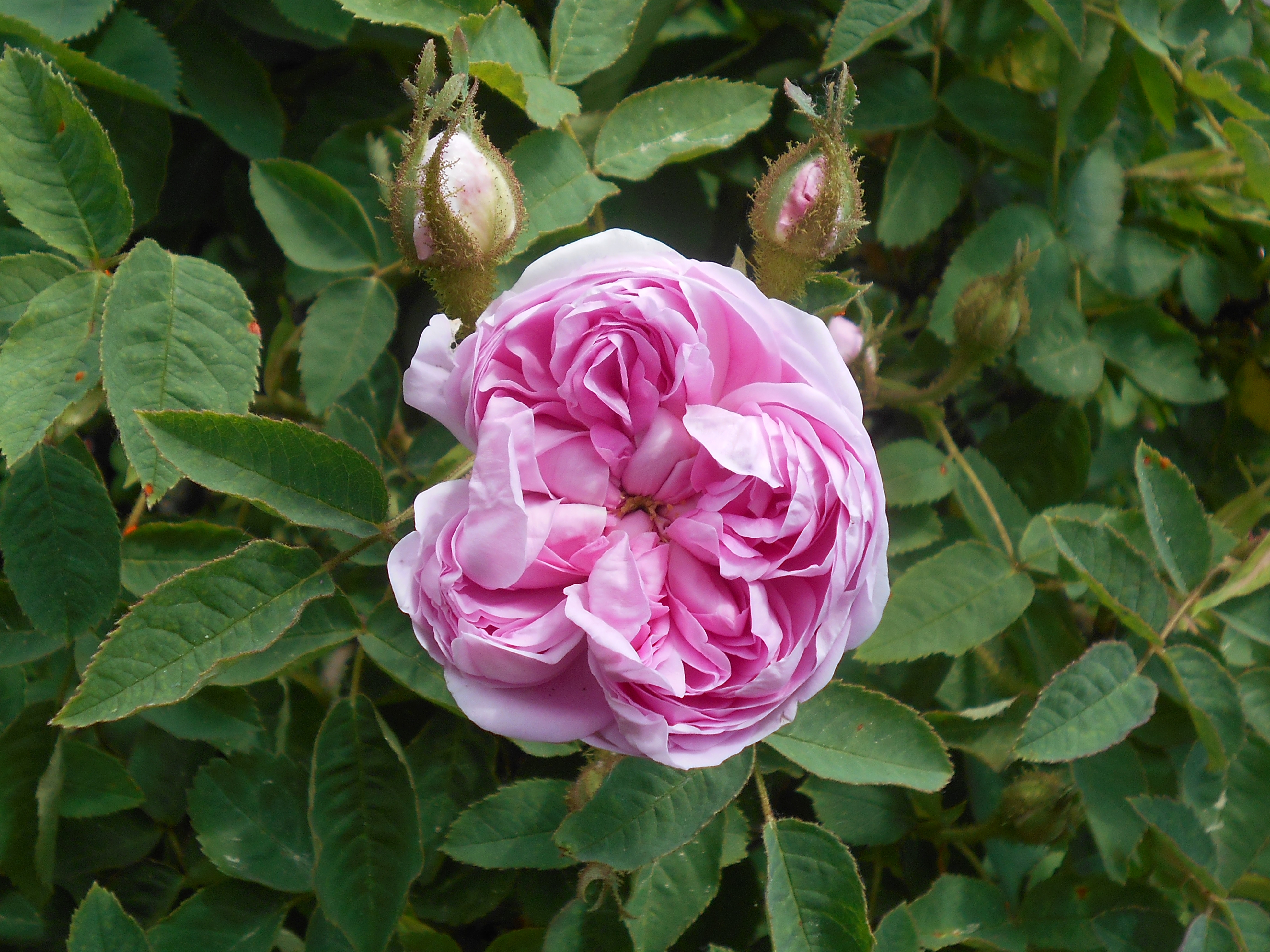
'Catherine de Wurttemberg' (Robert, 1843)
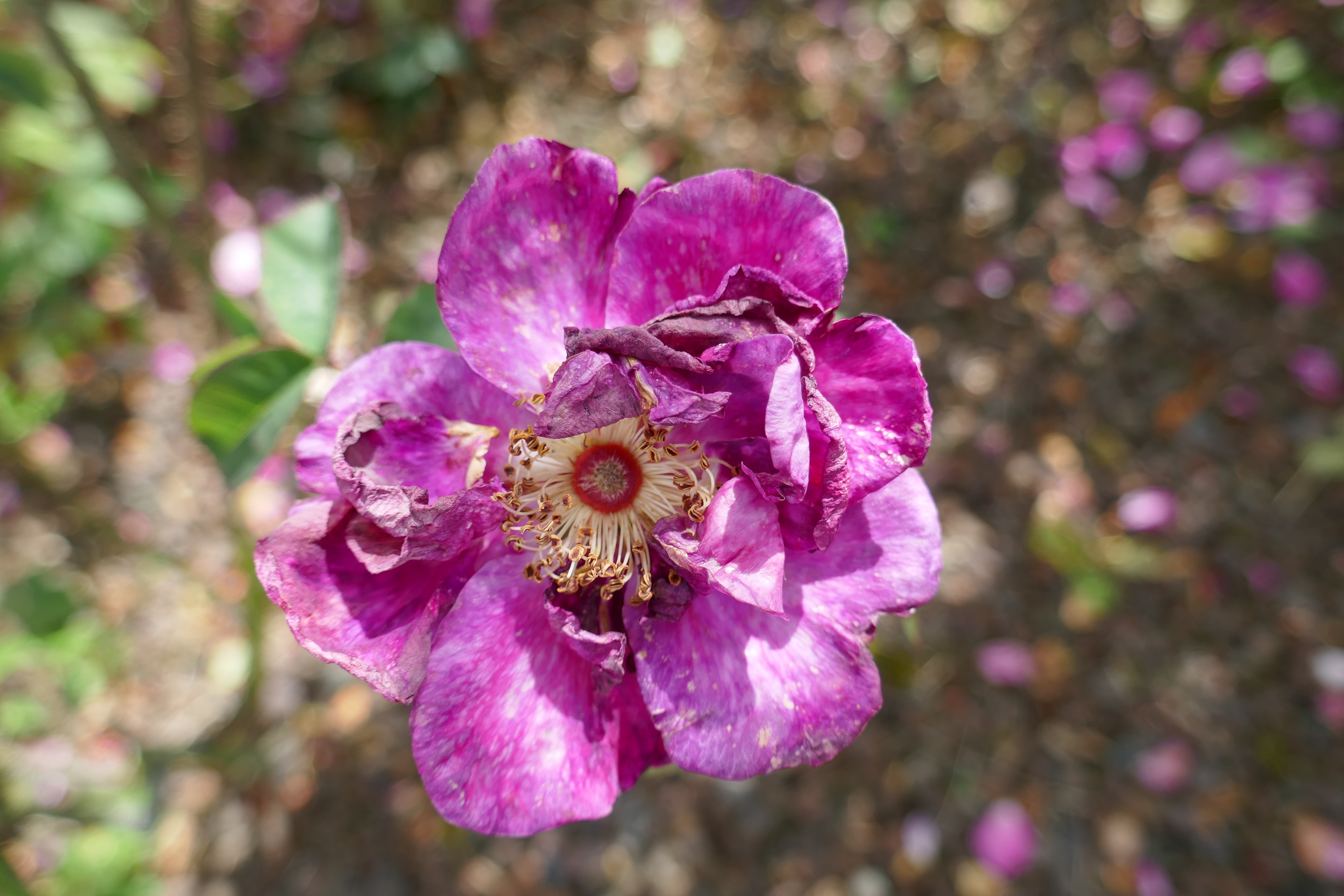
'Célina' (Hardy, 1843)
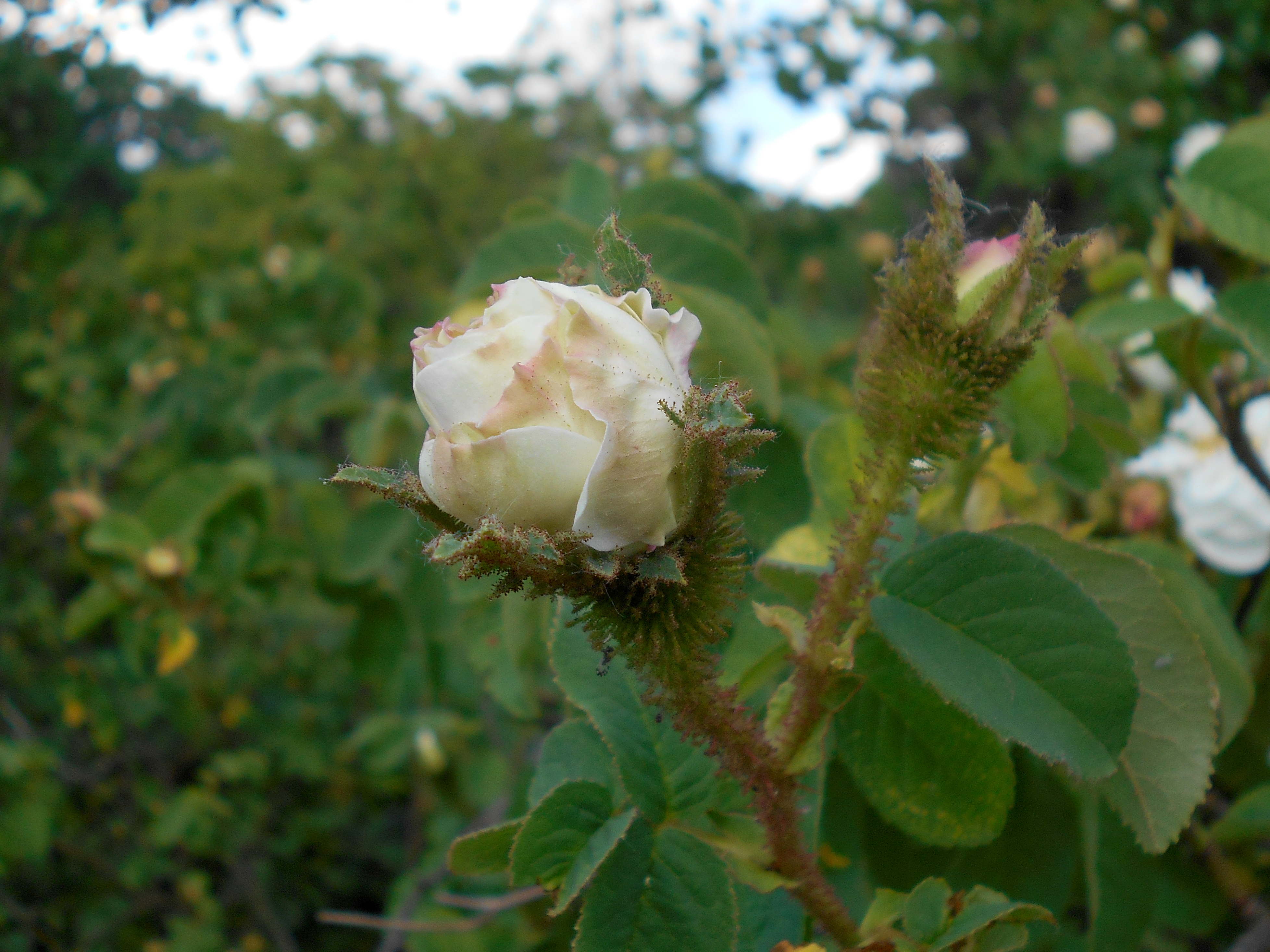
'Comtesse de Murinais' (Vibert, 1843)
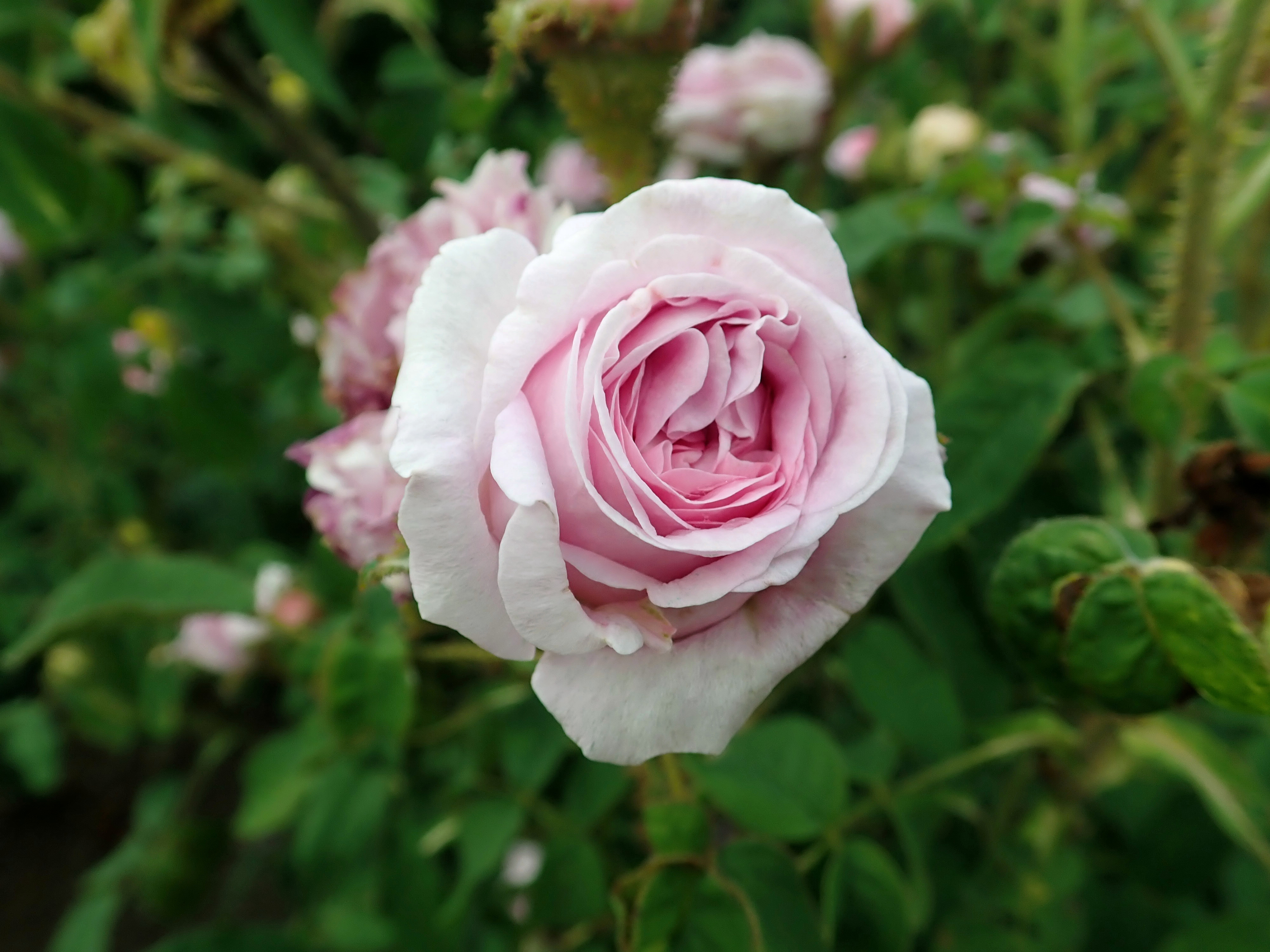
'Précoce' (Vibert, 1843)
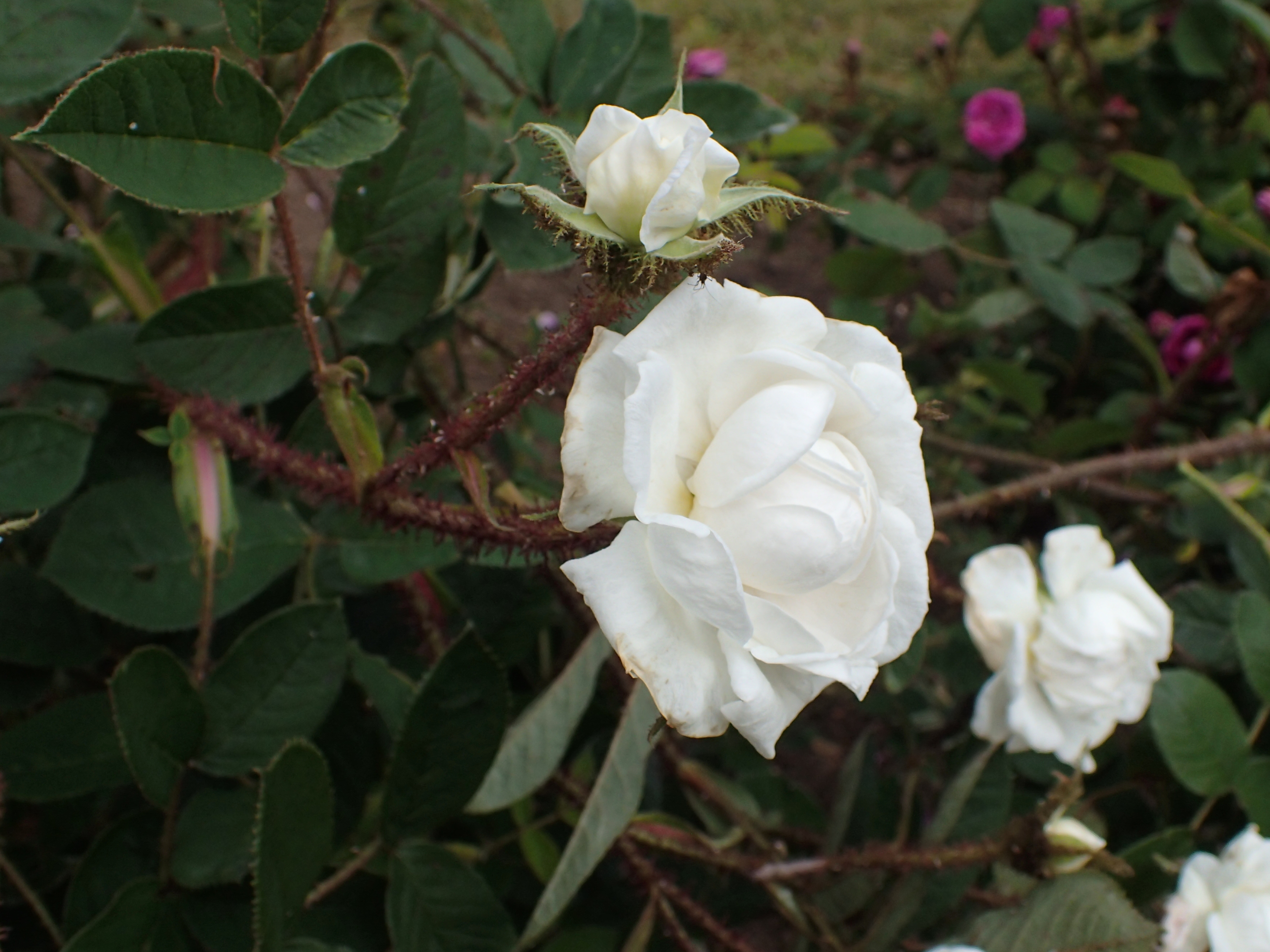
'Unique de Provence' (Robert, 1844)
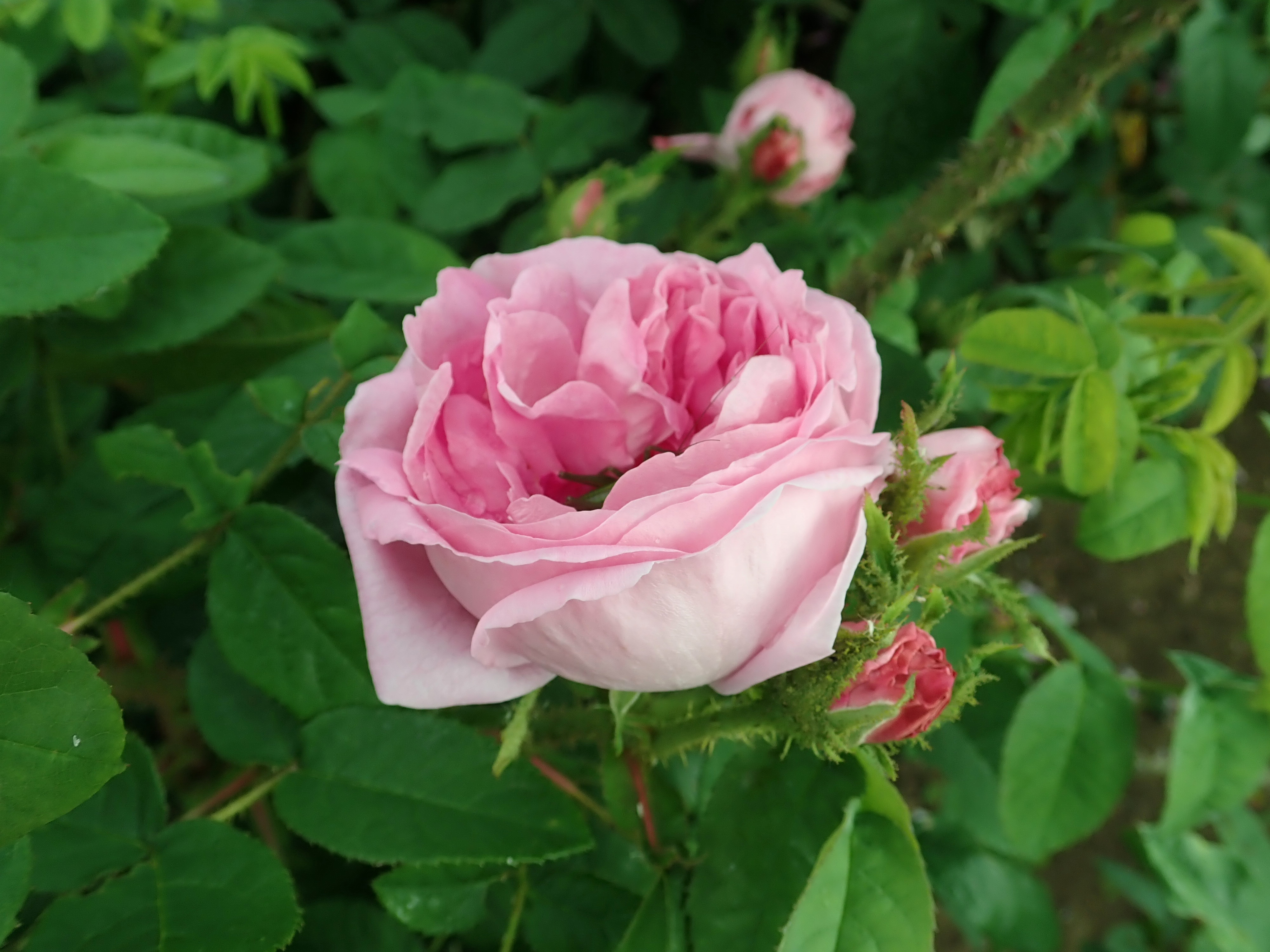
'Général Clerc' (Laffay, 1845)
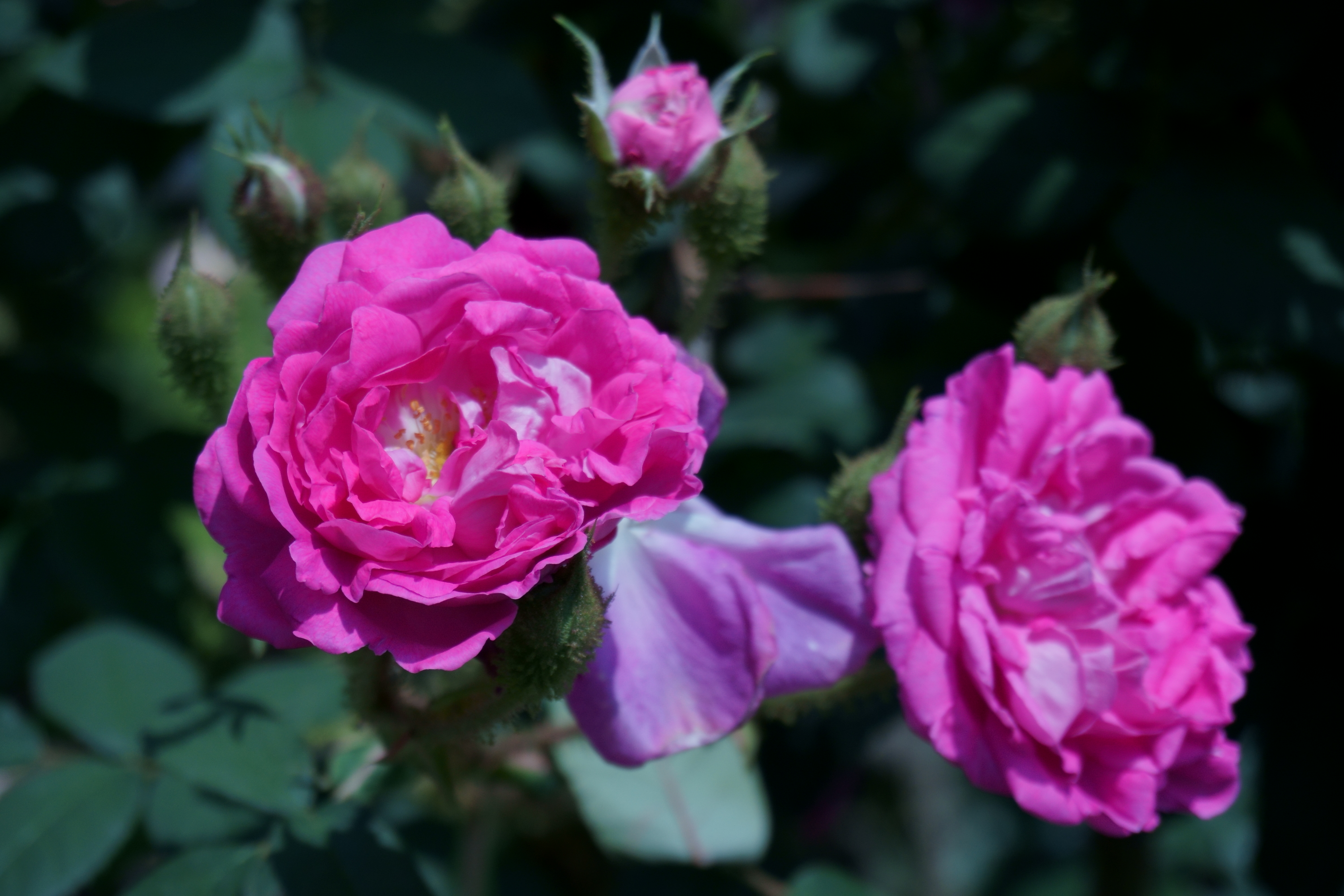
'Laneii' (Laffay, 1845)
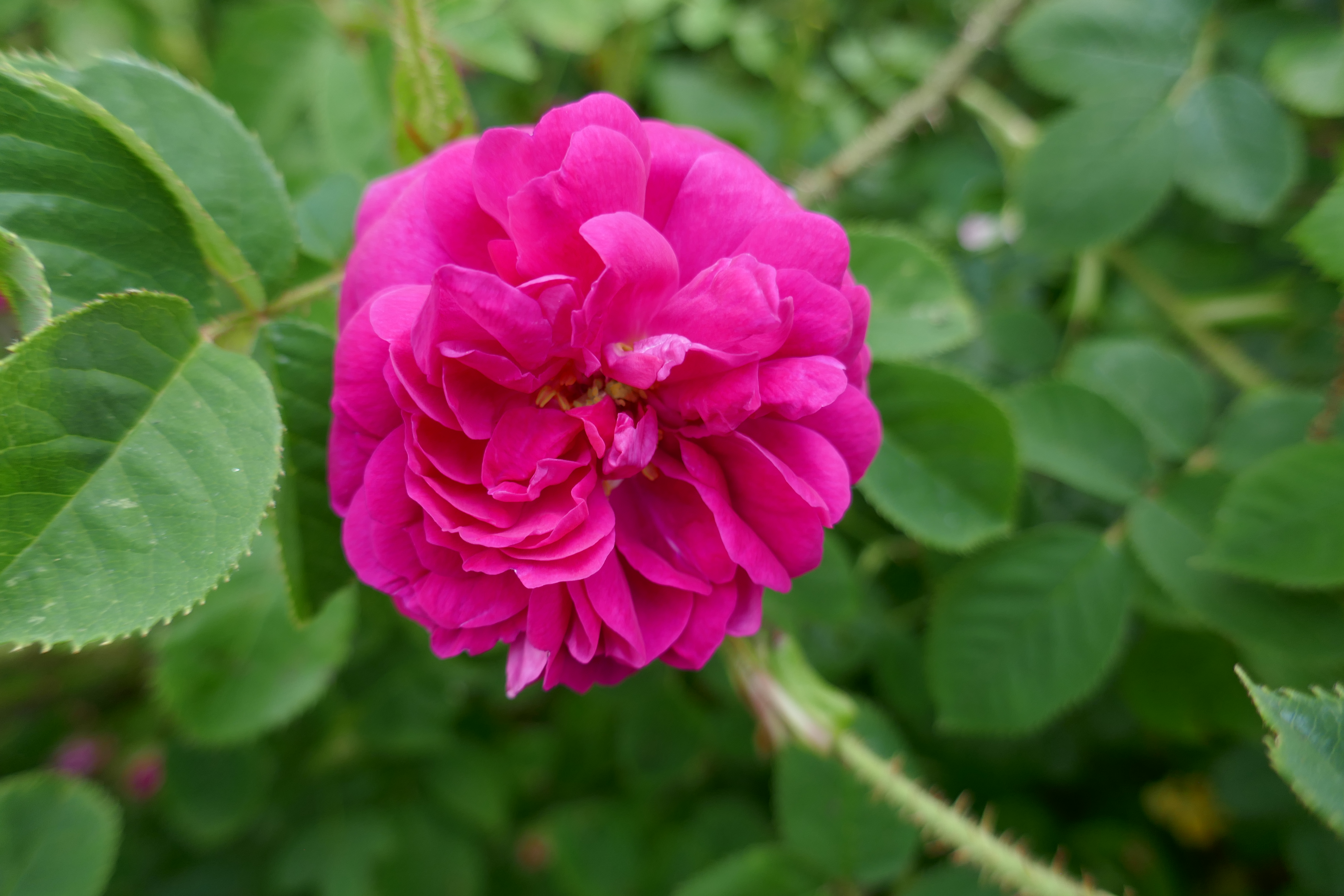
'Nuits de Young' (Laffay, 1845)
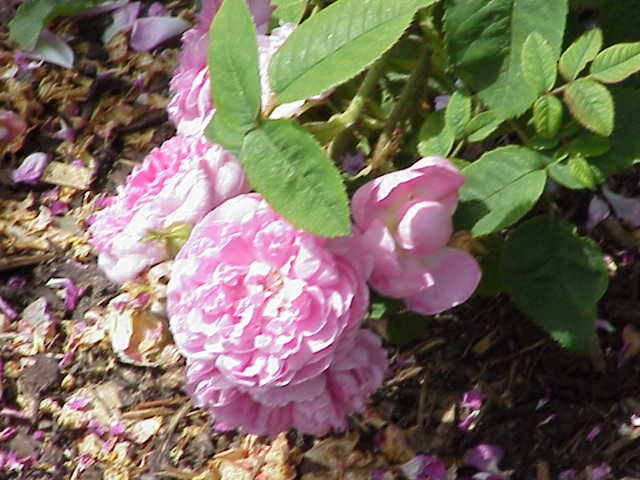
'Jean Bodin' (Vibert, 1847)
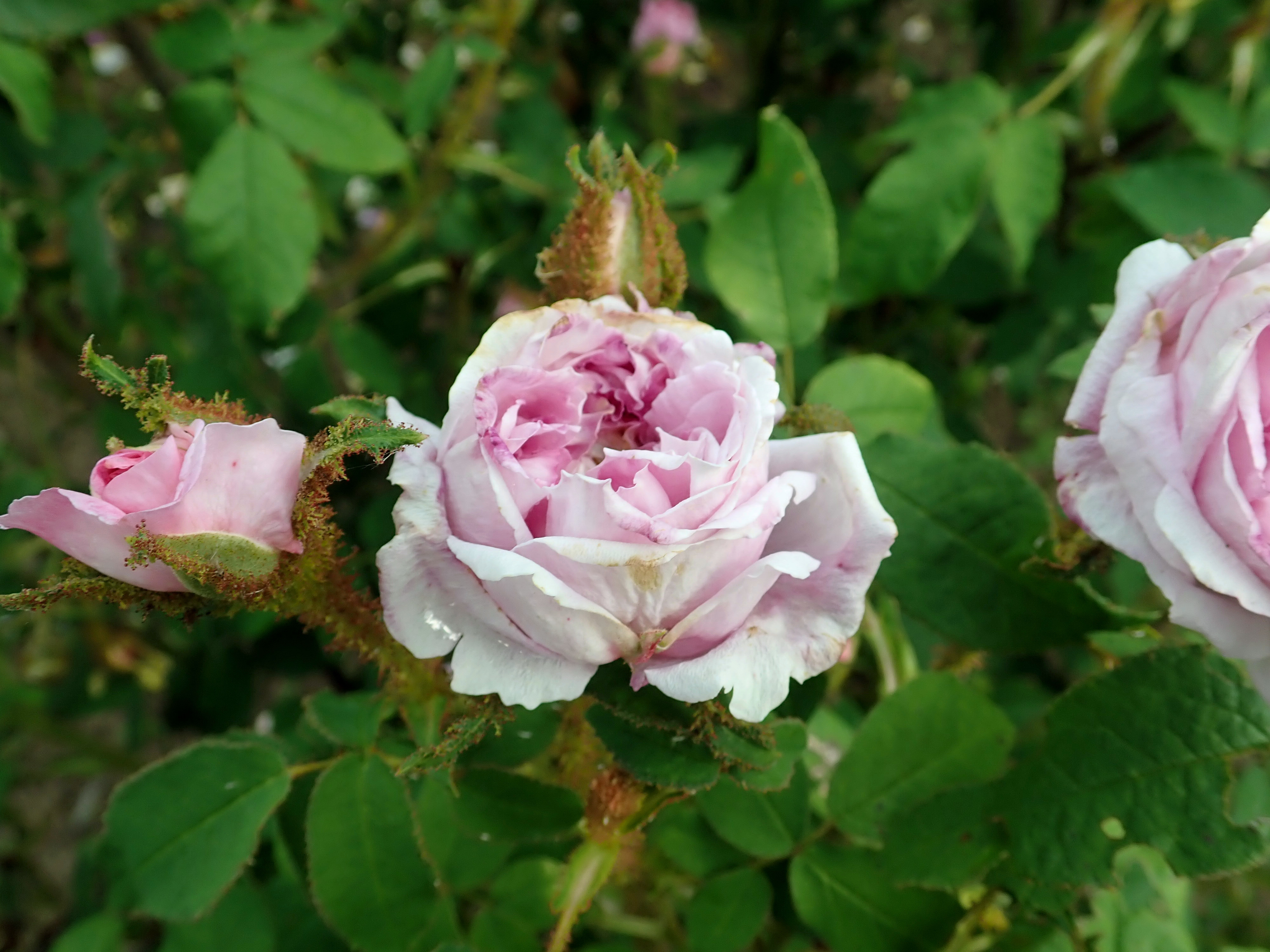
'Rotrou' (Vibert, 1848)
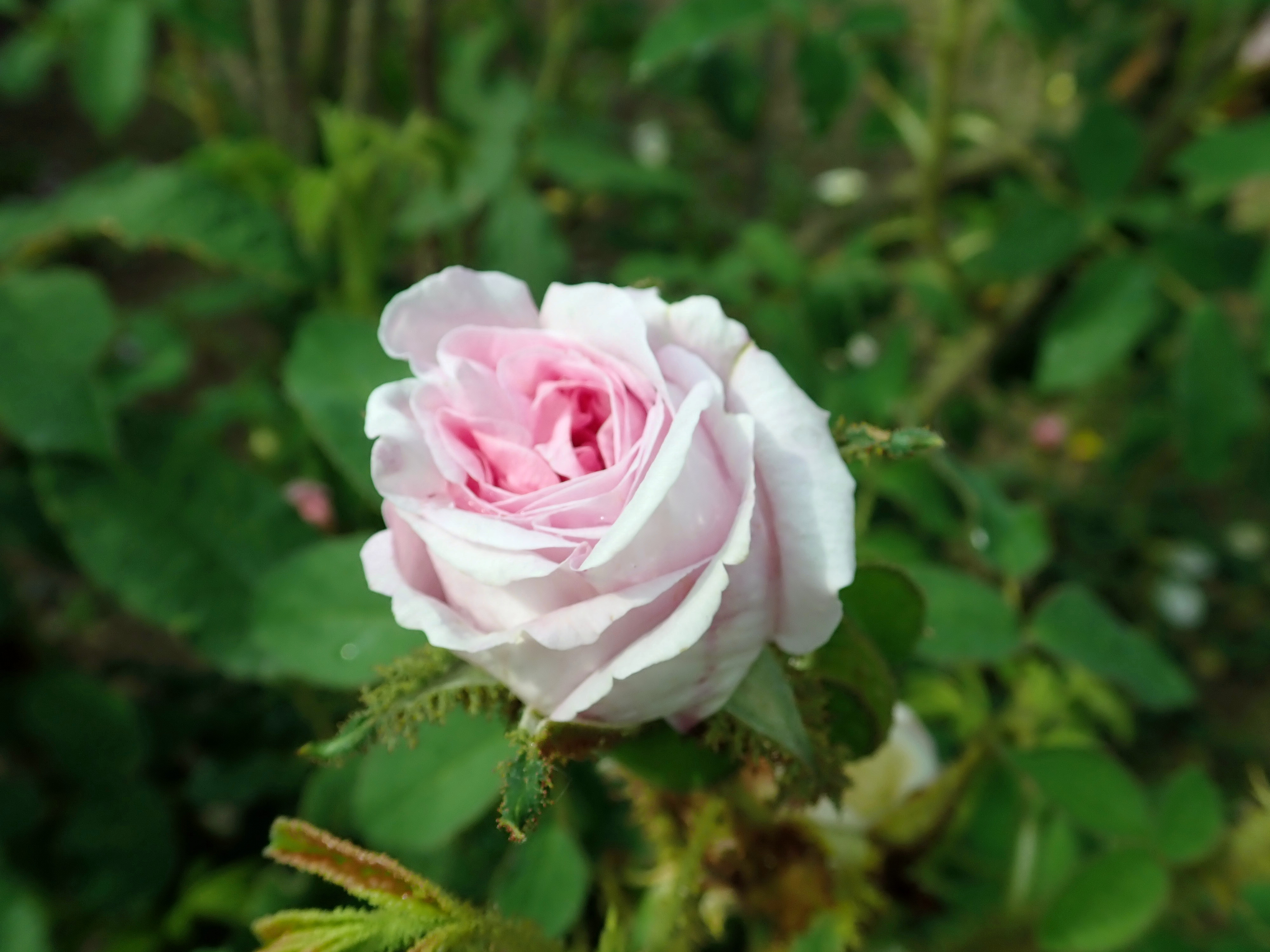
'Soeur Marthe' (Vibert, 1848)
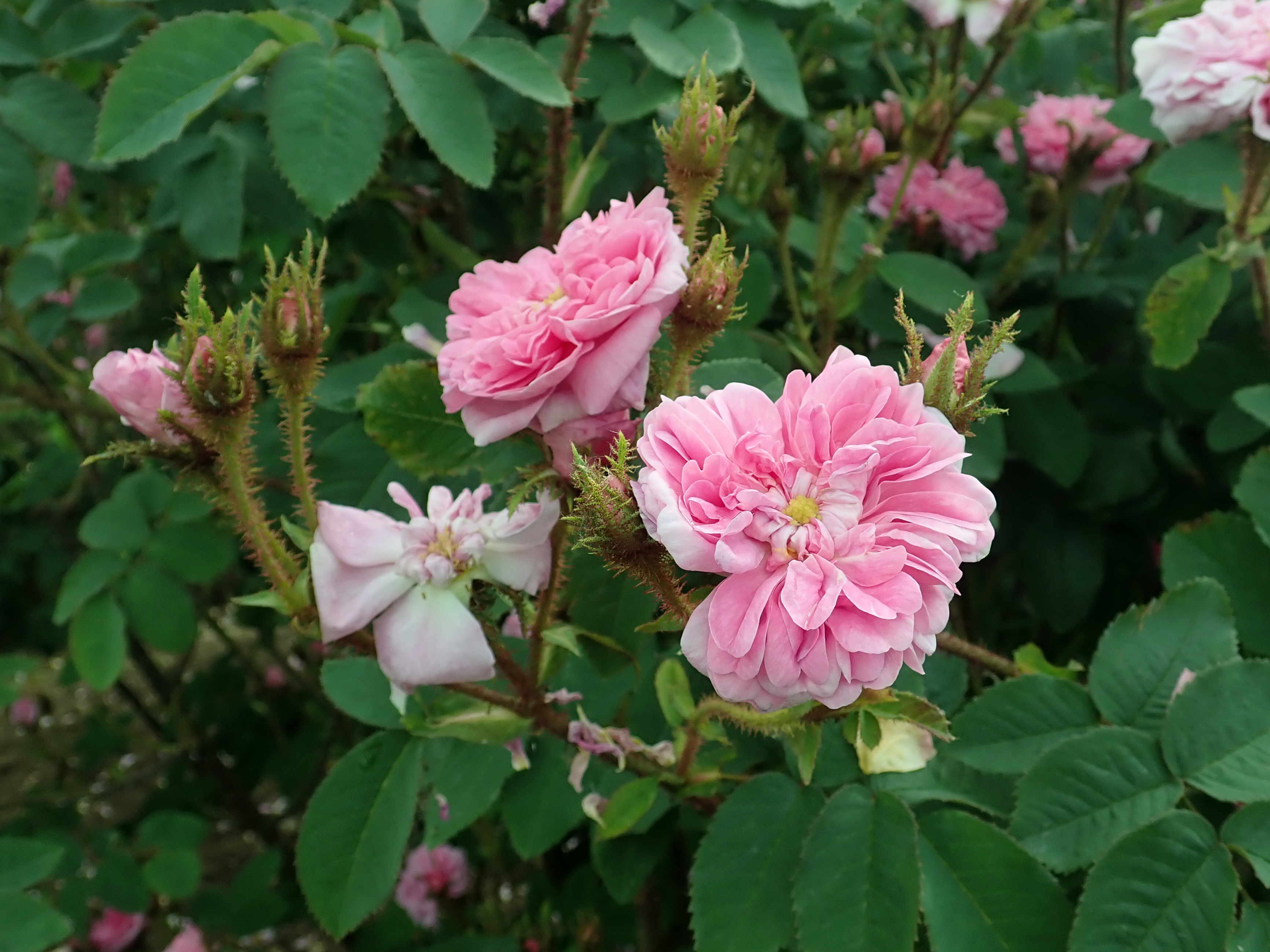
'Bérangère' (Vibert, 1849)
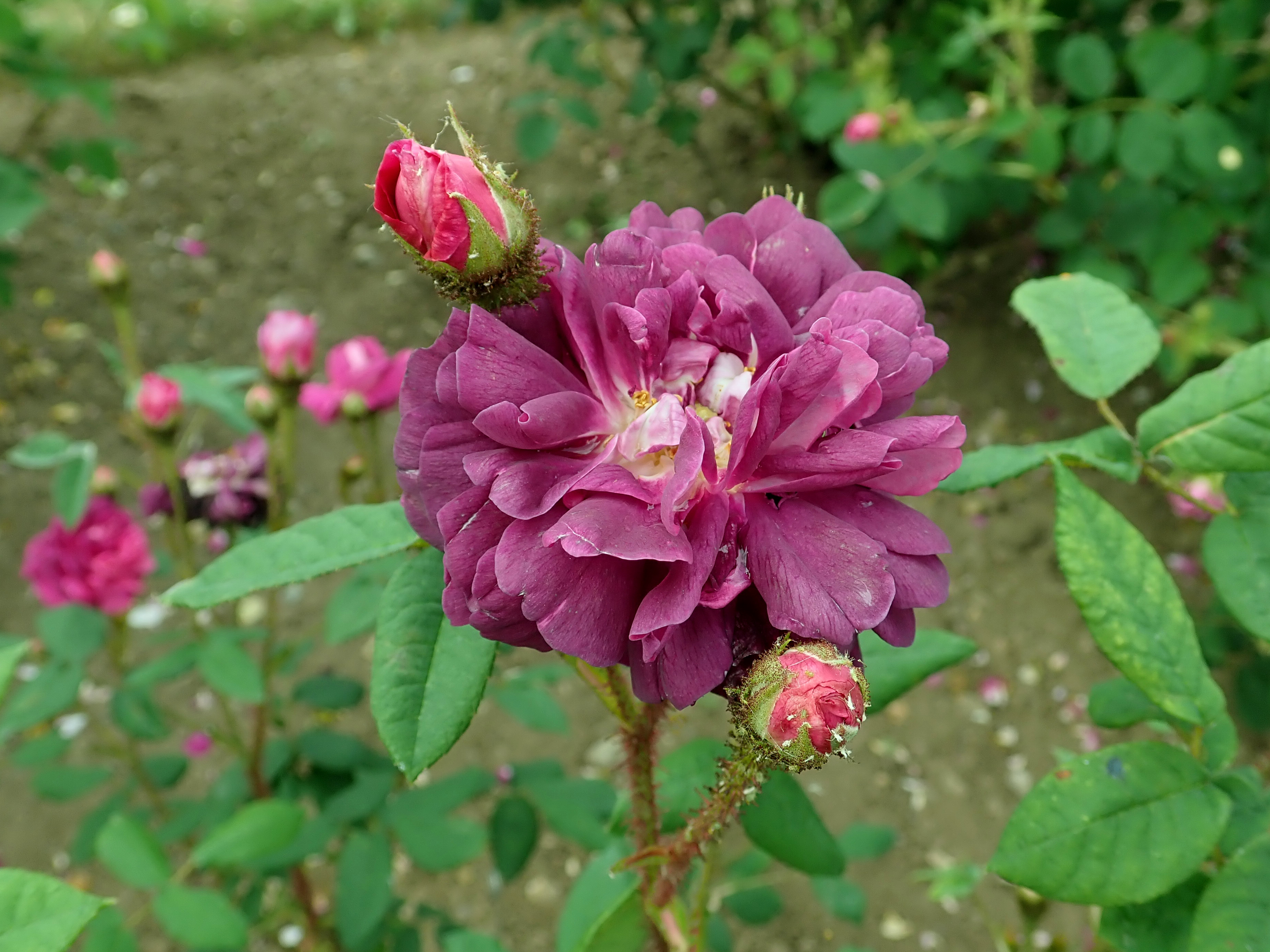
'Hermann Kegel' (Portemer, 1849)
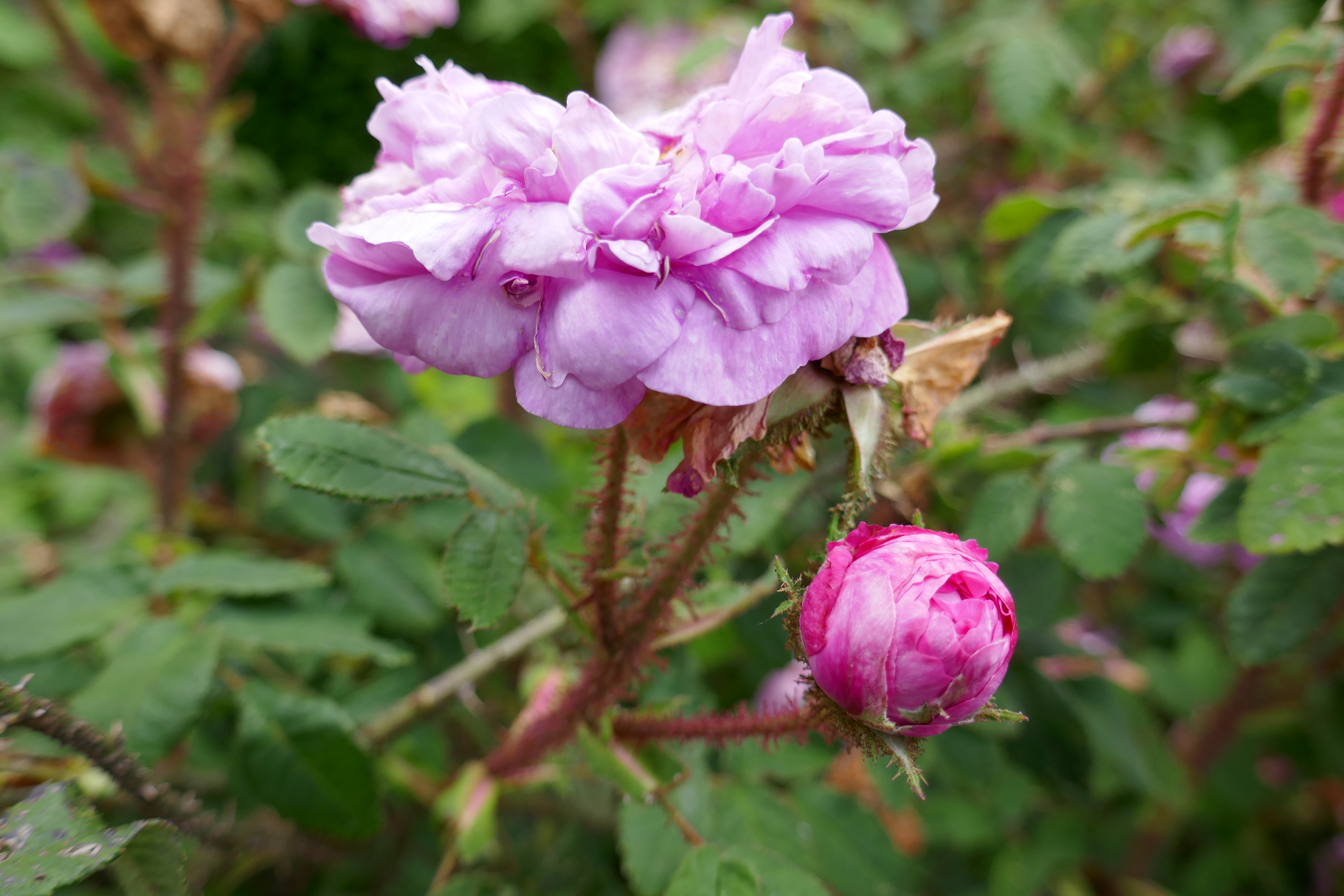
'Pélisson' (Vibert, 1849)
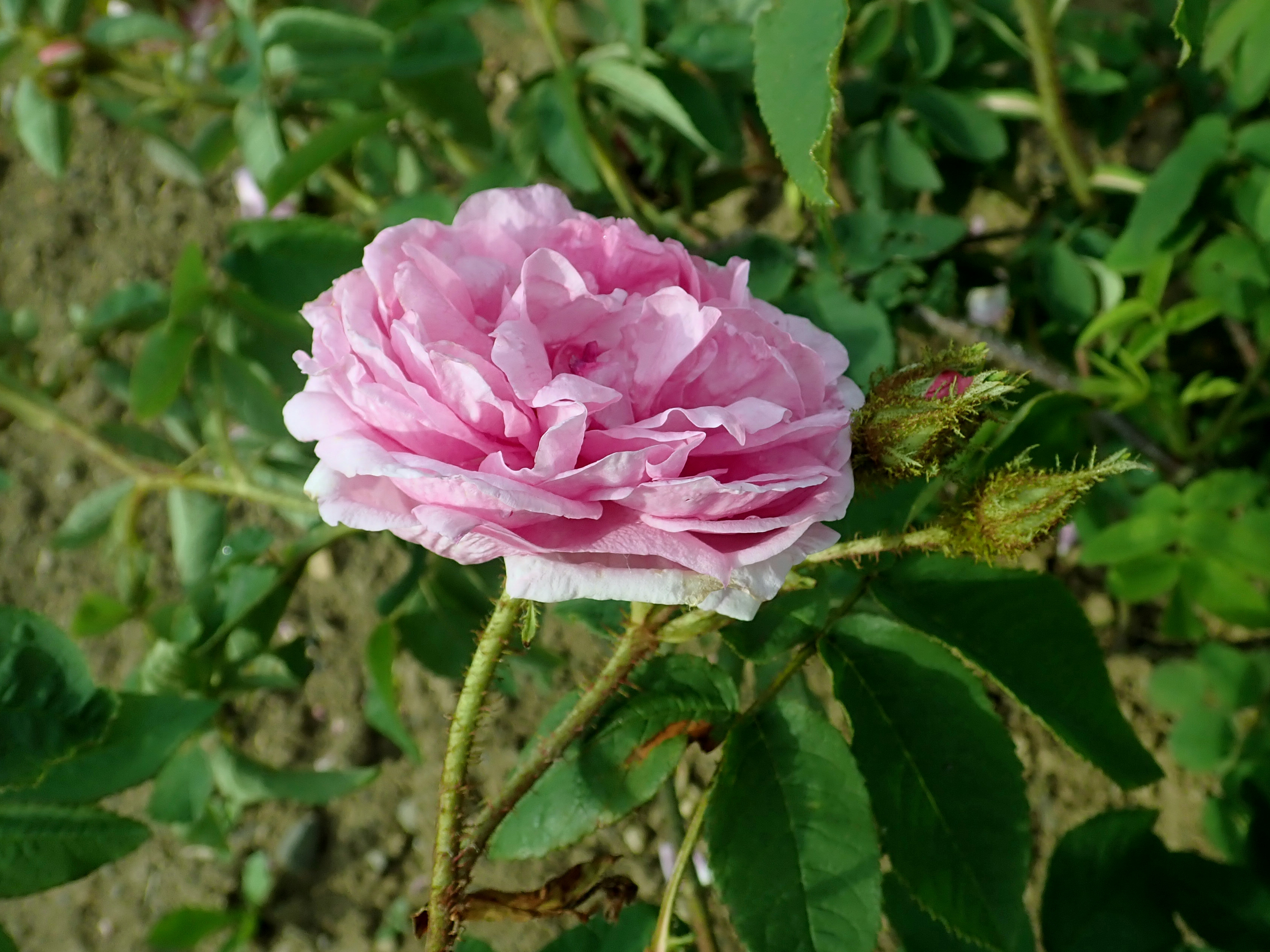
'Zaire' (Vibert, 1849)
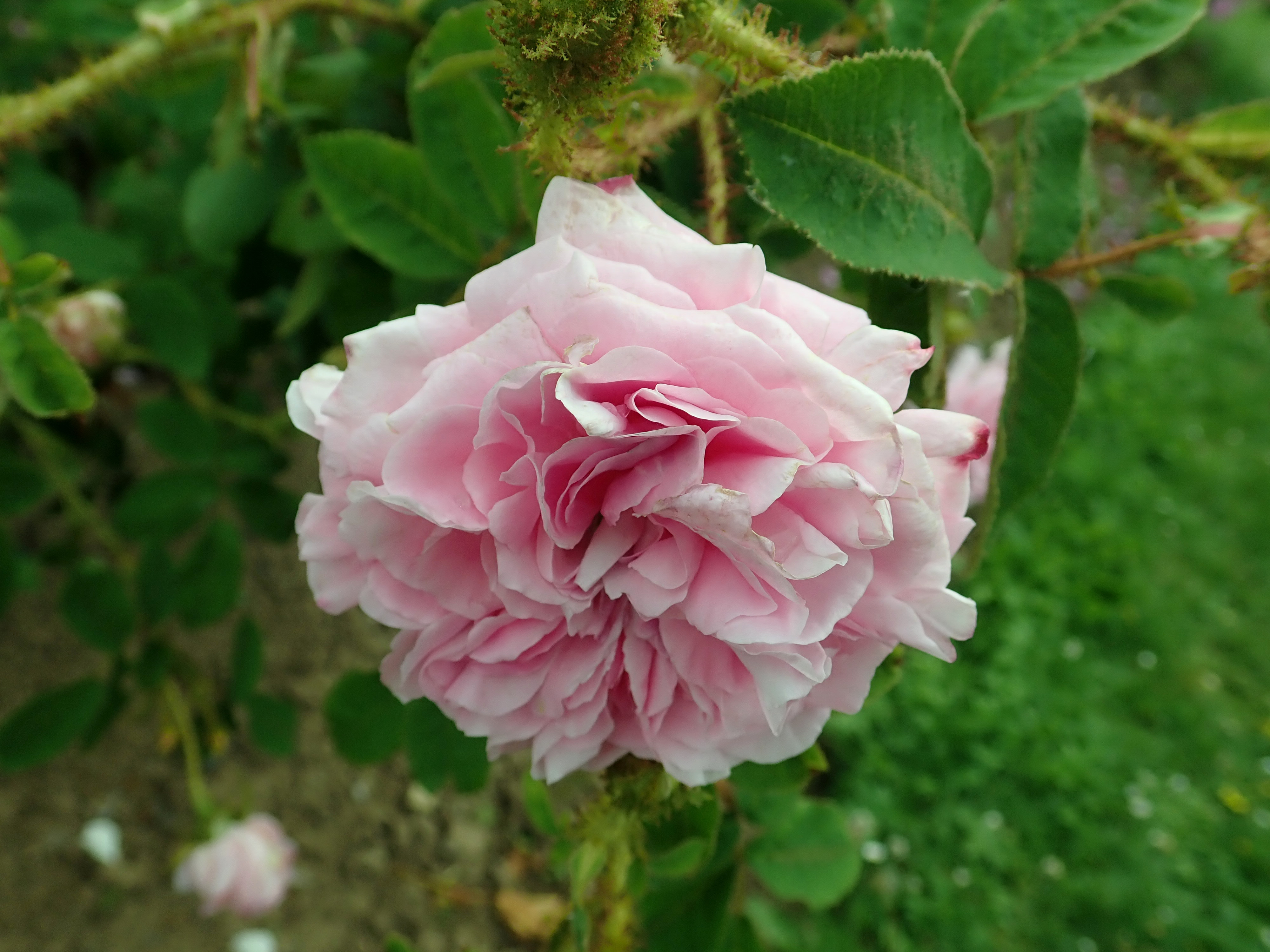
'Adèle Pavie' (Vibert, 1850)
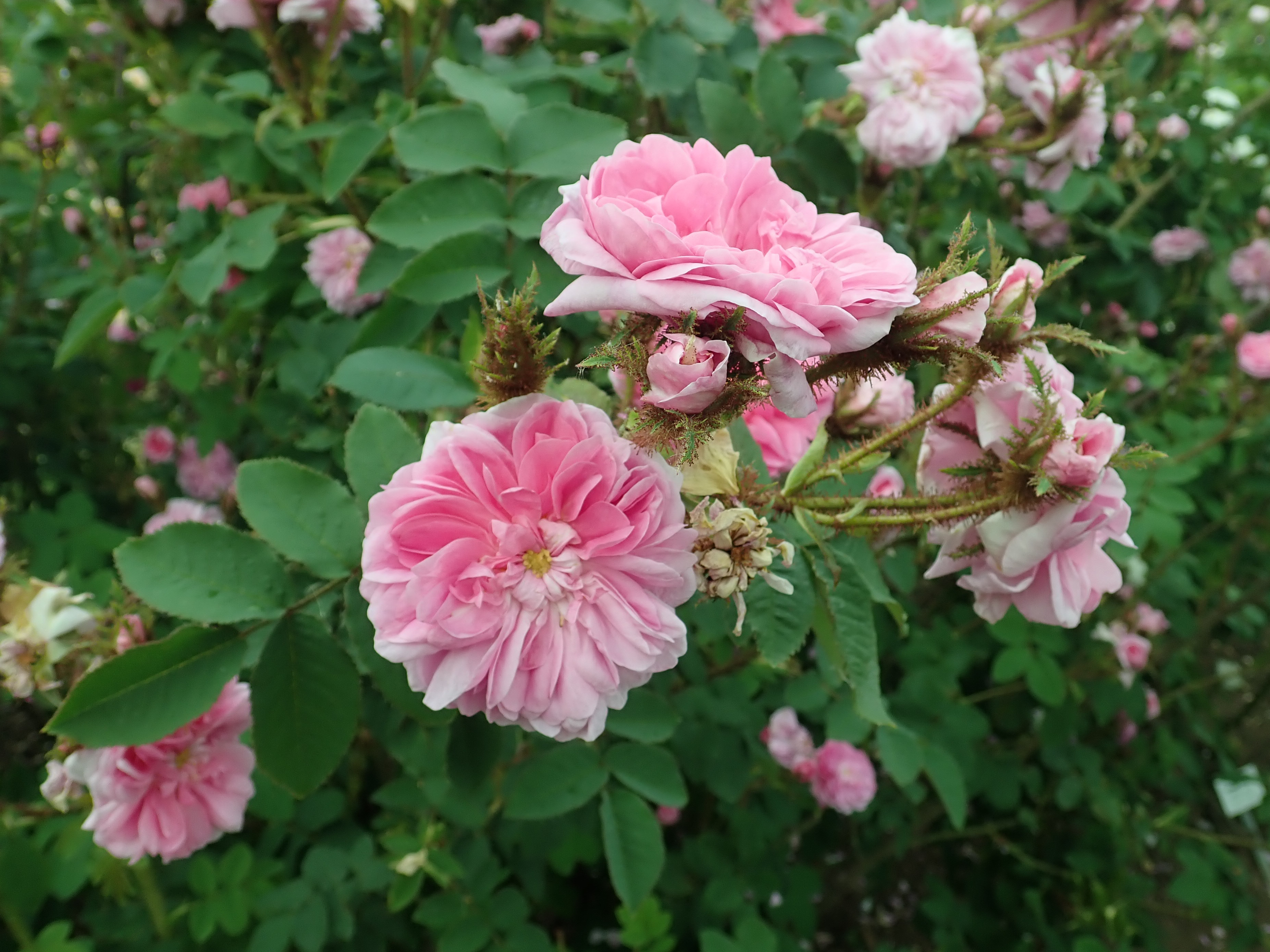
'Duchesse d'Abrantes' (Robert, 1851)
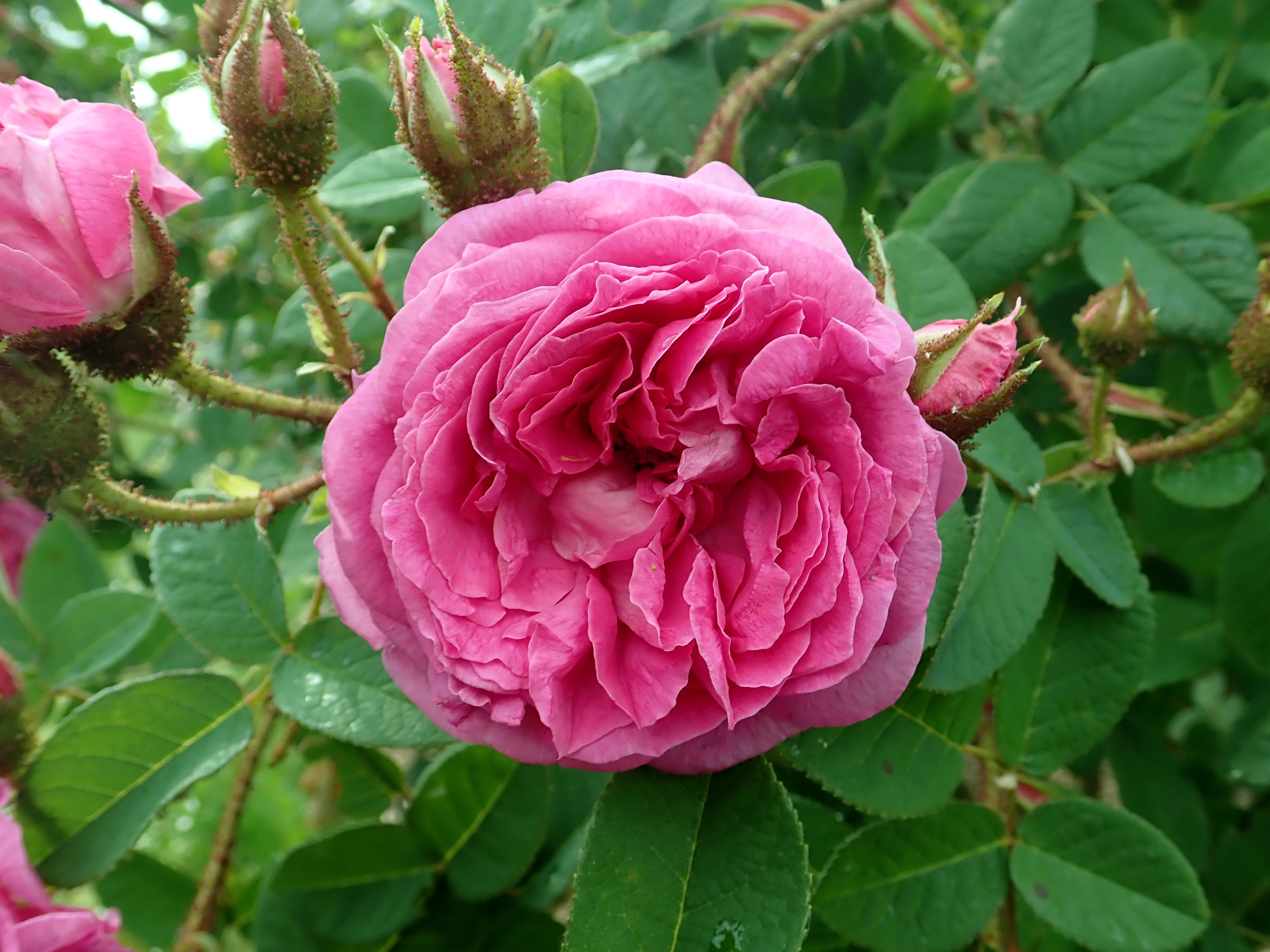
'Madame de la Rôchelambert' (Robert, 1851)
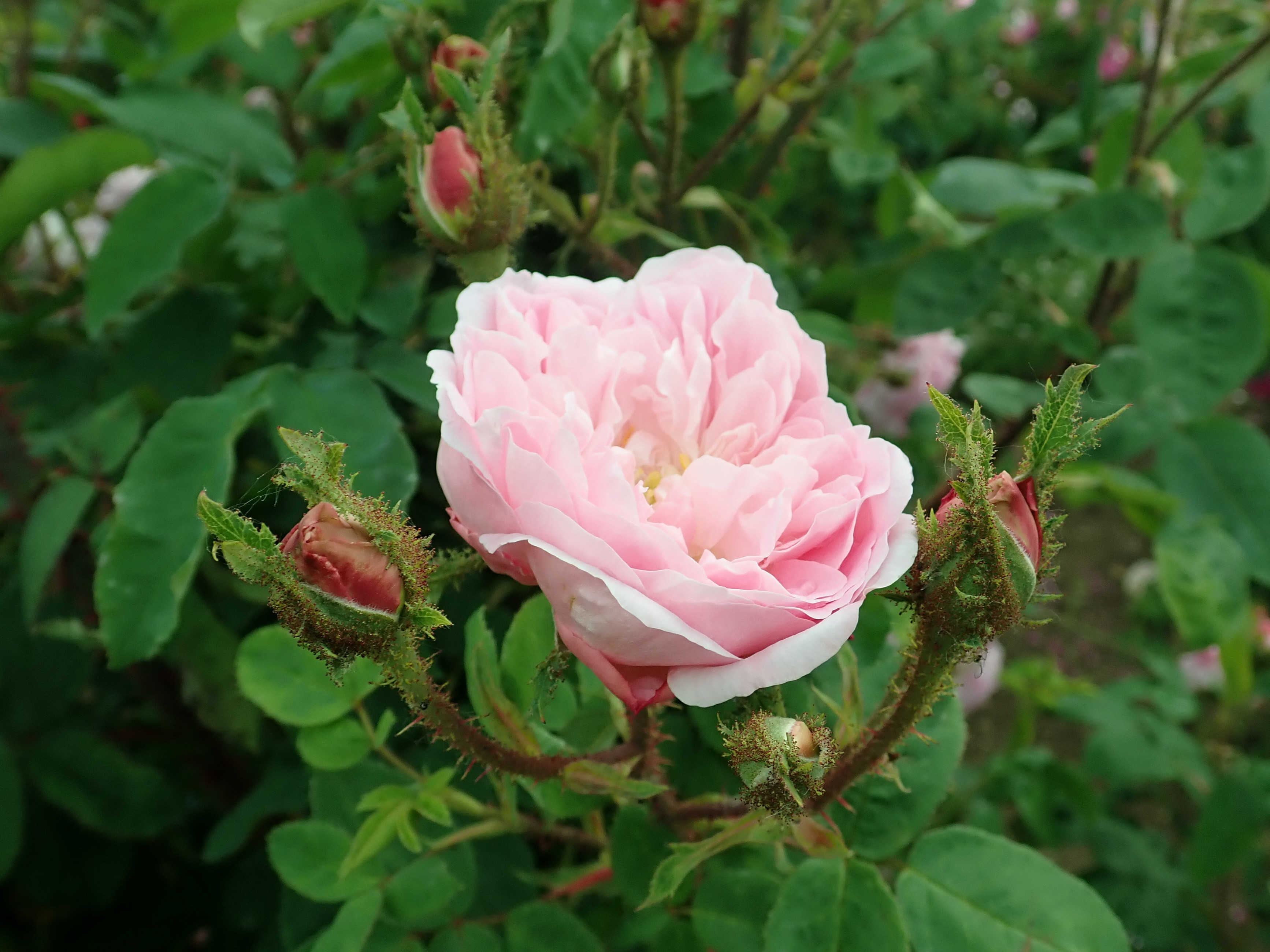
'Jeanne de Montfort' (Robert, 1851)
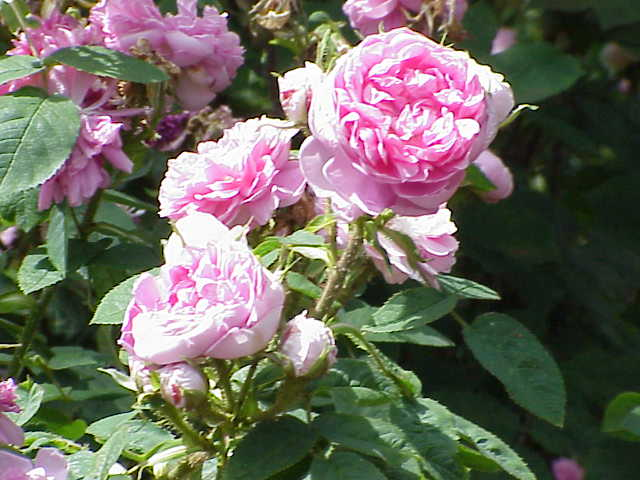
'd'Arcet' (Robert, 1851)
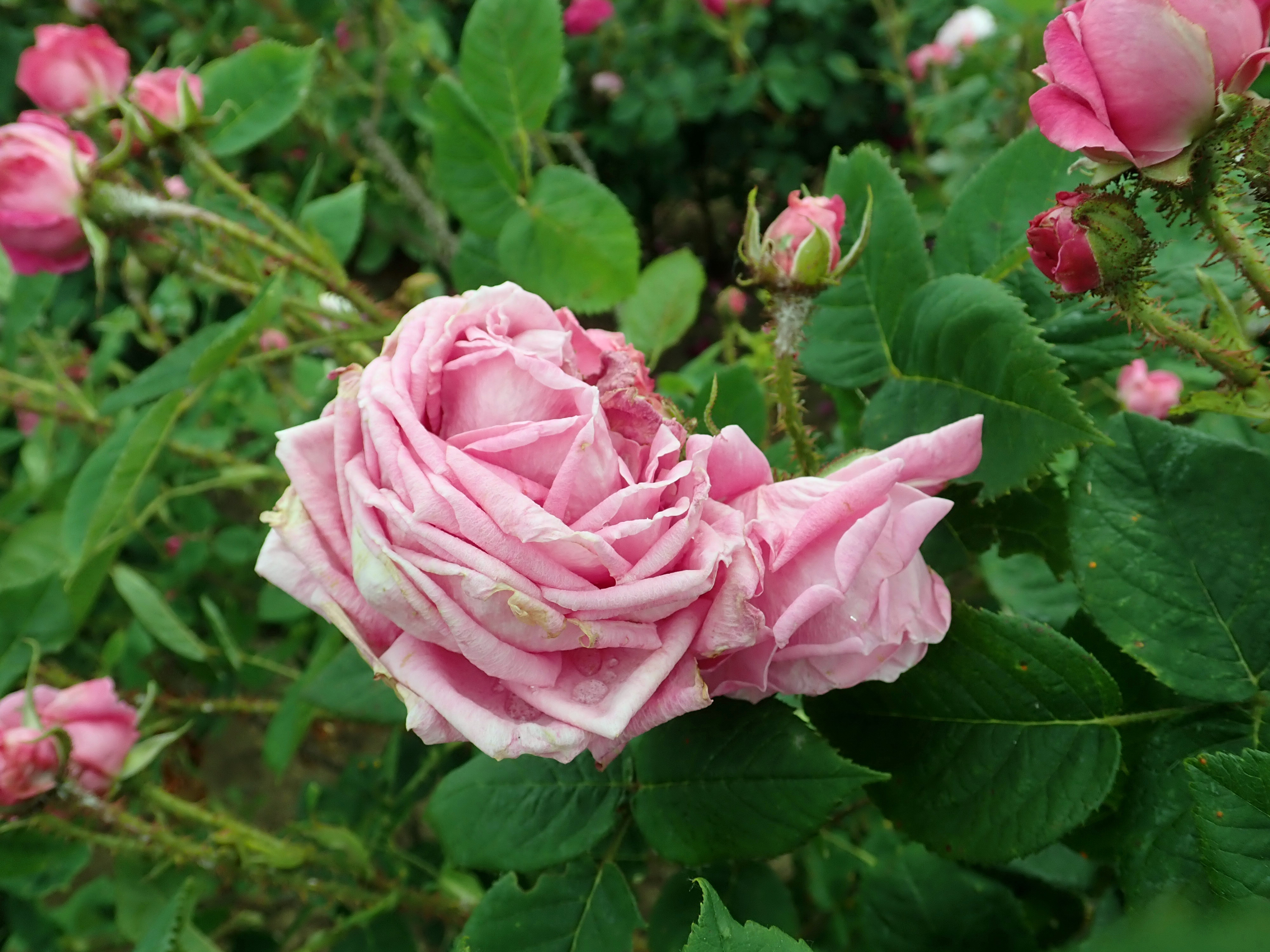
'Mme. Clémence Beauregard' (Laffay, 1851)
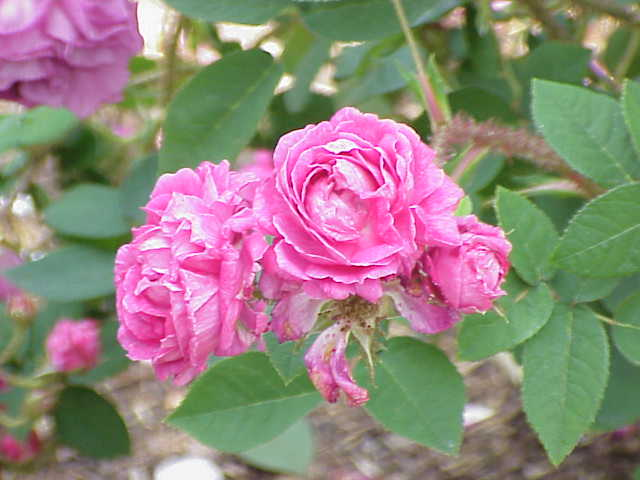
'Félicité Bohain' (Laffay, 1852)
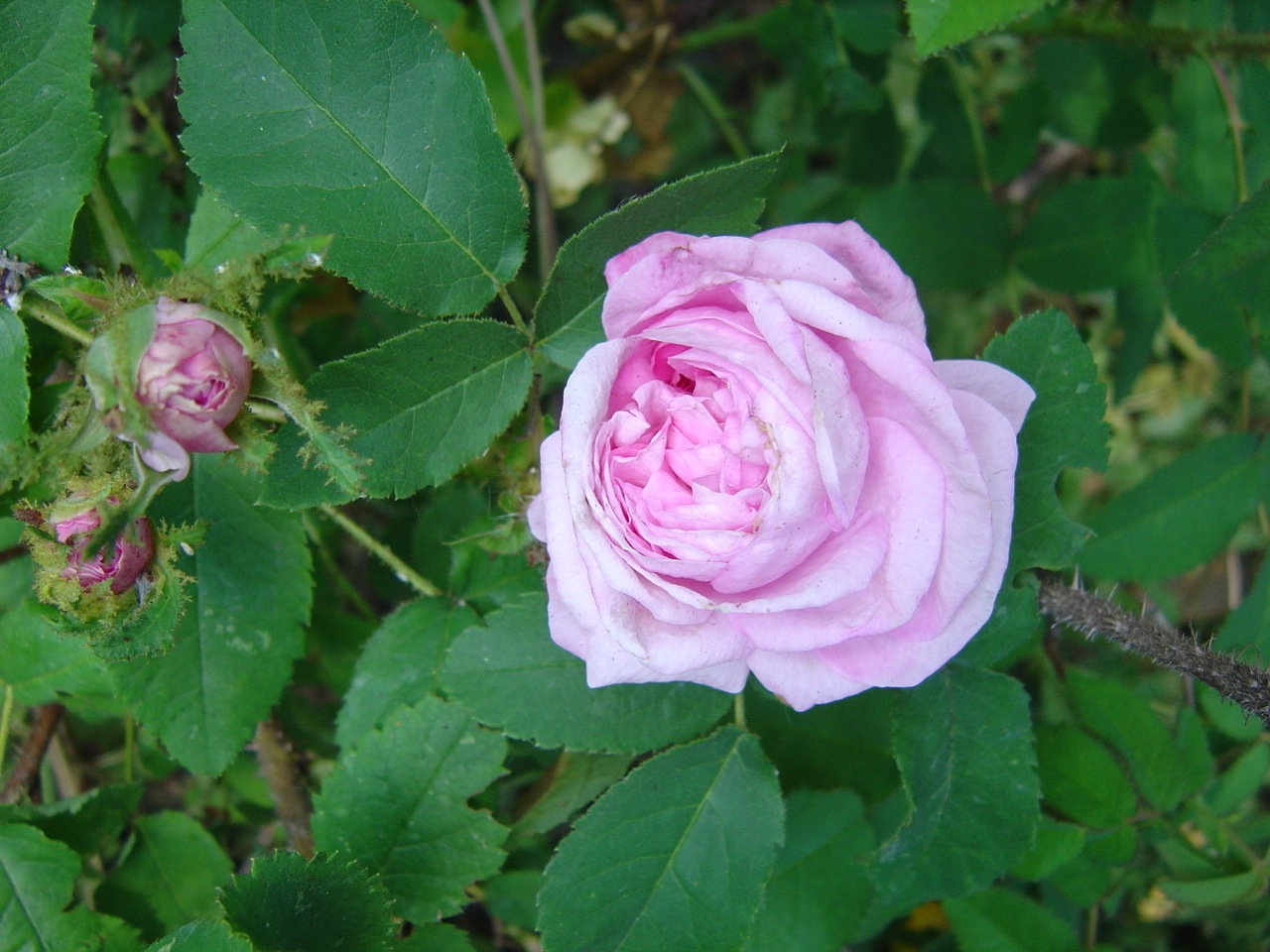
'Gloire des Mousseuses' (Laffay, 1852)
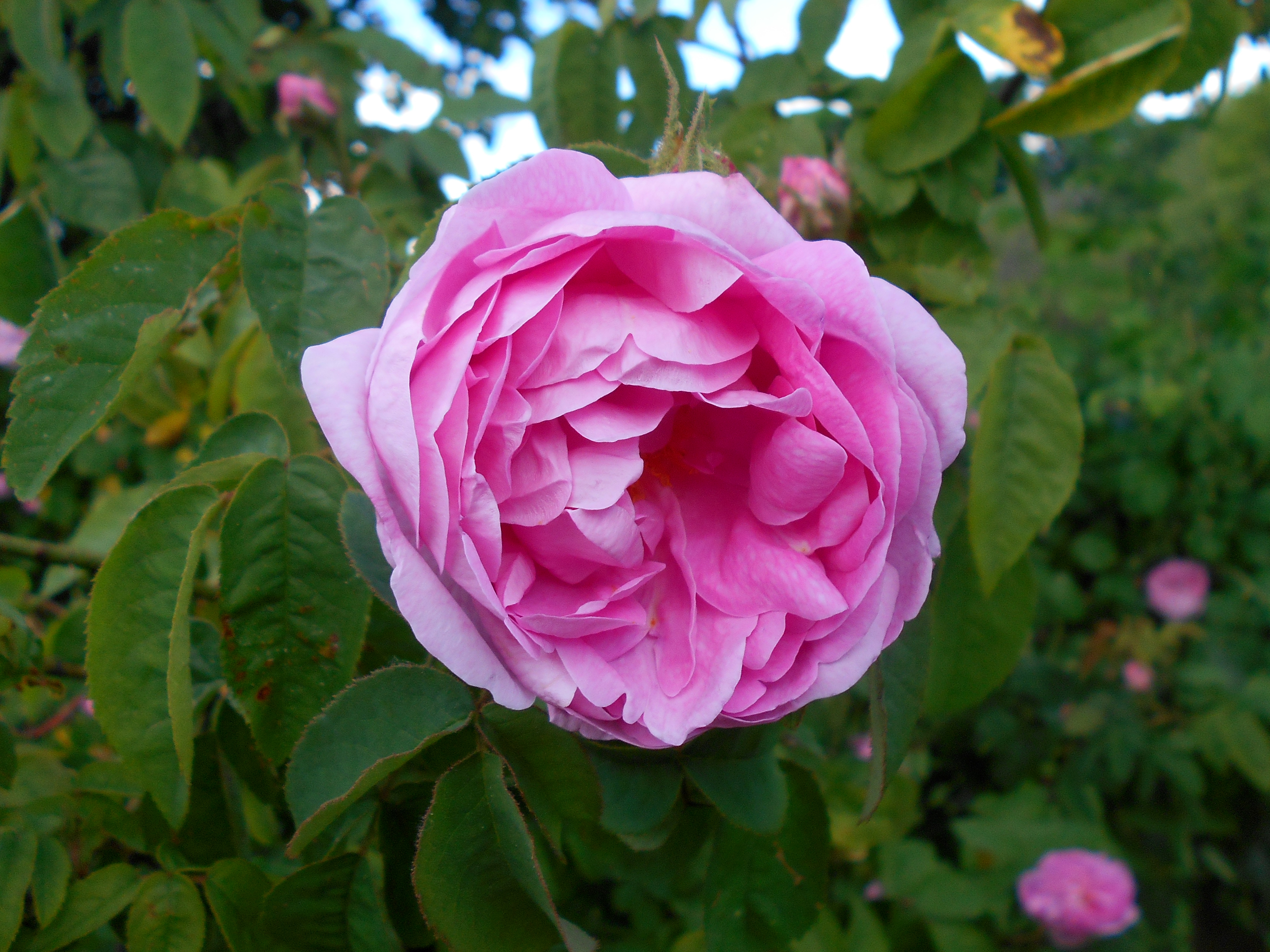
'Marie de Blois' (Robert, 1852)
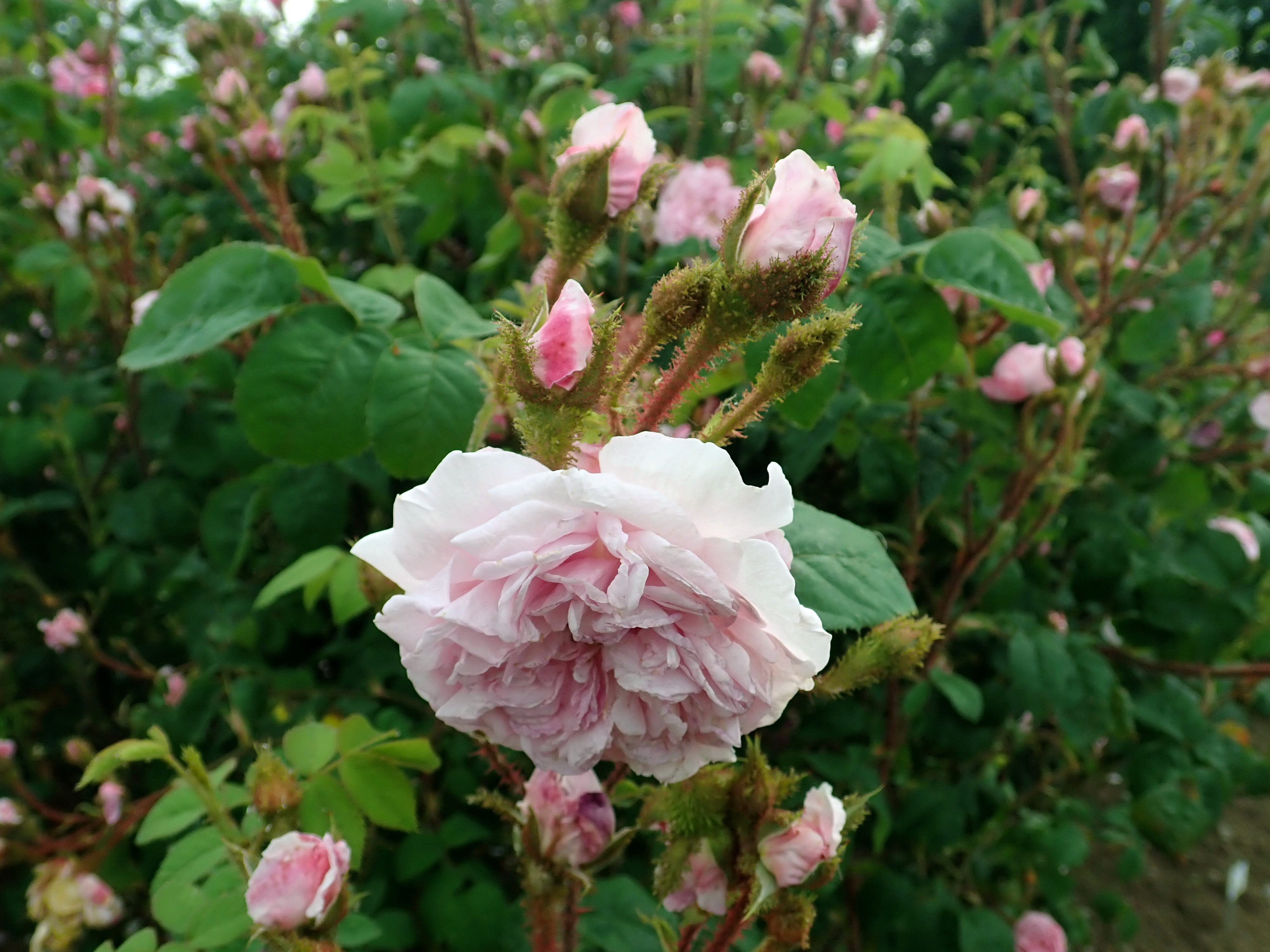
'Lucie Duplessis' (Robert, 1853)
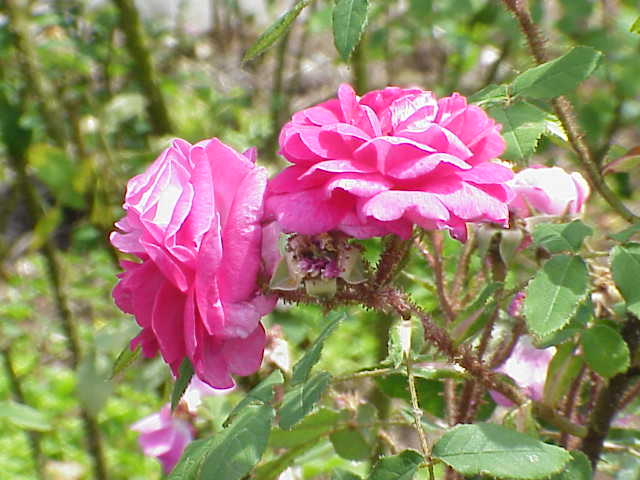
'Marèchal Davoust' (Robert, 1853)
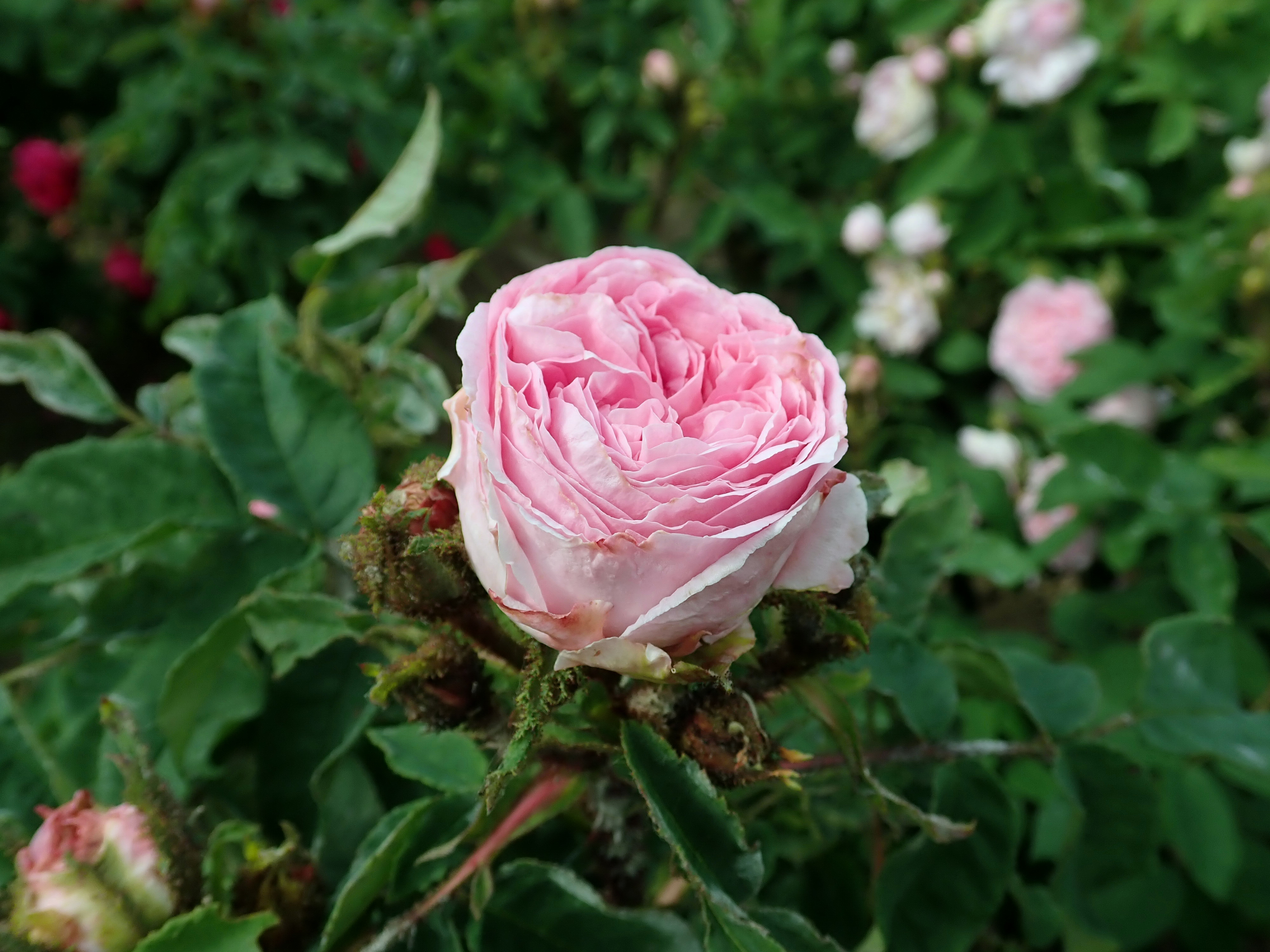
'Marie de Bourgogne' (Robert, 1853)
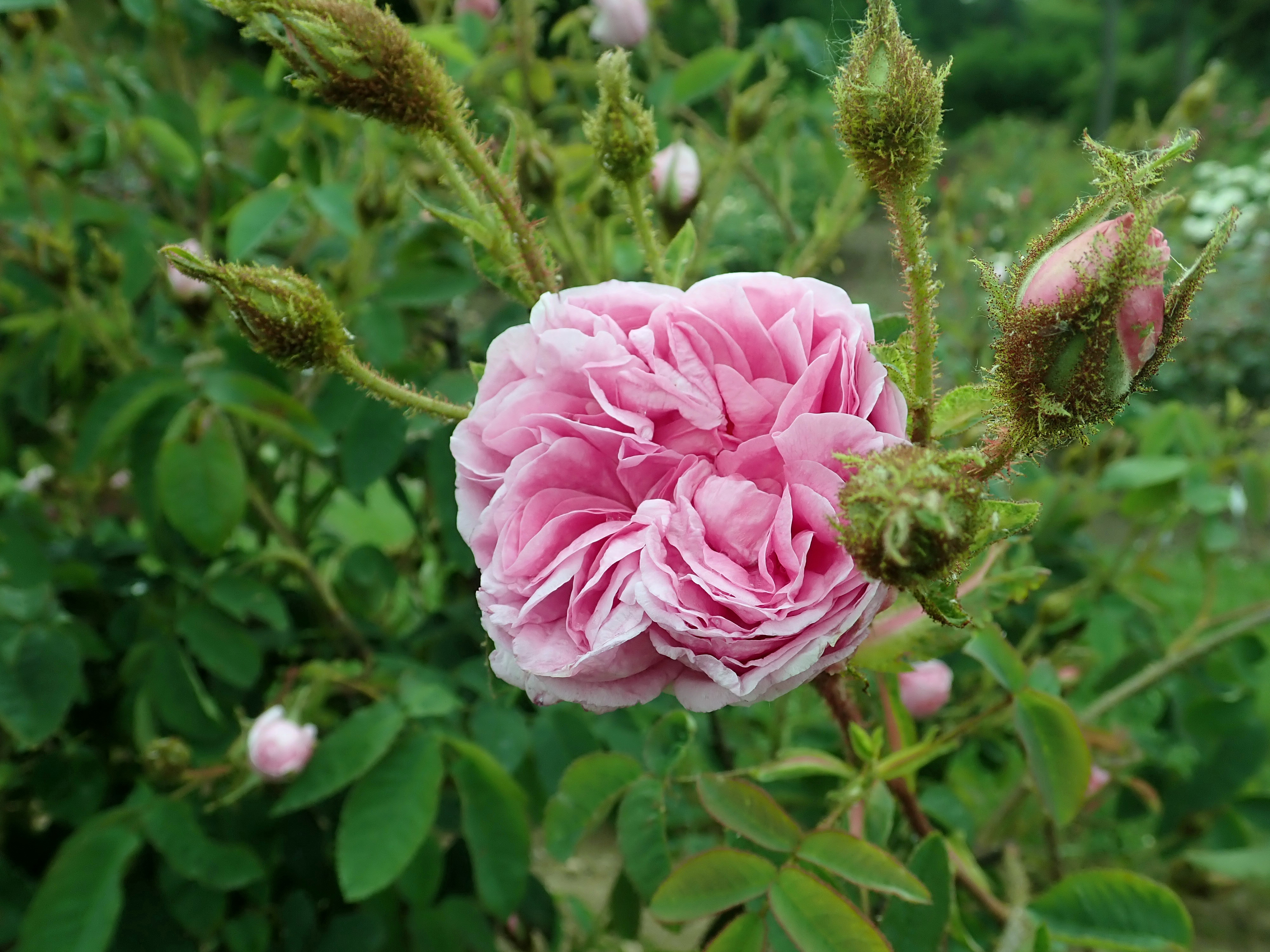
'René d'Anjou' (Robert, 1853)
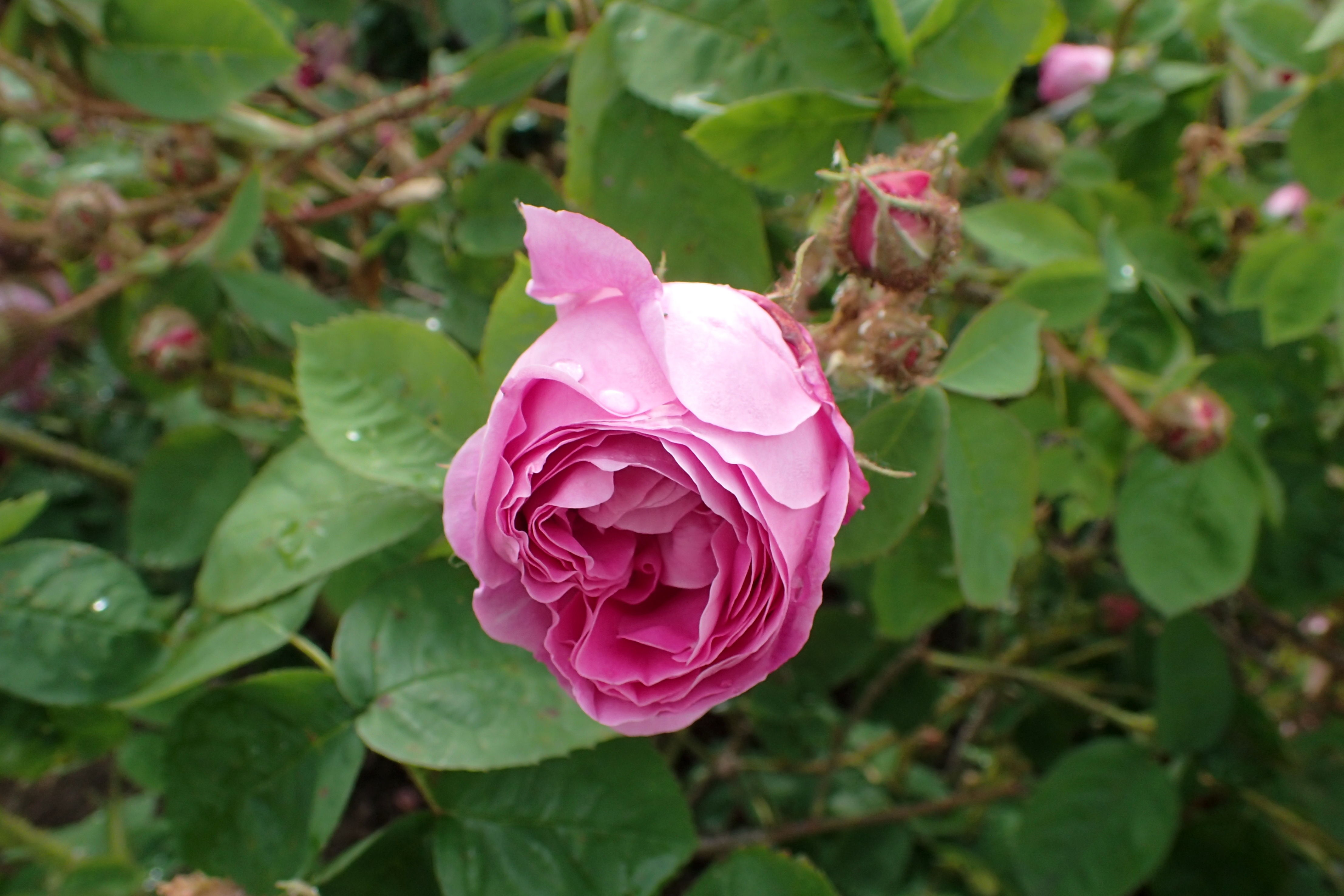
'Baron de Wassenaer' (Verdier, 1854)
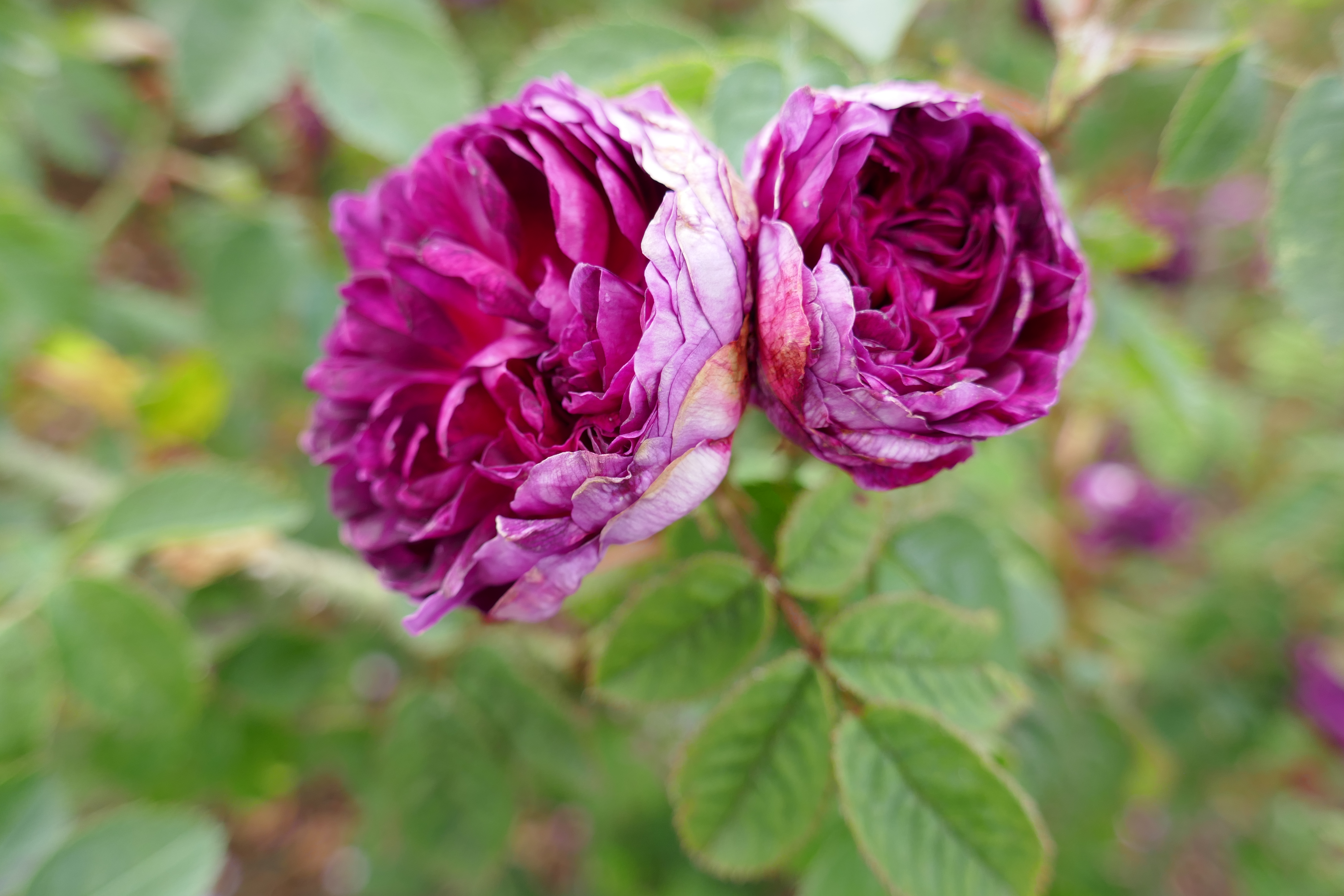
'Capitaine John Ingram' (Laffay, 1854)
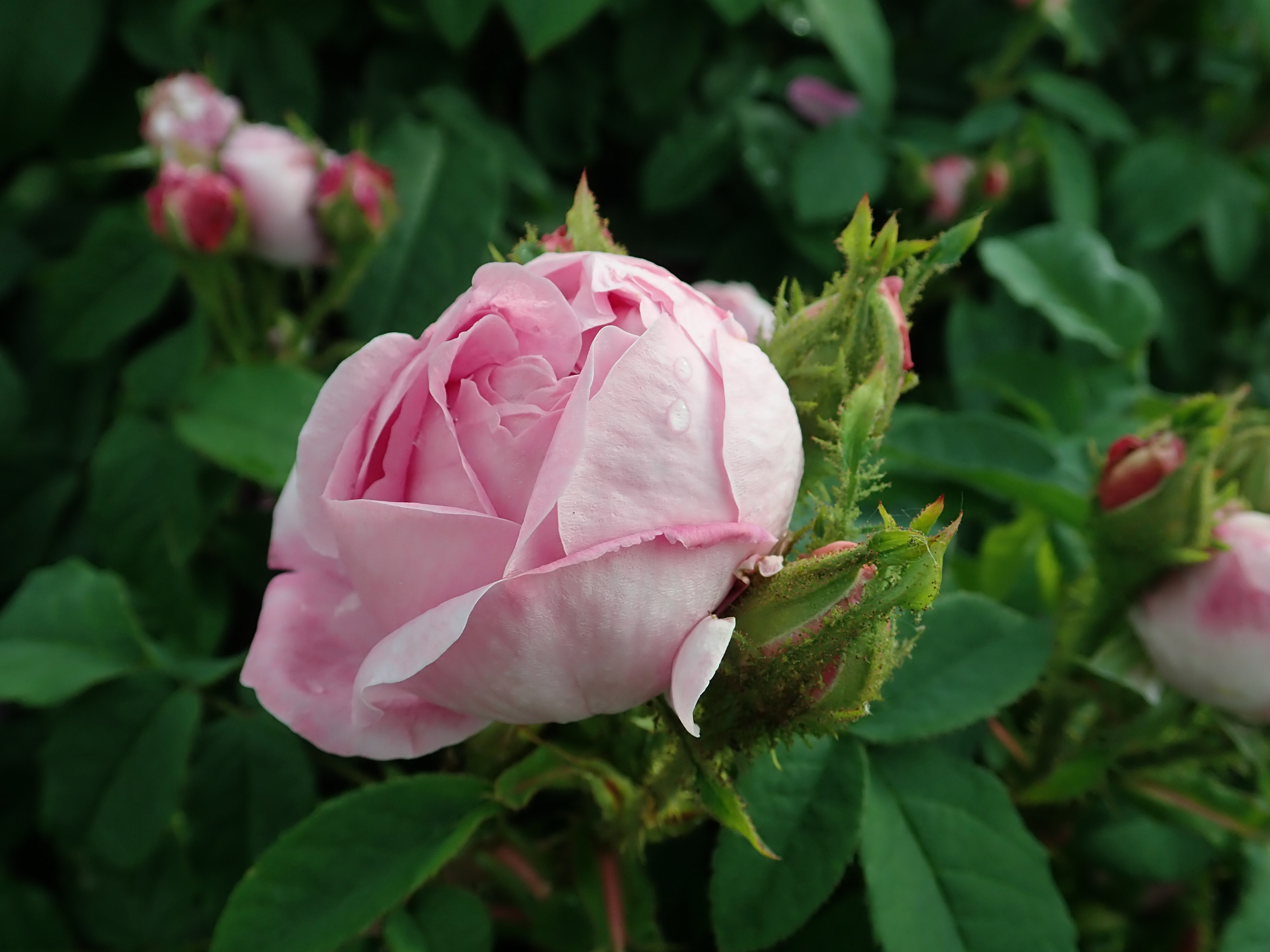
'Comtesse Doria' (Portemer, 1854)
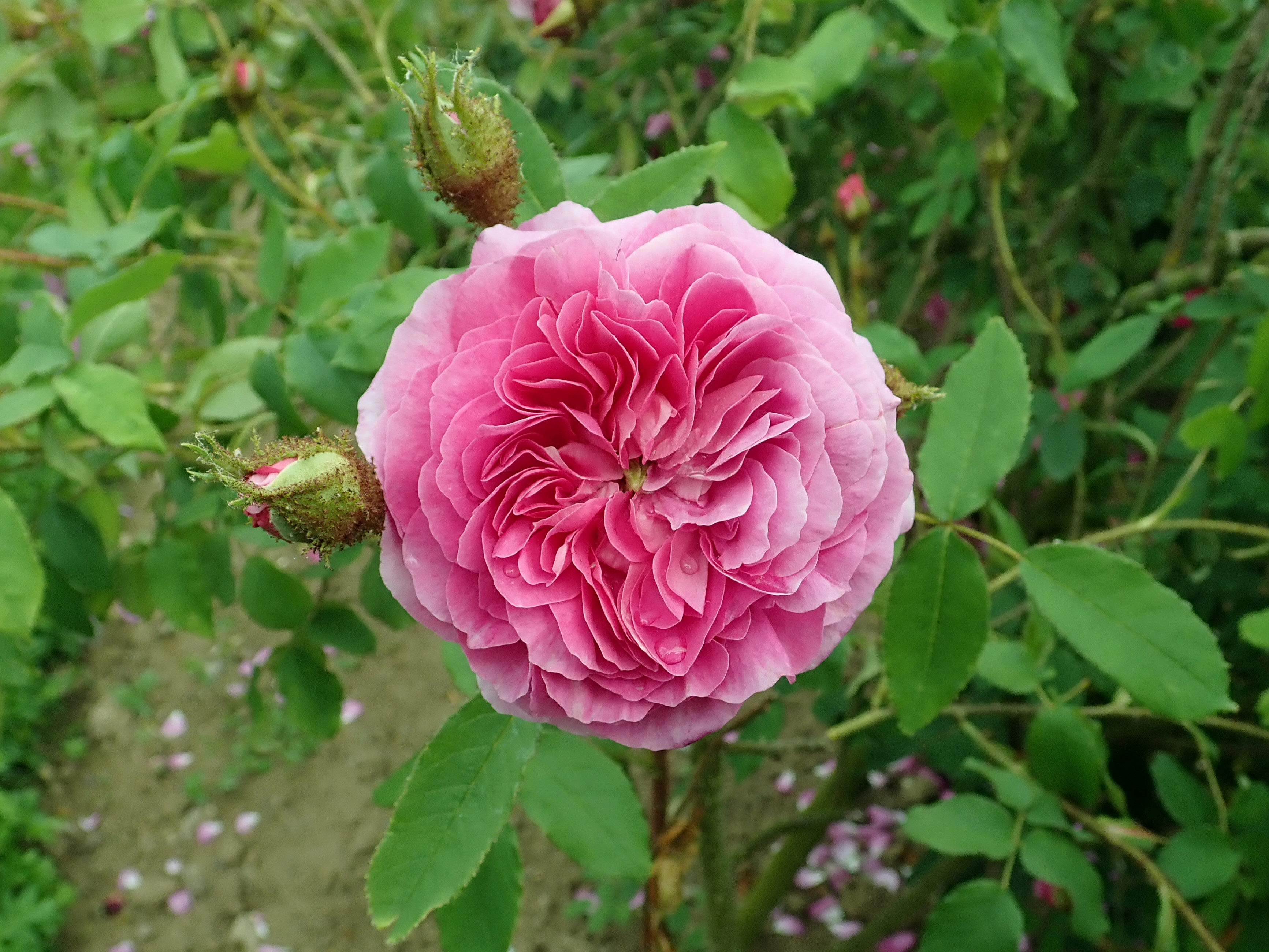
'Francois de Salignac' (Robert, 1854)
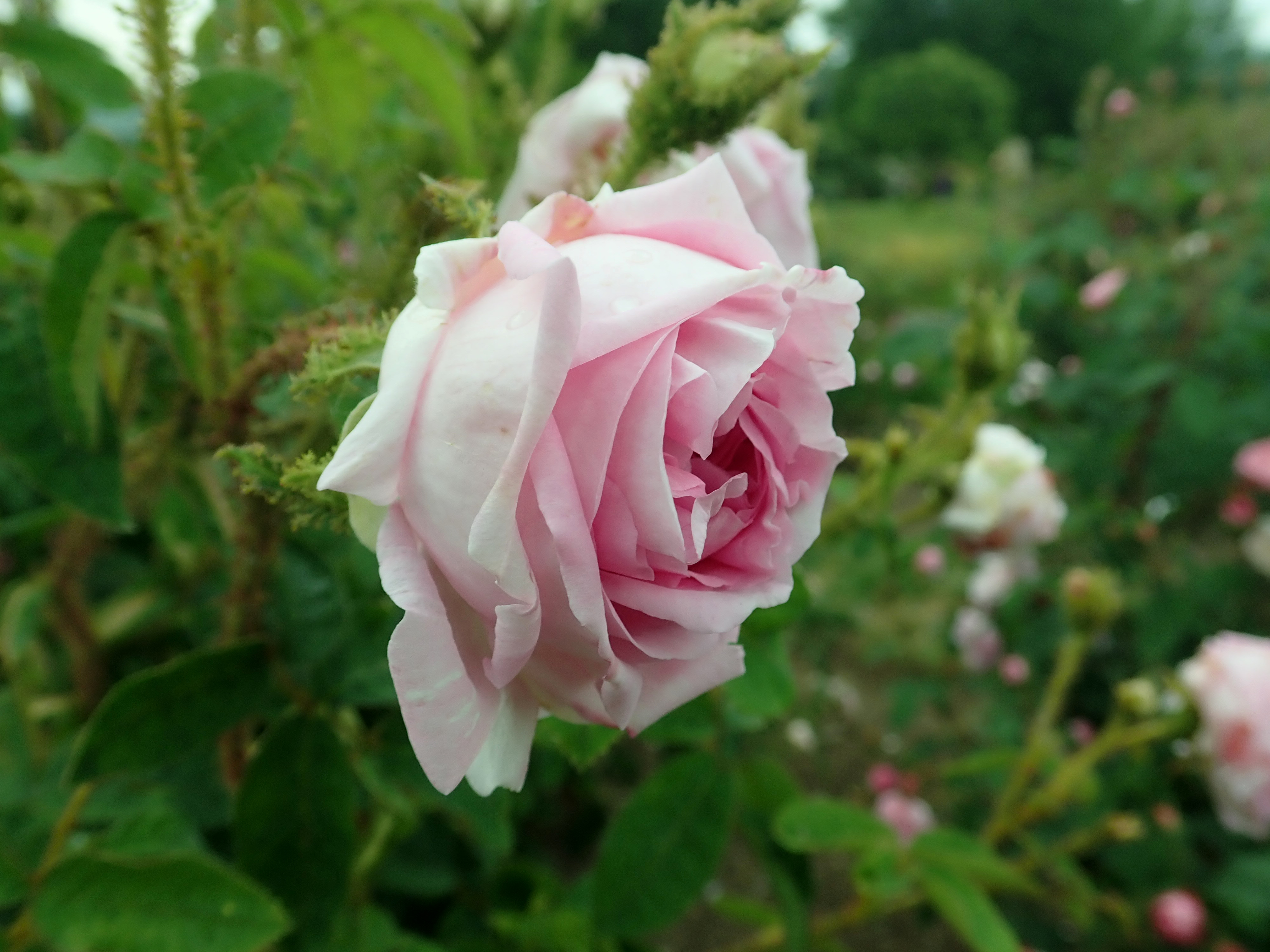
'Julie de Mersan' (Thomas, 1854)
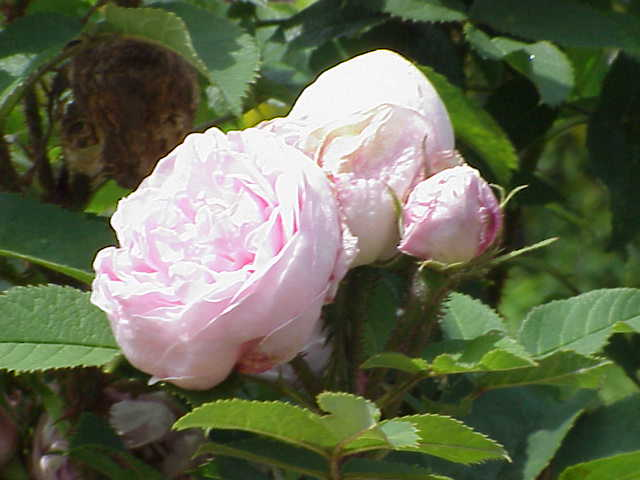
'Madame Edouard Ory' (Robert, 1854)
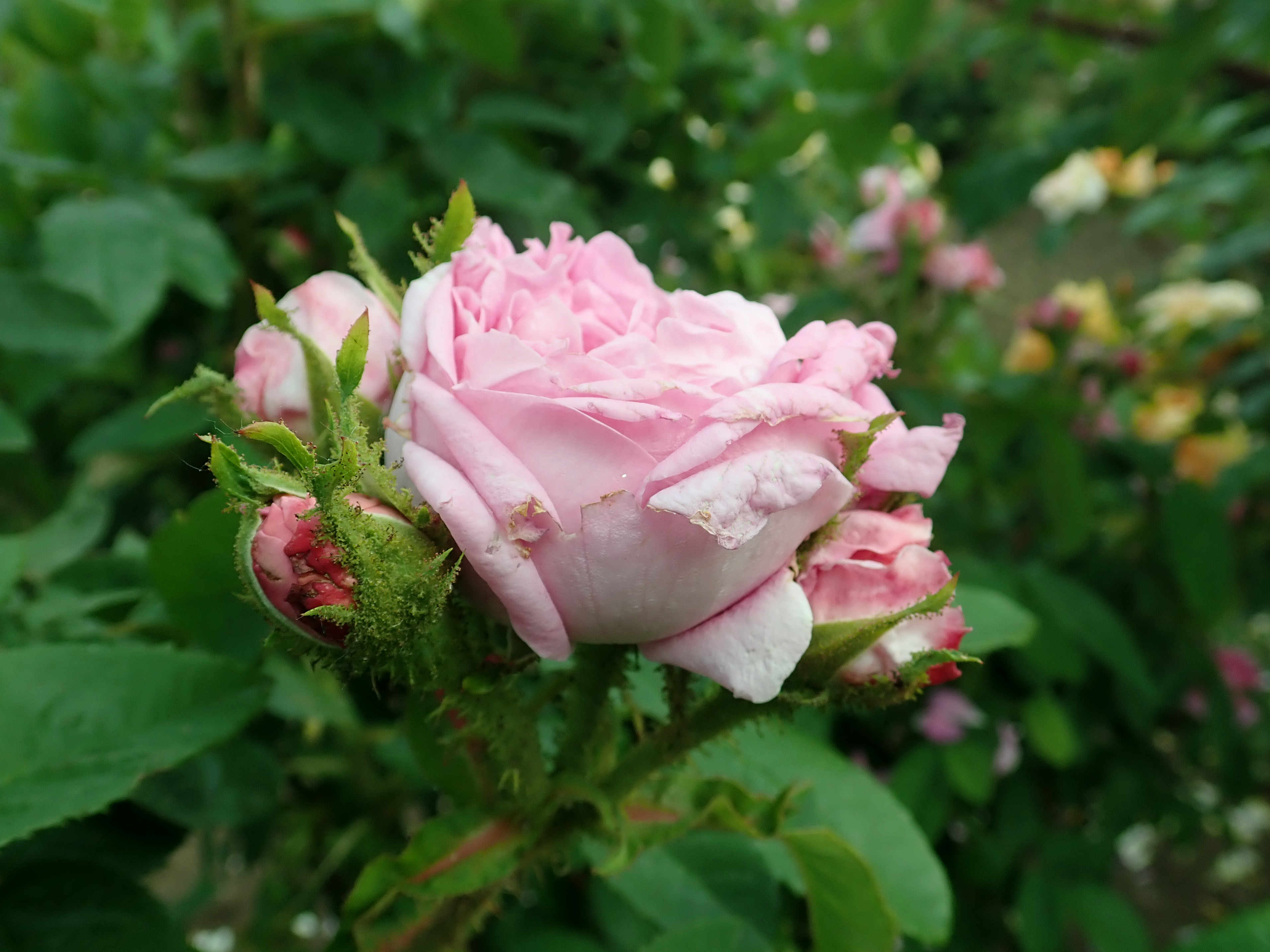
'Princesse de Vaudémont' (Robert, ~ 1854)
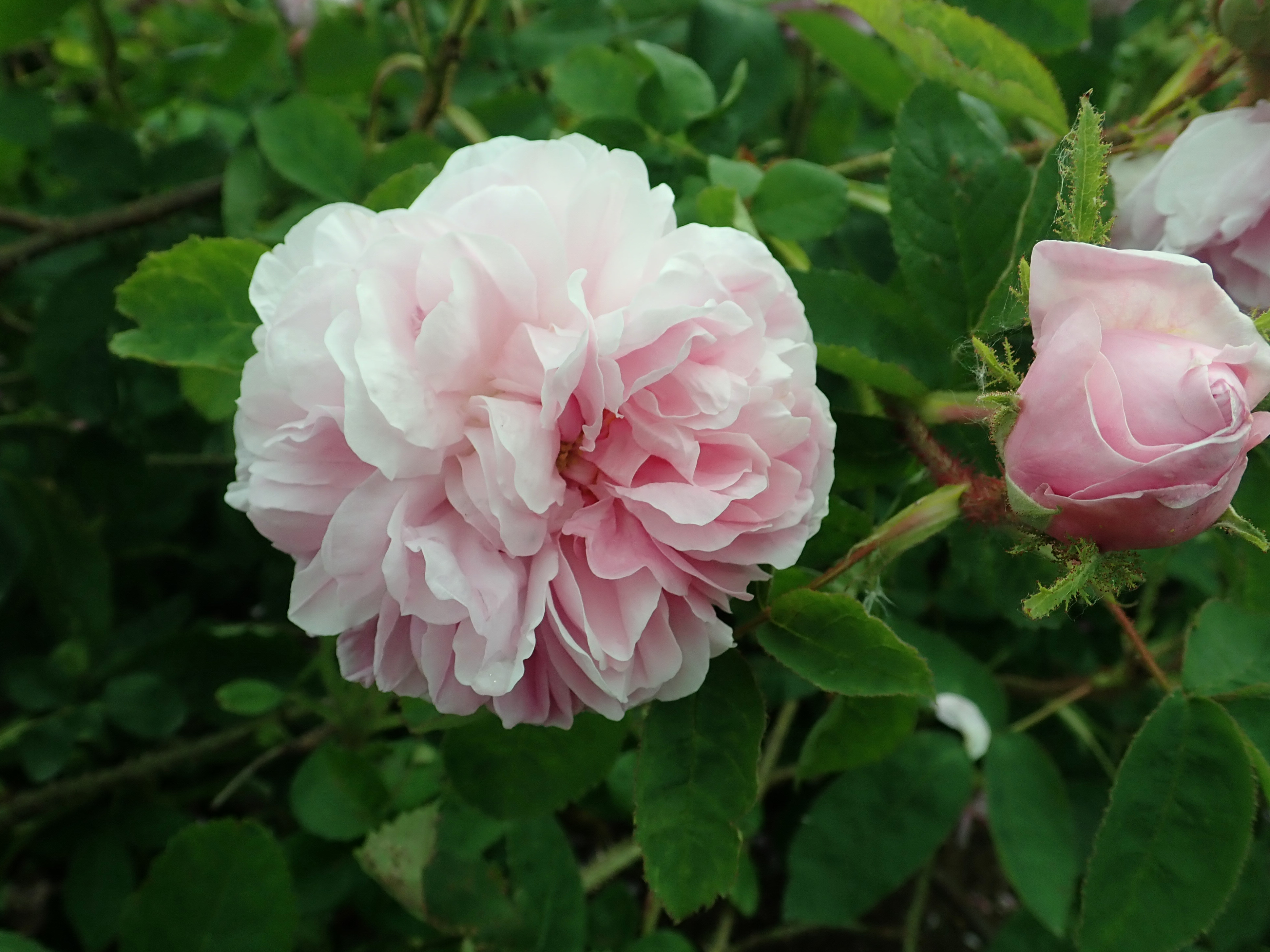
'Salet' (Lacharme, 1854)
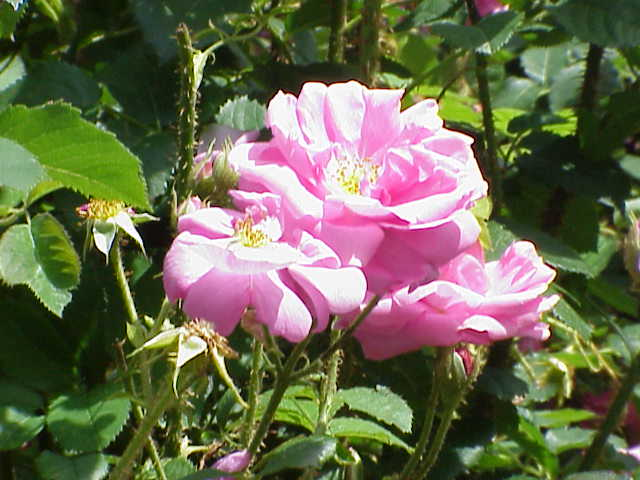
'À Longs Pédoncules' (Robert, 1854)
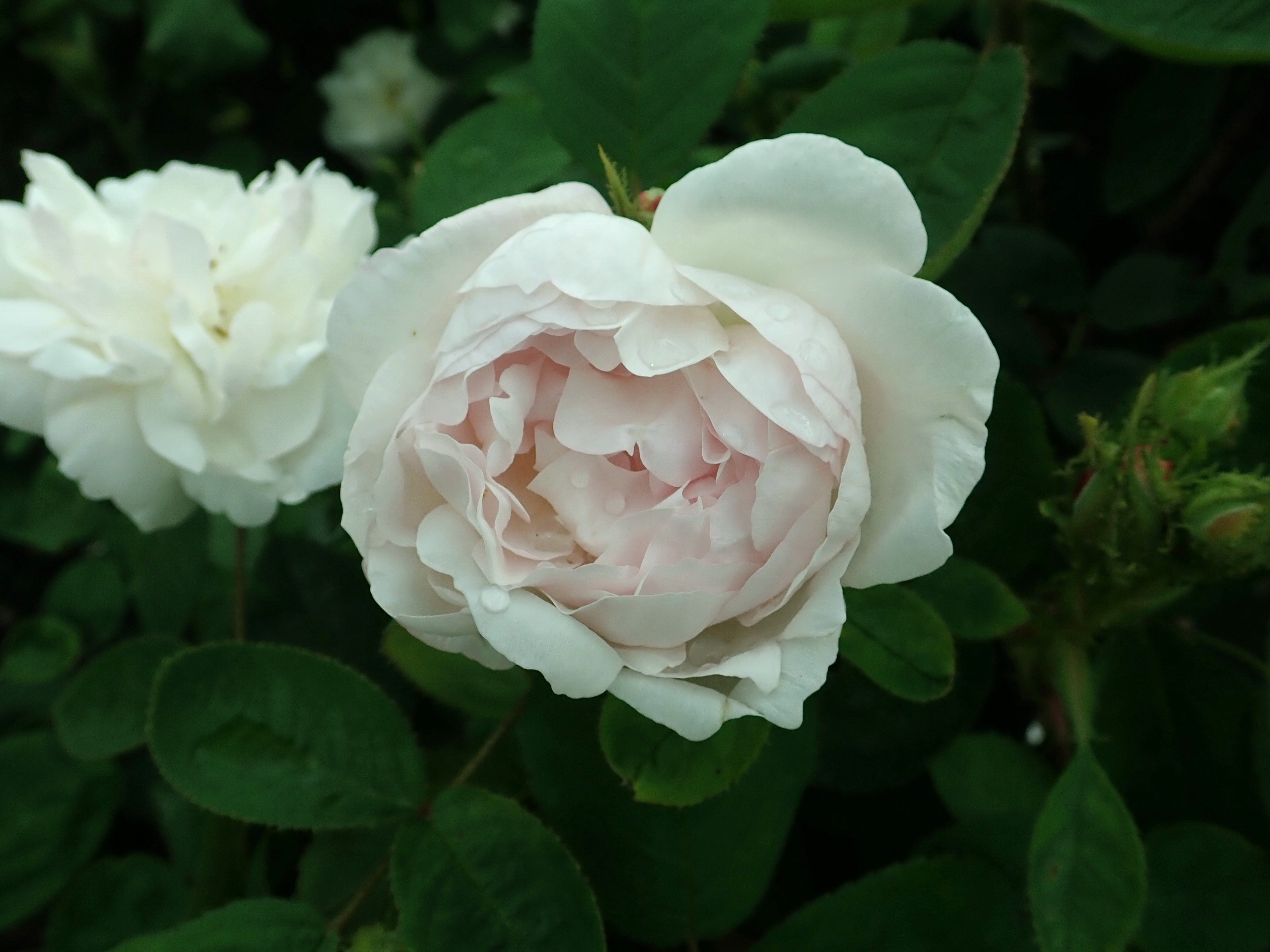
'Alfred de Dalmas' (Laffay/Portemer, 1855)
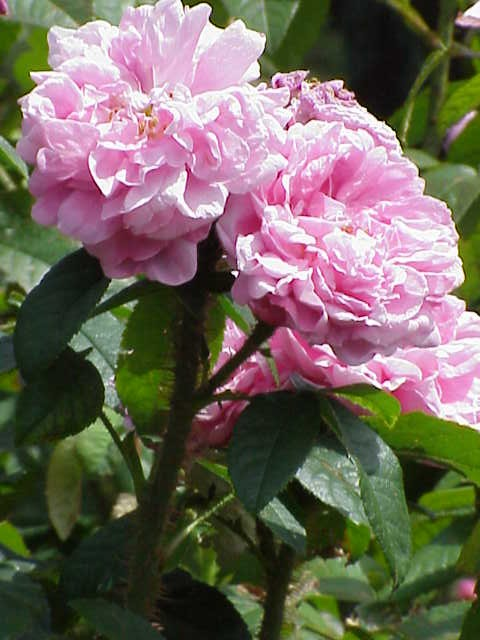
'Gloire d'Orient' (Jean Beluze, 1855)
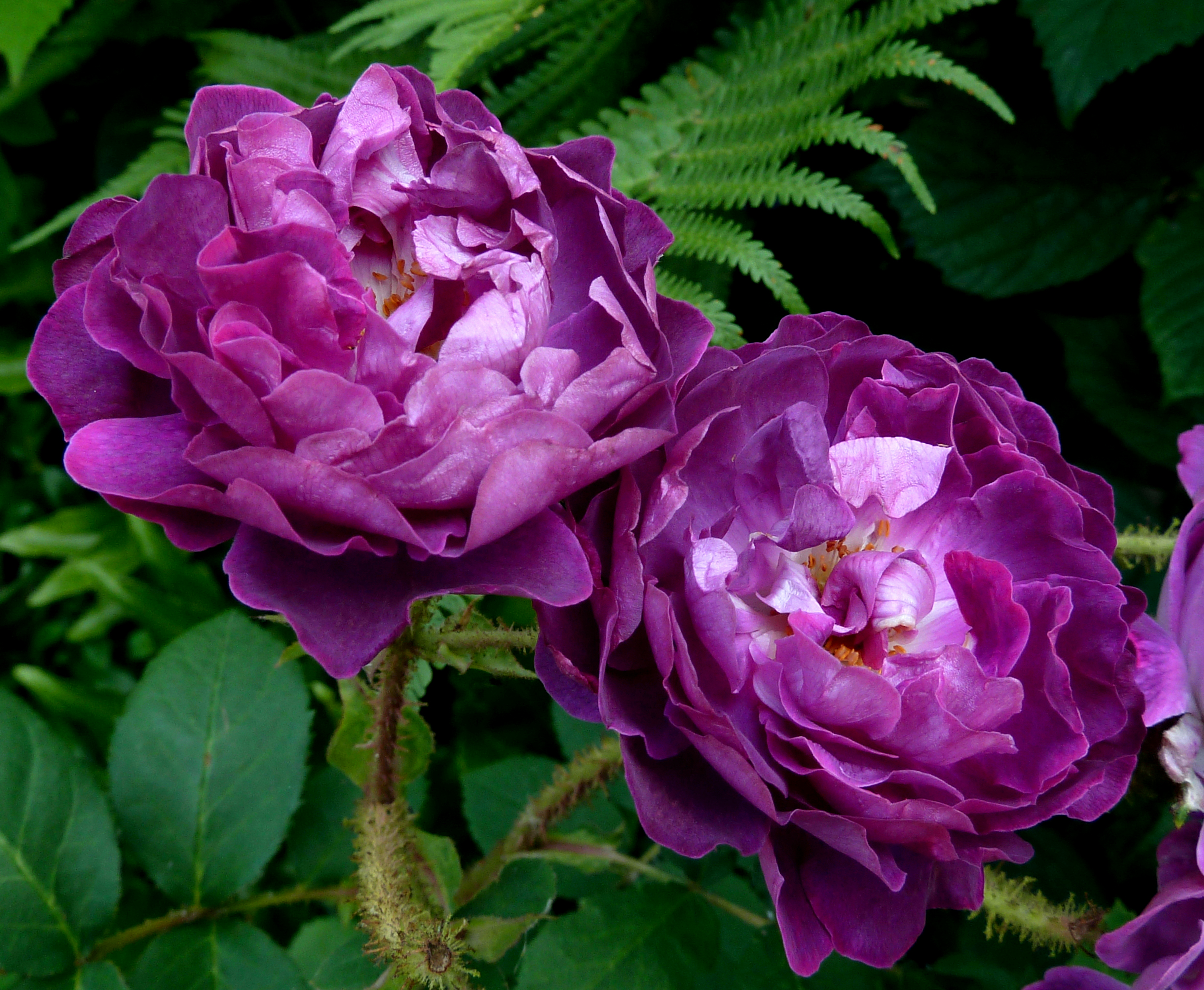
'William Lobb' (Laffay, 1855)
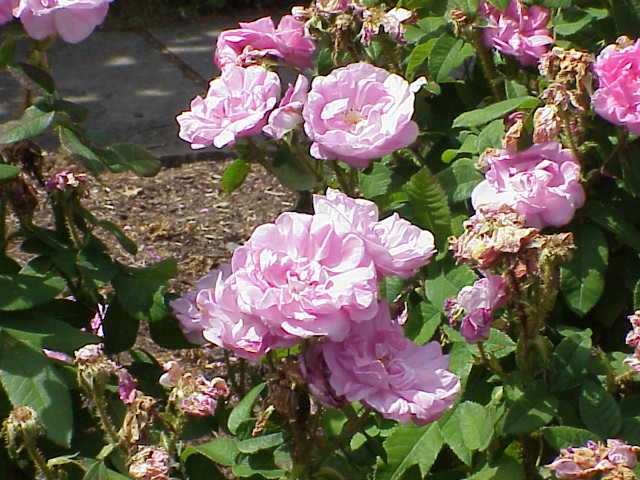
'Duchesse de Verneuil' (Portemer, 1856)
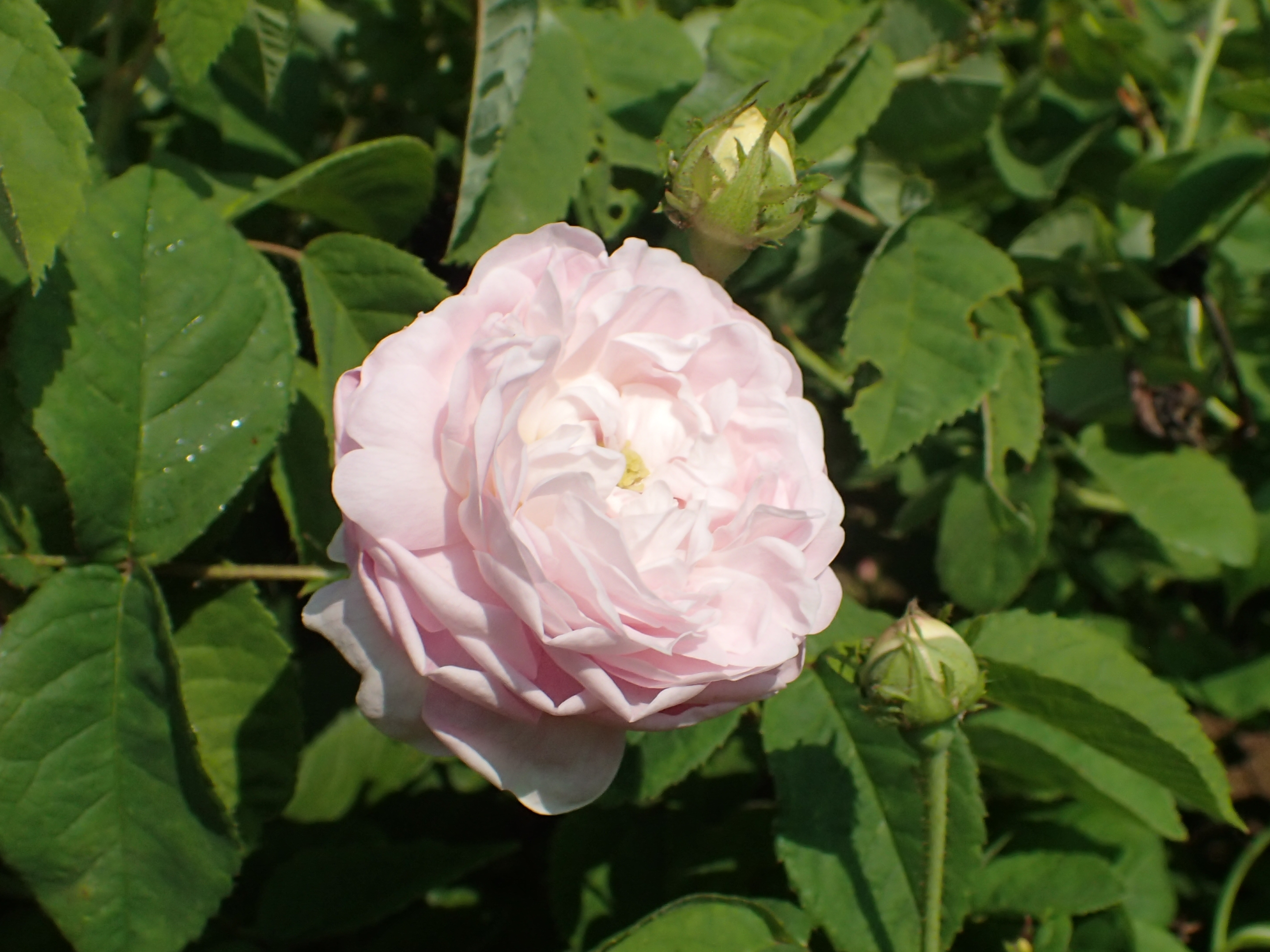
'Général Kléber' (Robert, 1856)
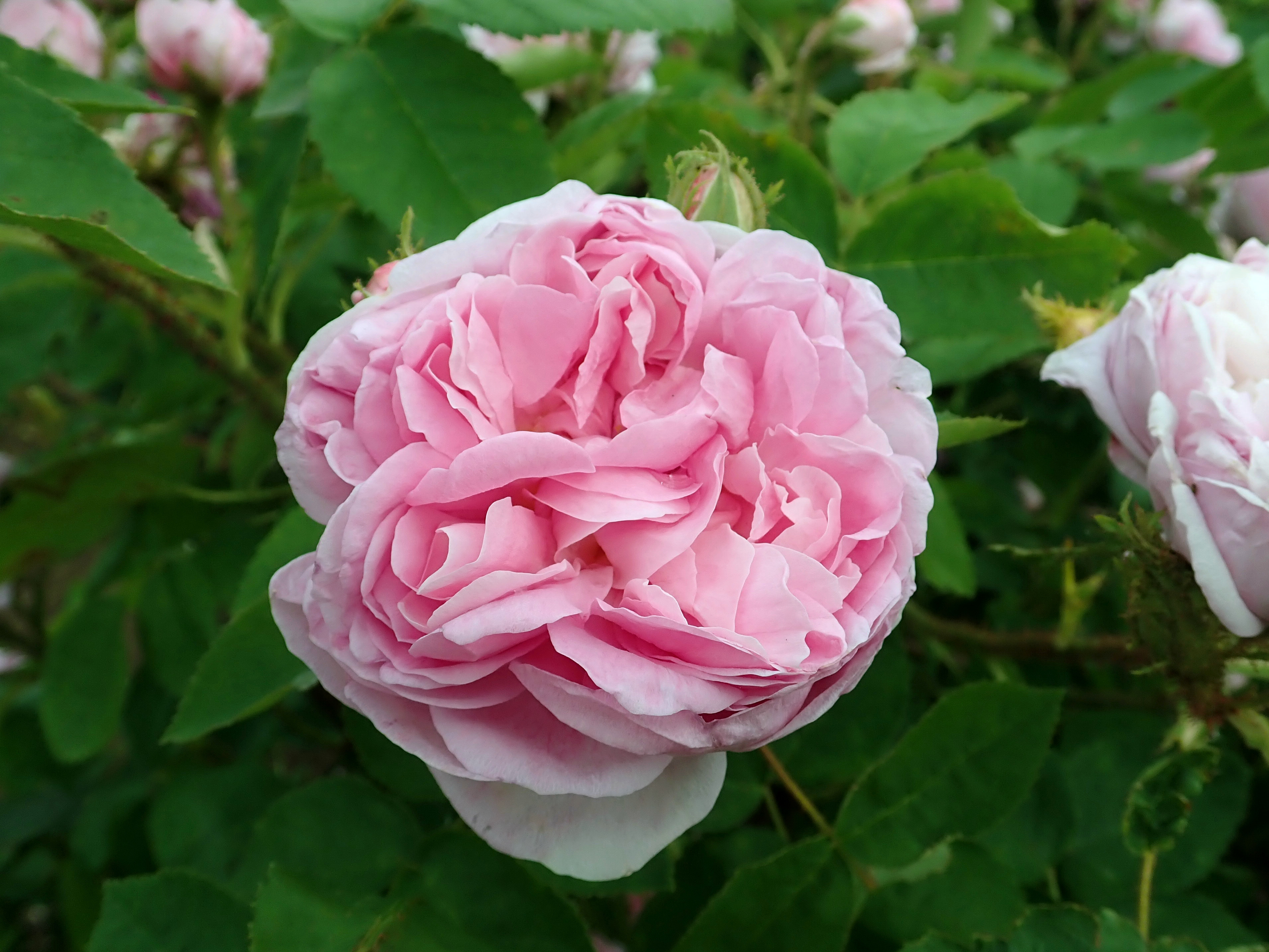
'Raphael' (Robert, 1856)
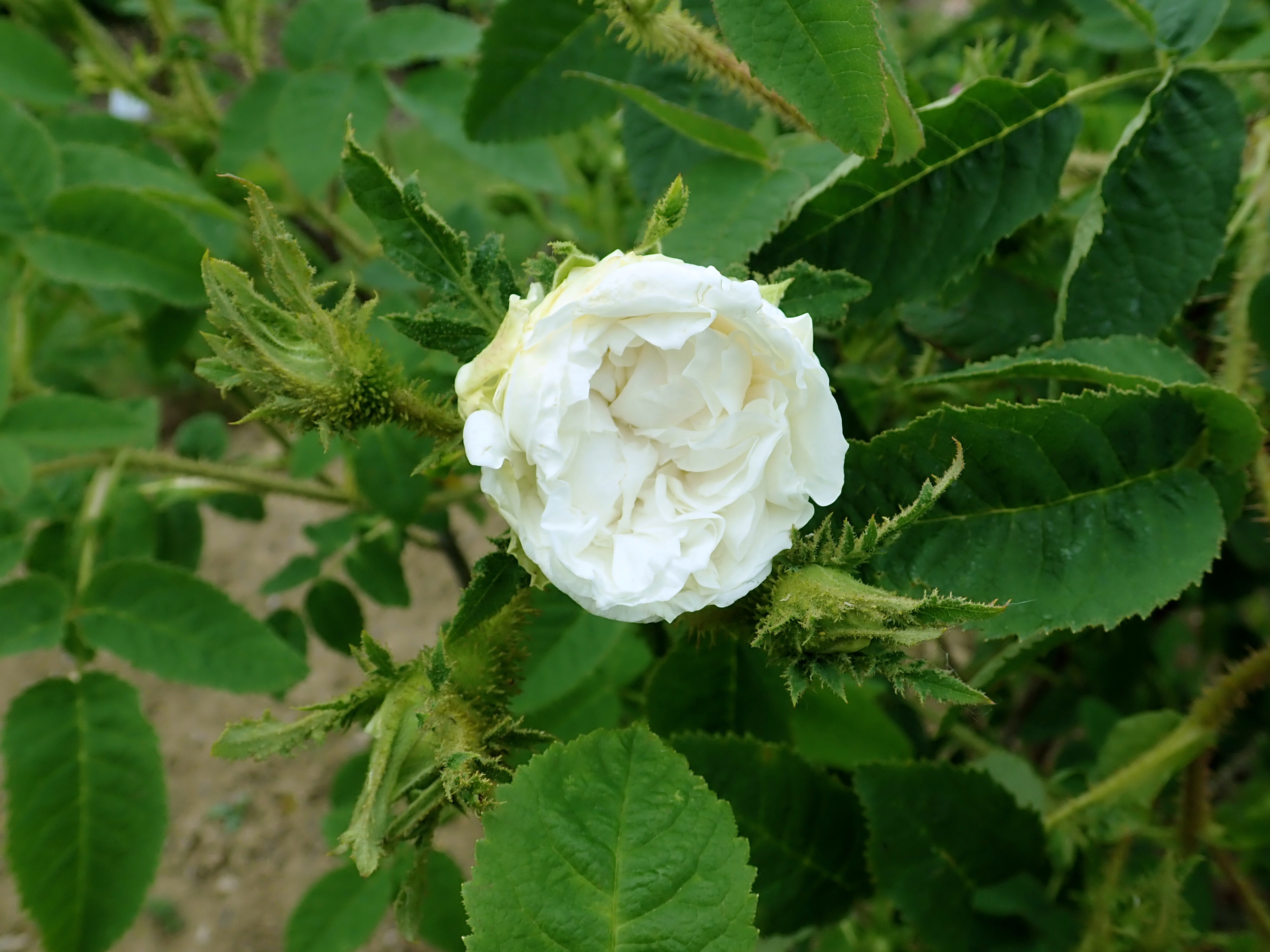
'Reine Blanche' (Robert & Moreau, 1857)
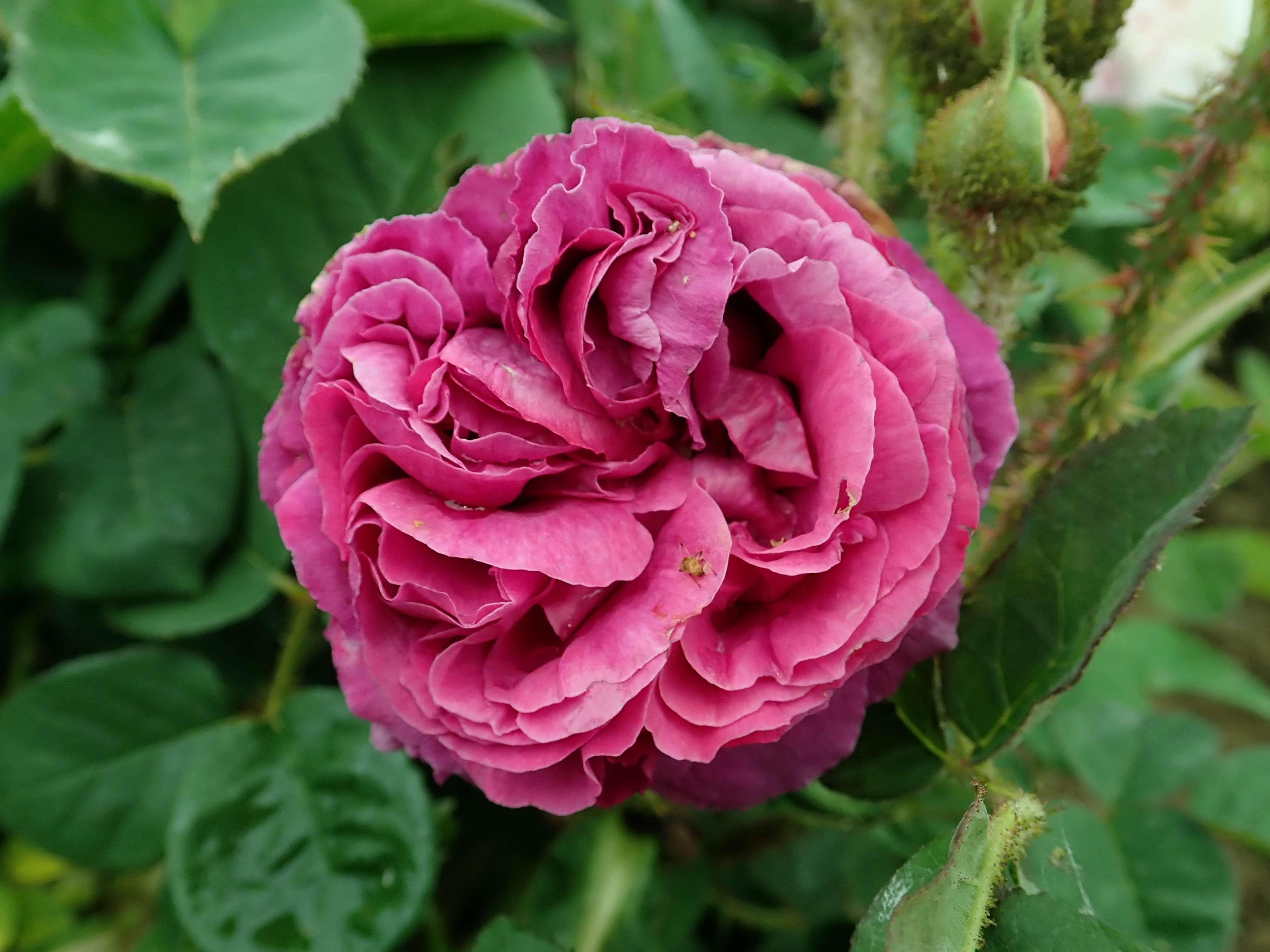
'Césonie' (Robert & Moreau, 1859)
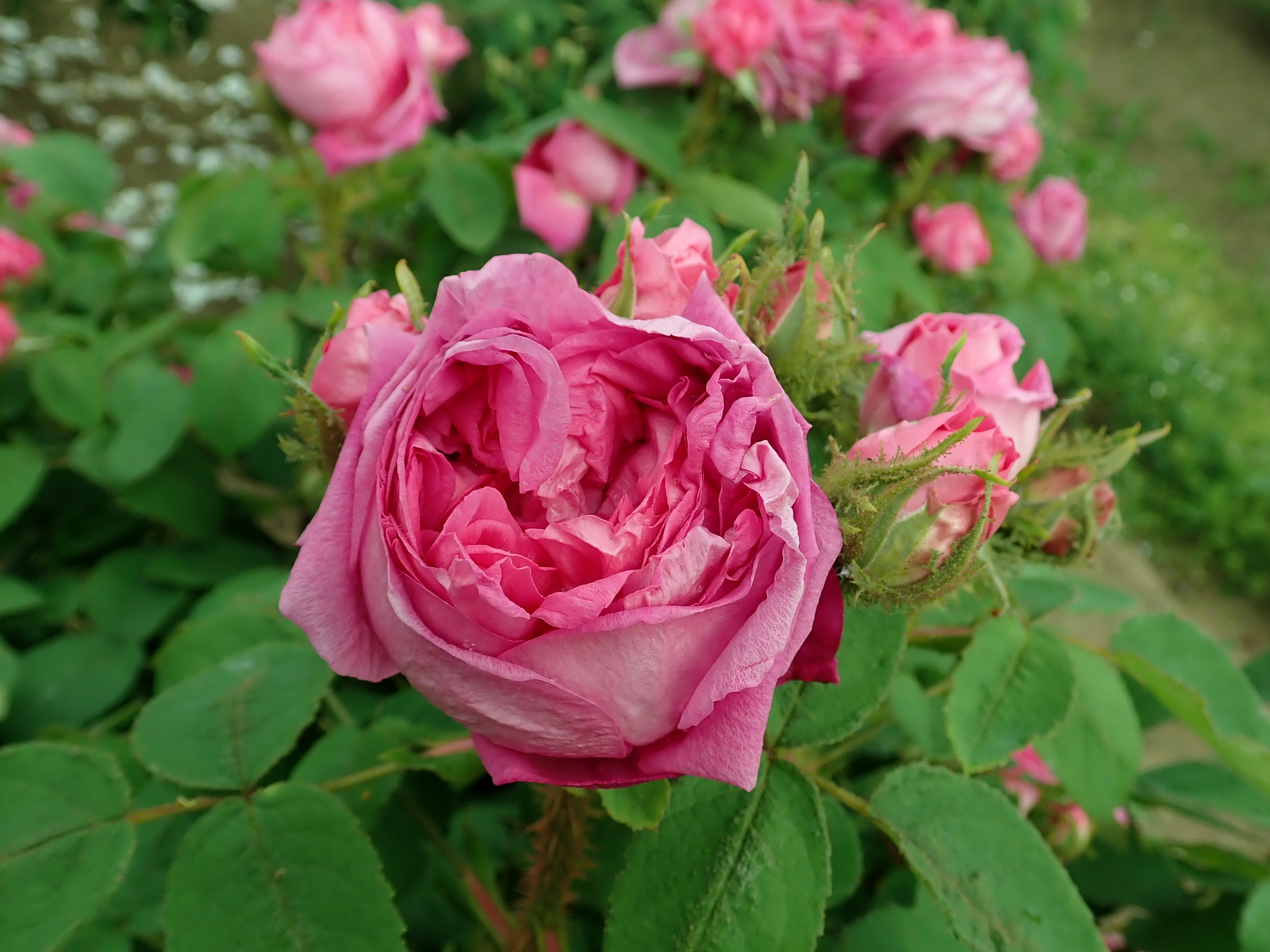
'Docteur Marjolin' (Robert & Moreau, 1860)
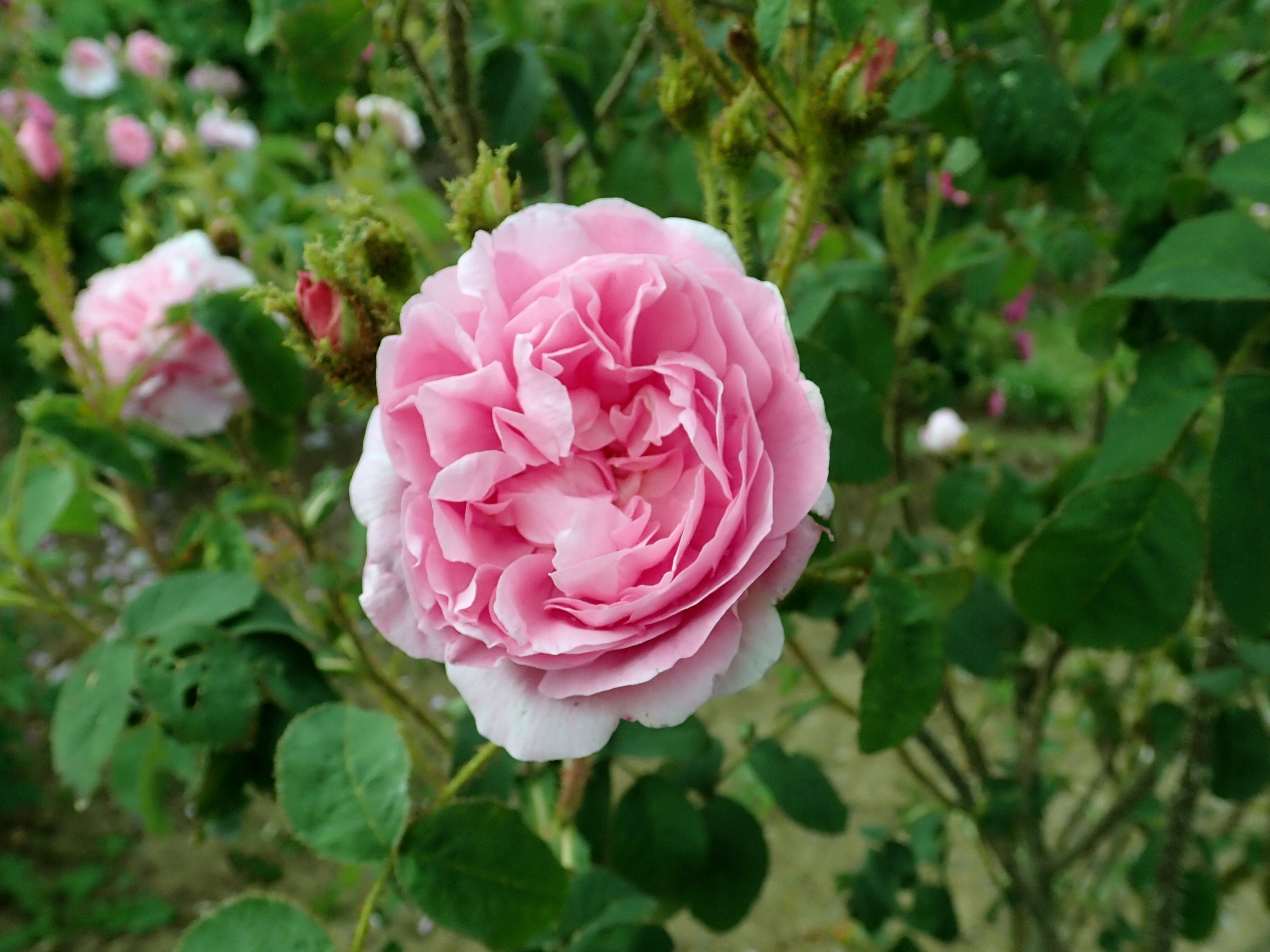
'Reine des Mousseuses' (Robert & Moreau, ~ 1860)
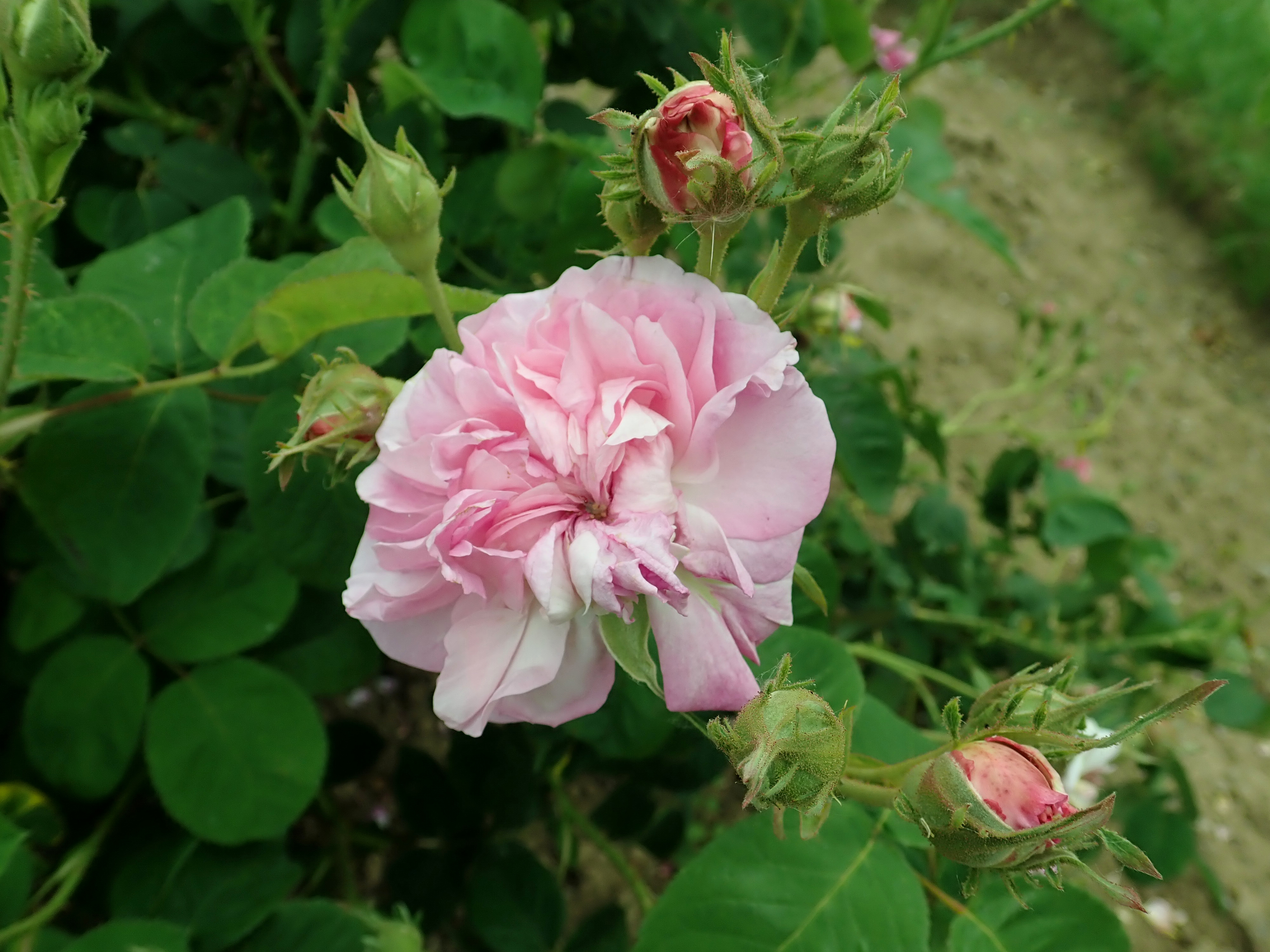
'Hortense Vernet' (Robert & Moreau, 1861)
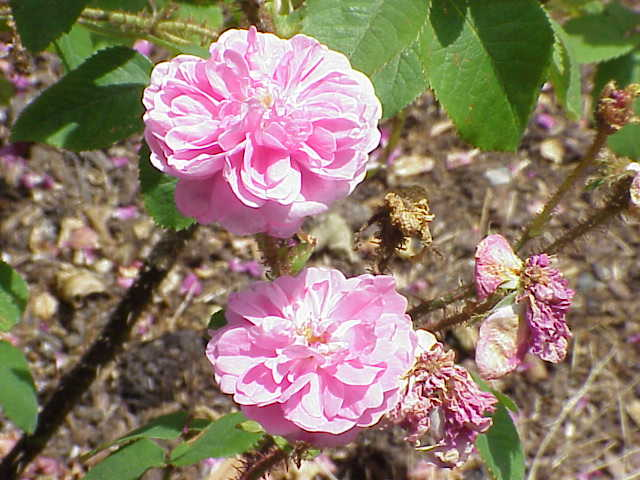
'James Mitchell' (Verdier, 1861)
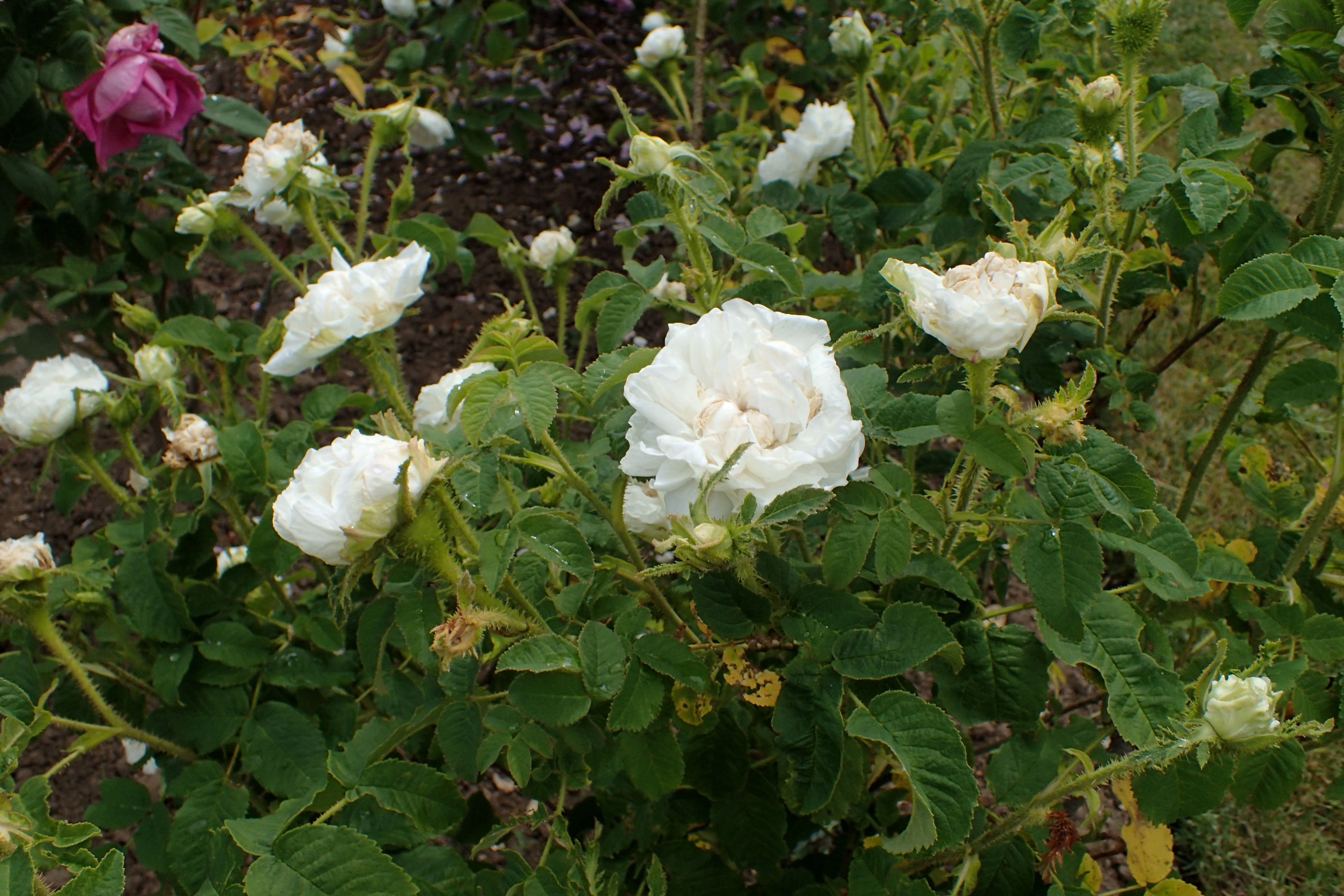
'Blanche Simon' (Robert & Moreau, 1862)
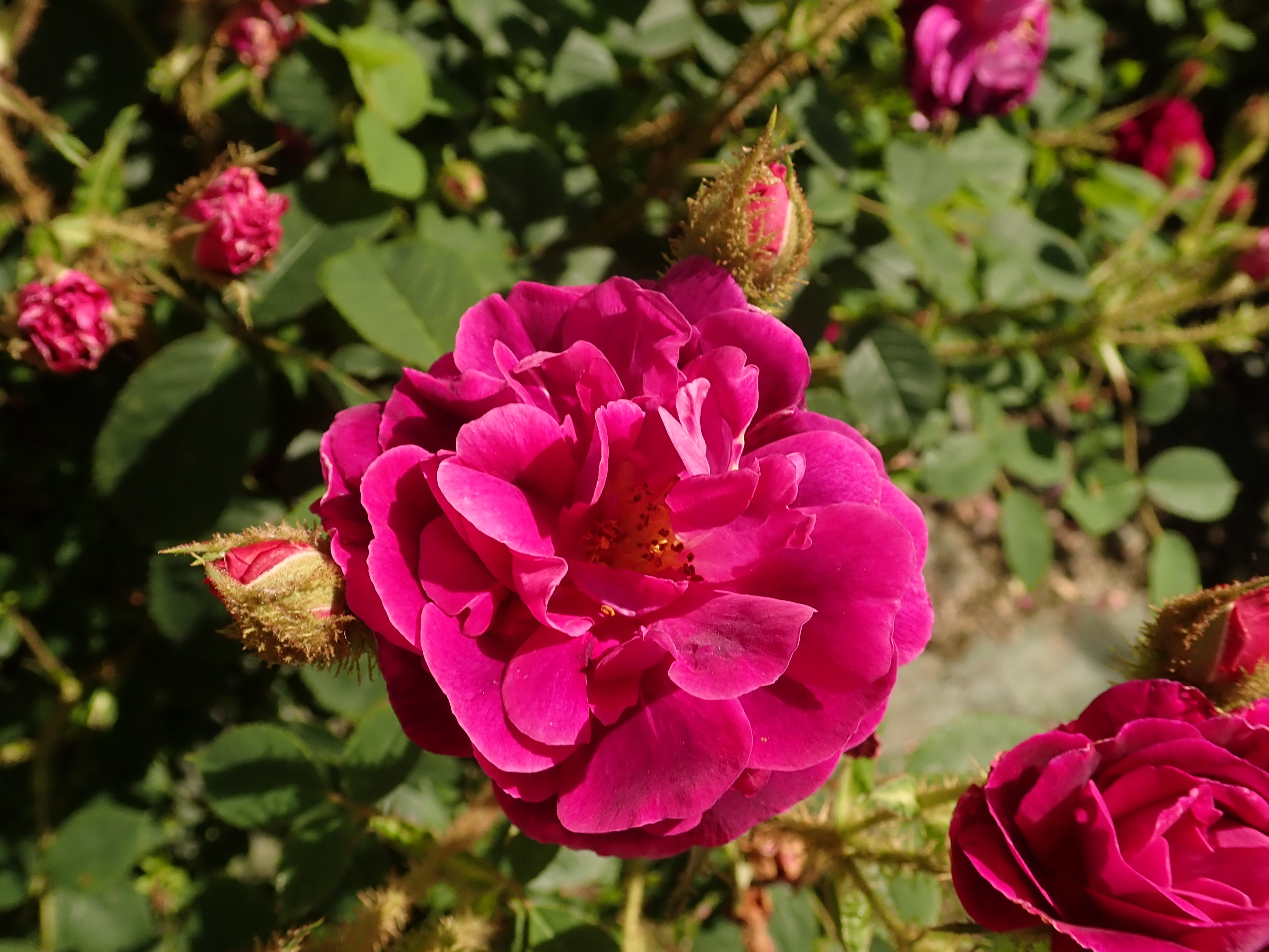
'Henri Martin' (Laffay, 1862)
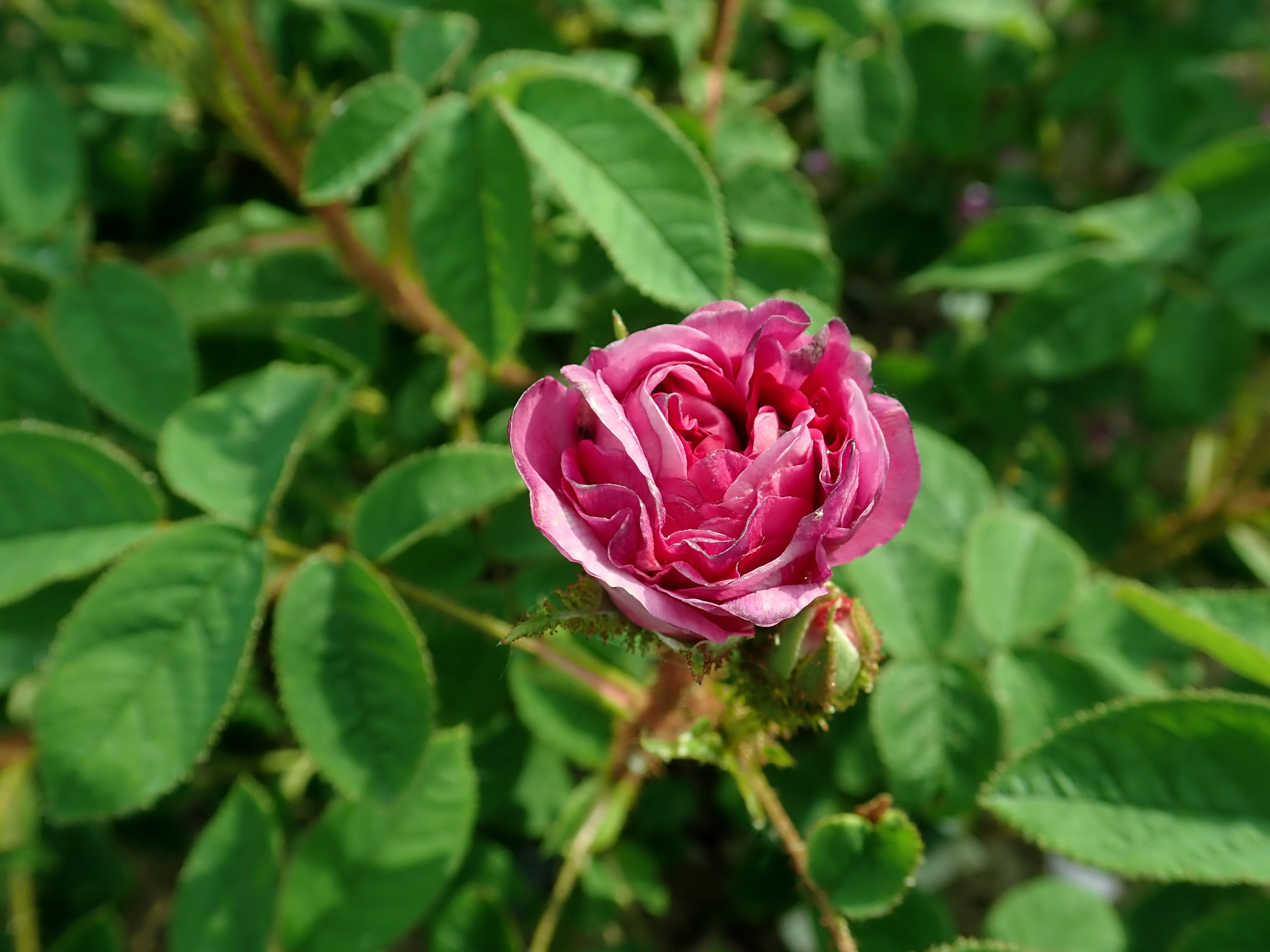
'Arthur Young' (Portemer fils, 1863)
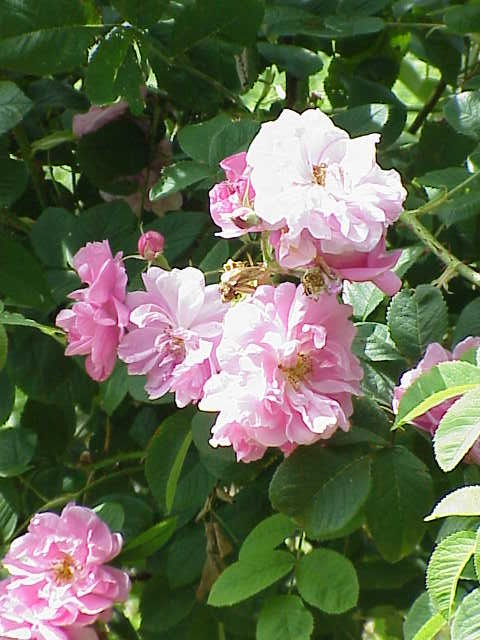
'Eugénie Guinoisseau' (Guinoiseau-Flon, 1864)
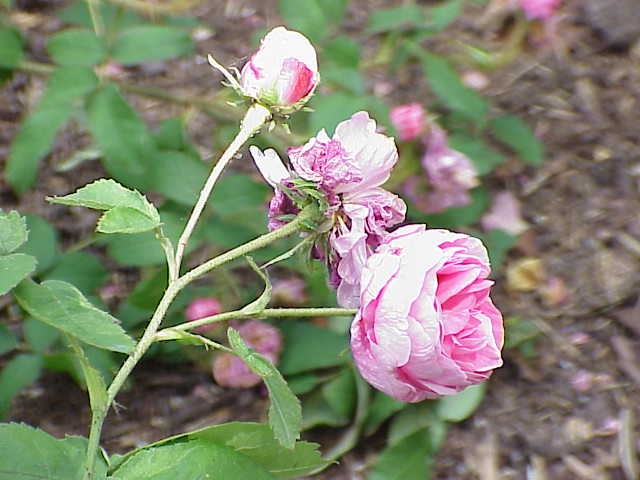
'James Veitch' (Verdier, 1864)
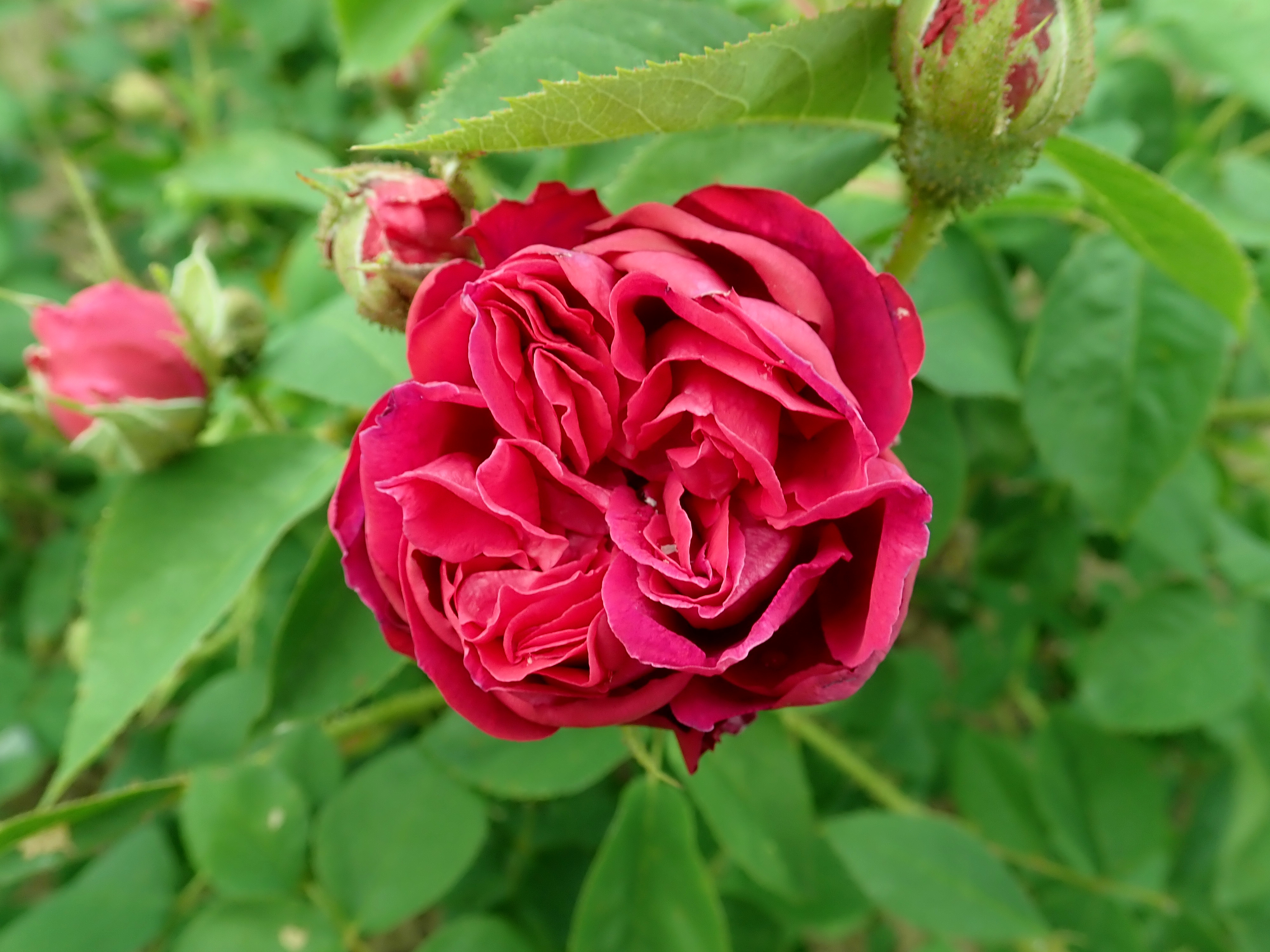
'Souvenir de Pierre Vibert' (Robert & Moreau, 1867)
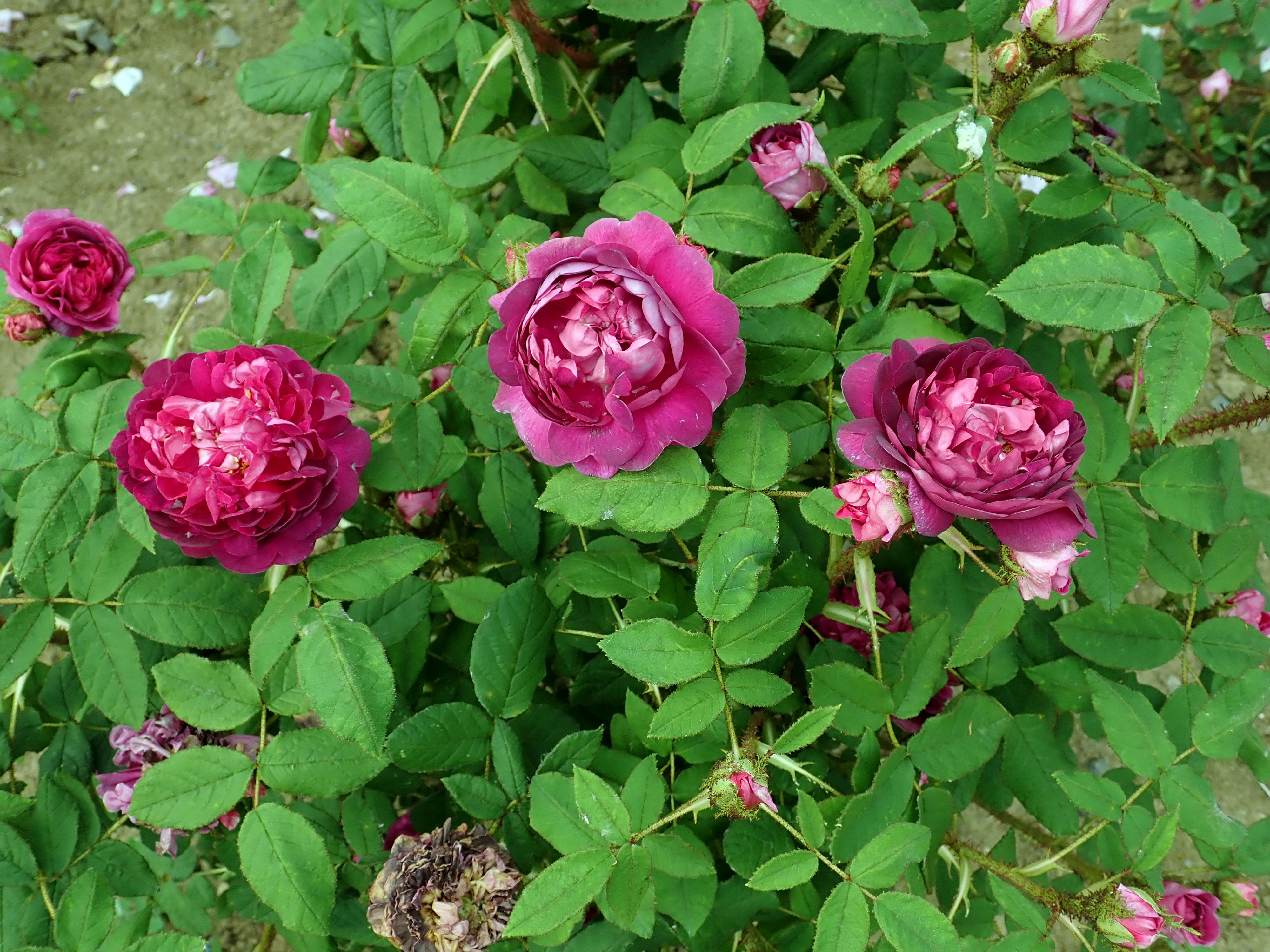
'Maupertuis' (Moreau-Robert, 1868)
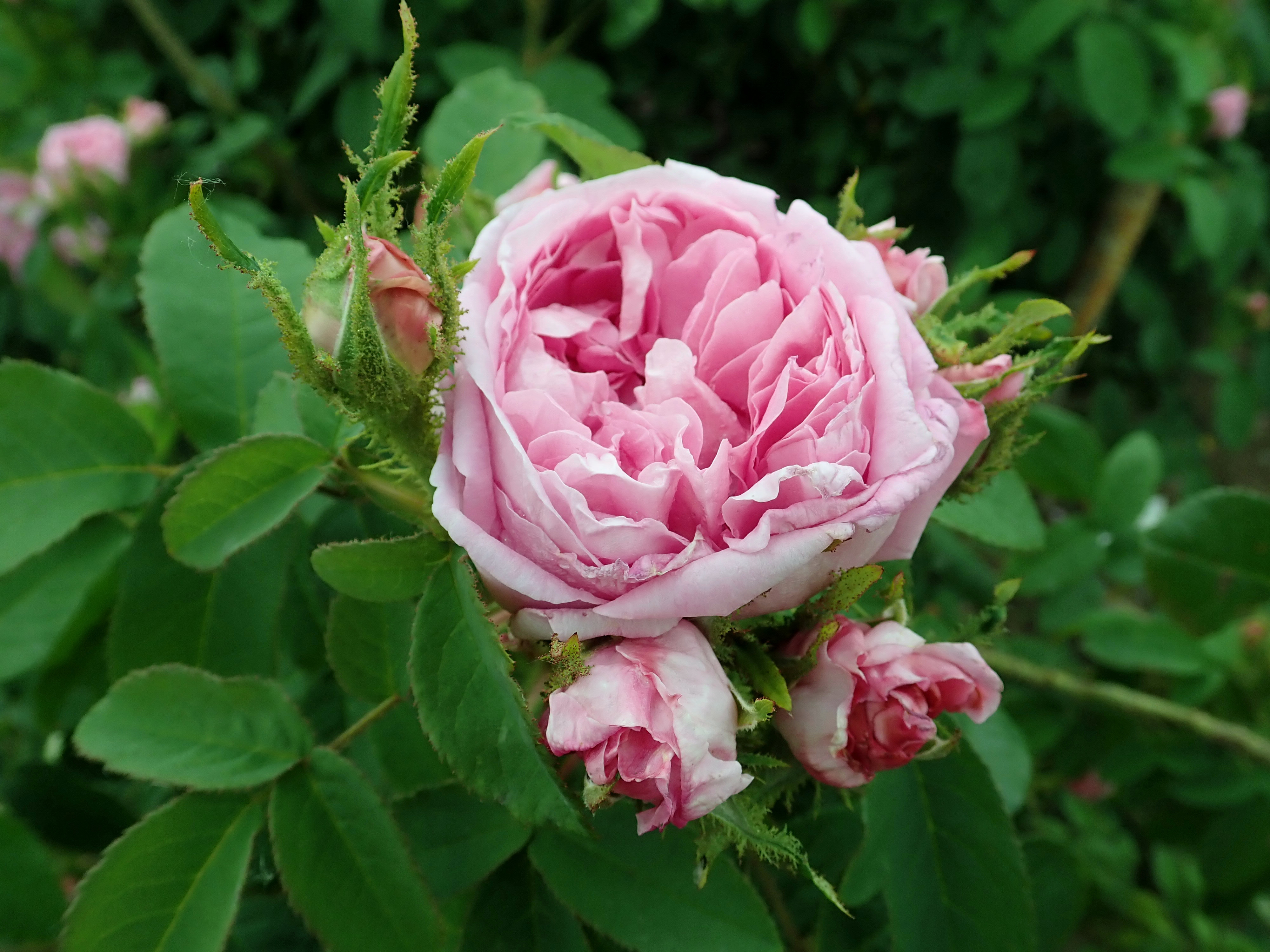
'Mme William Paul' (Moreau-Robert, 1869)
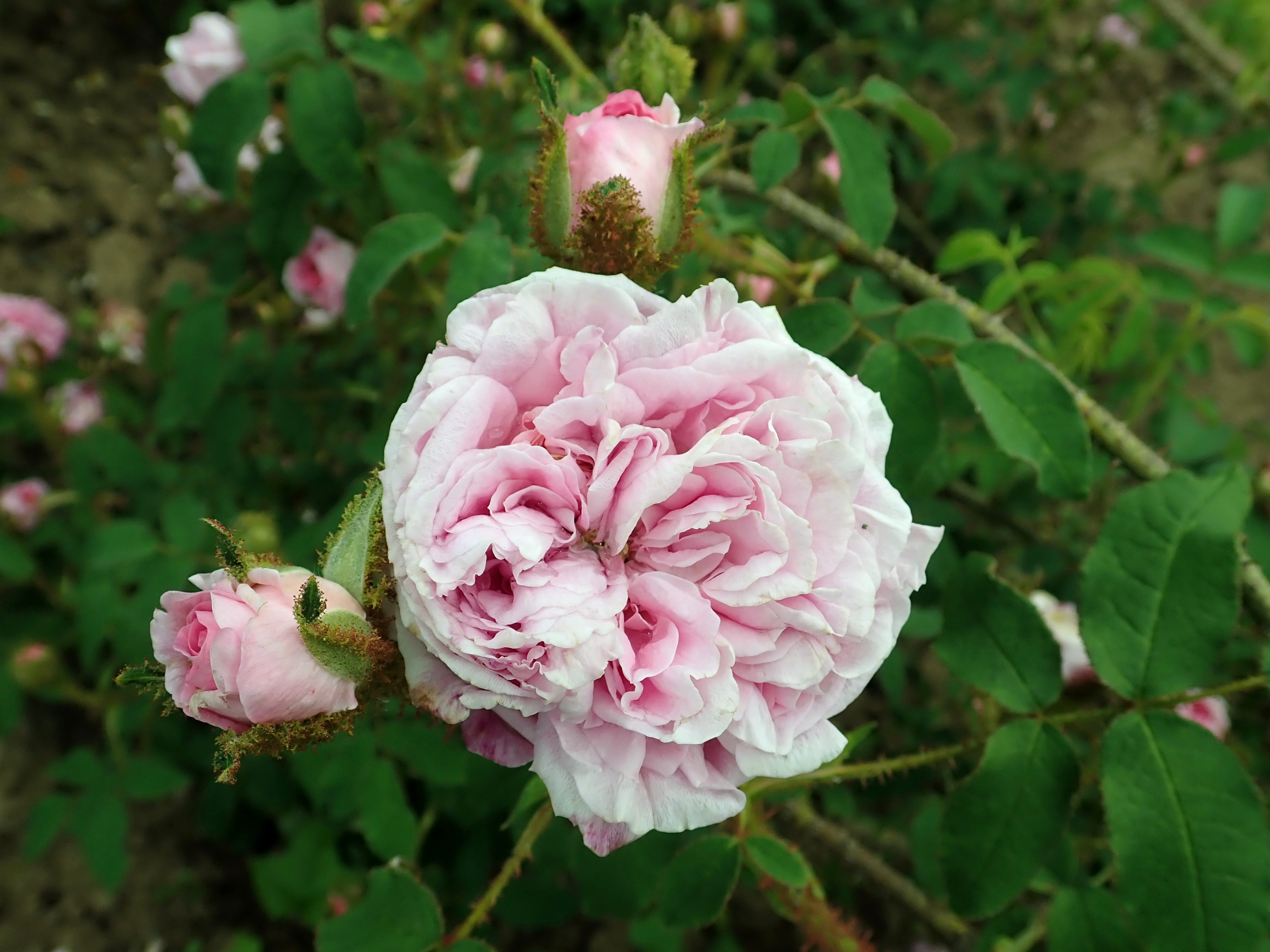
'Madame Moreau' (Moreau-Robert, 1872)
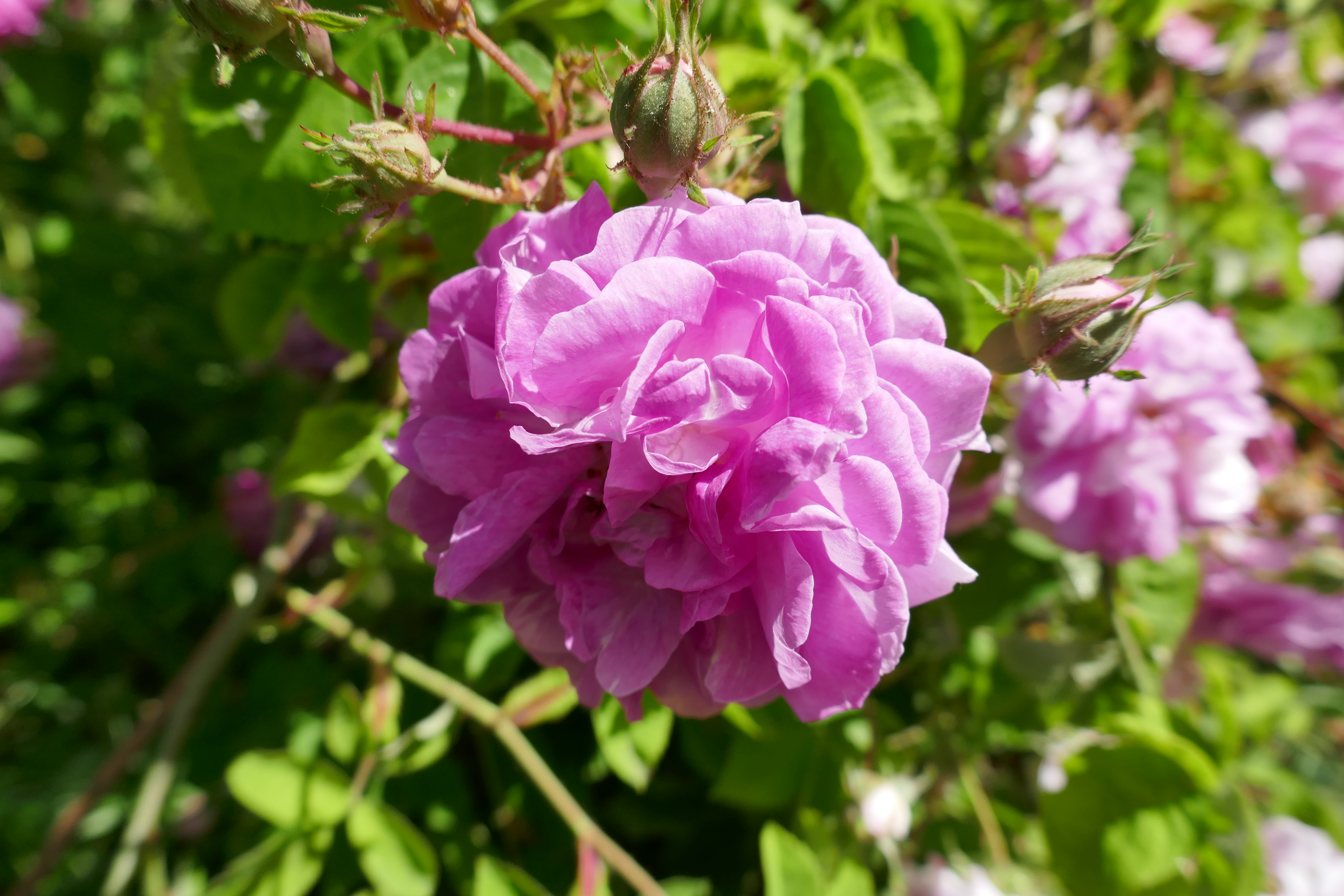
'Deuil de Paul Fontaine' (François Fontaine sr., 1873)
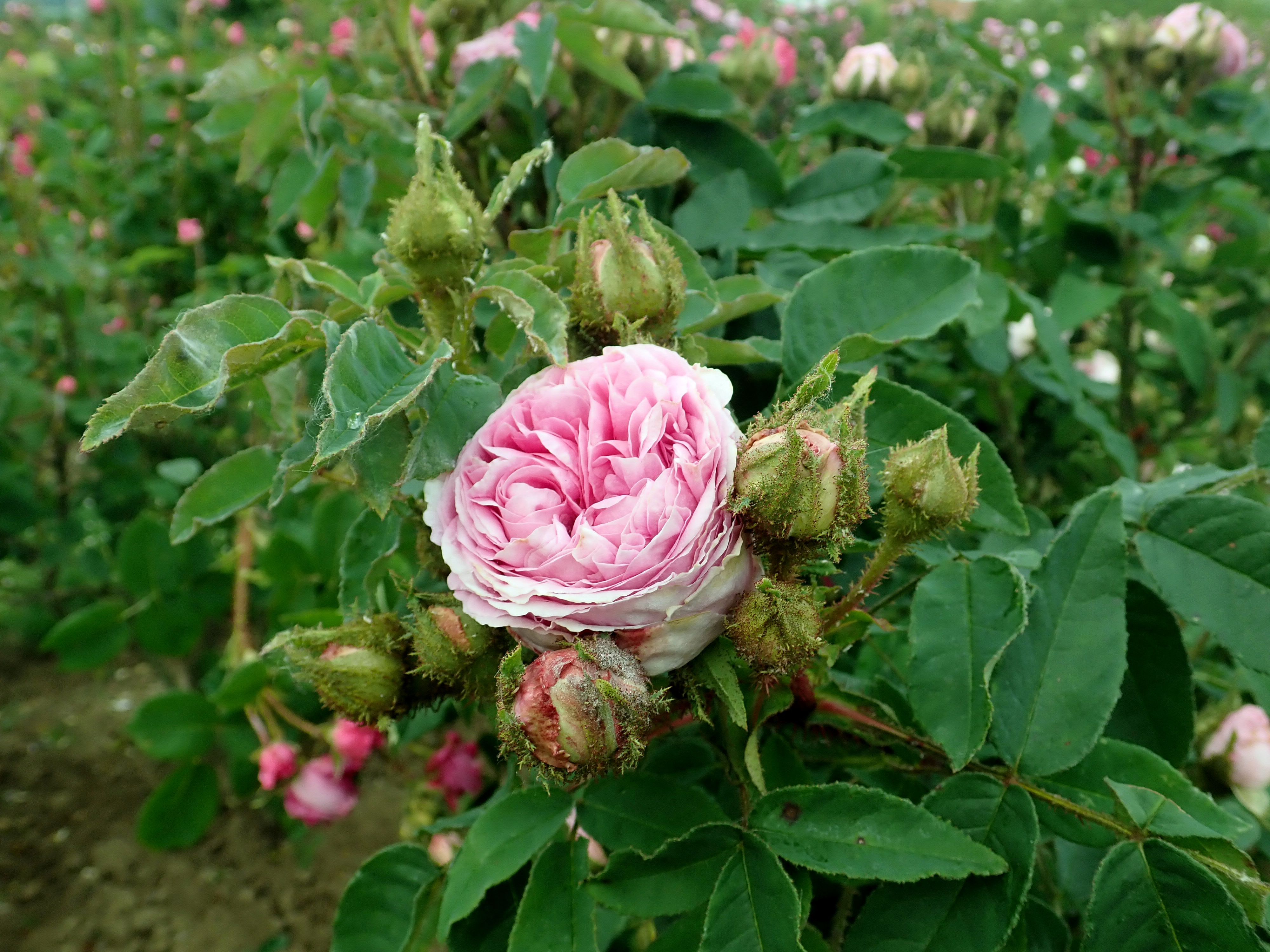
'Madame Landeau' (Moreau-Robert, 1873)
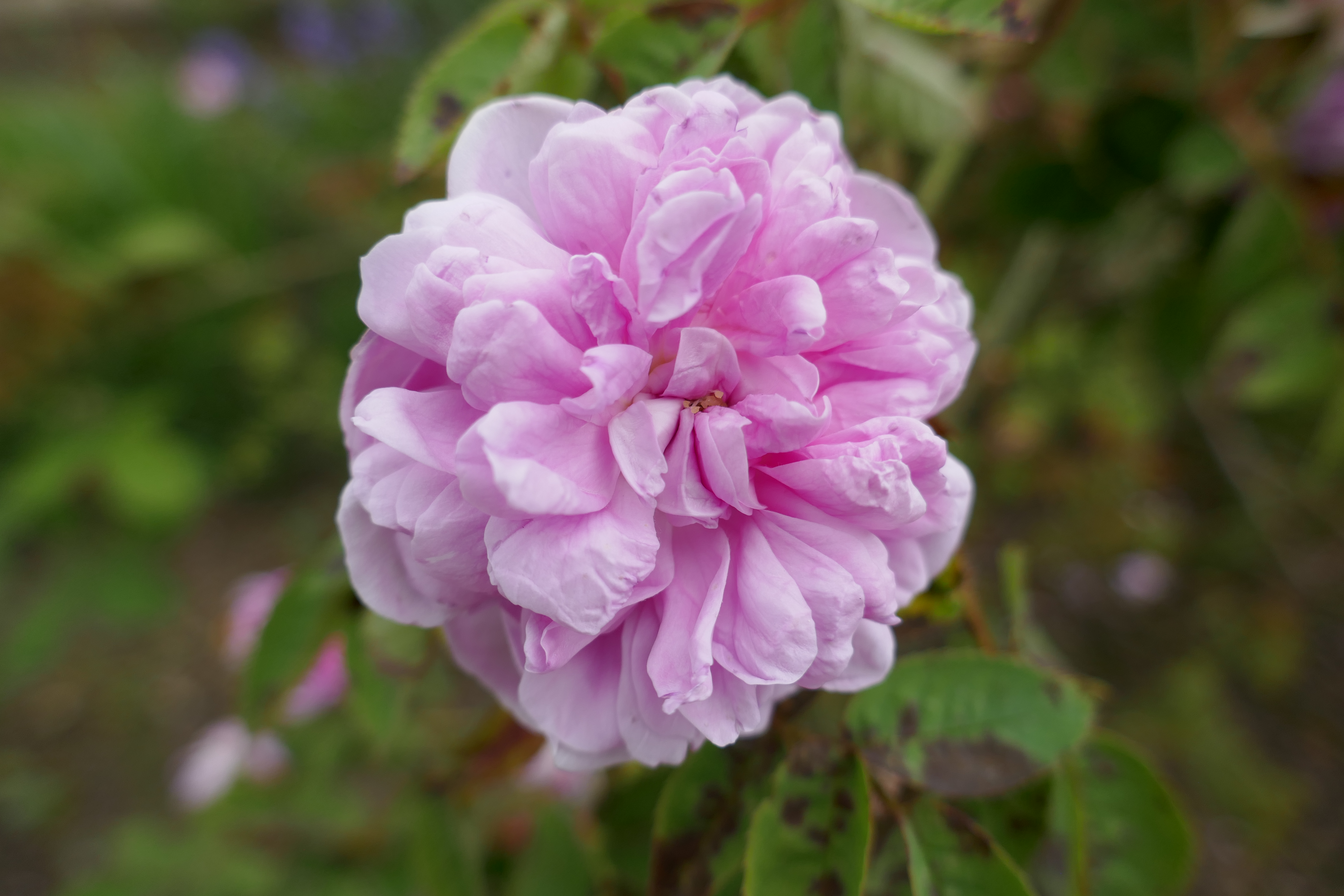
'Soupert et Notting' (Pernet, 1874)
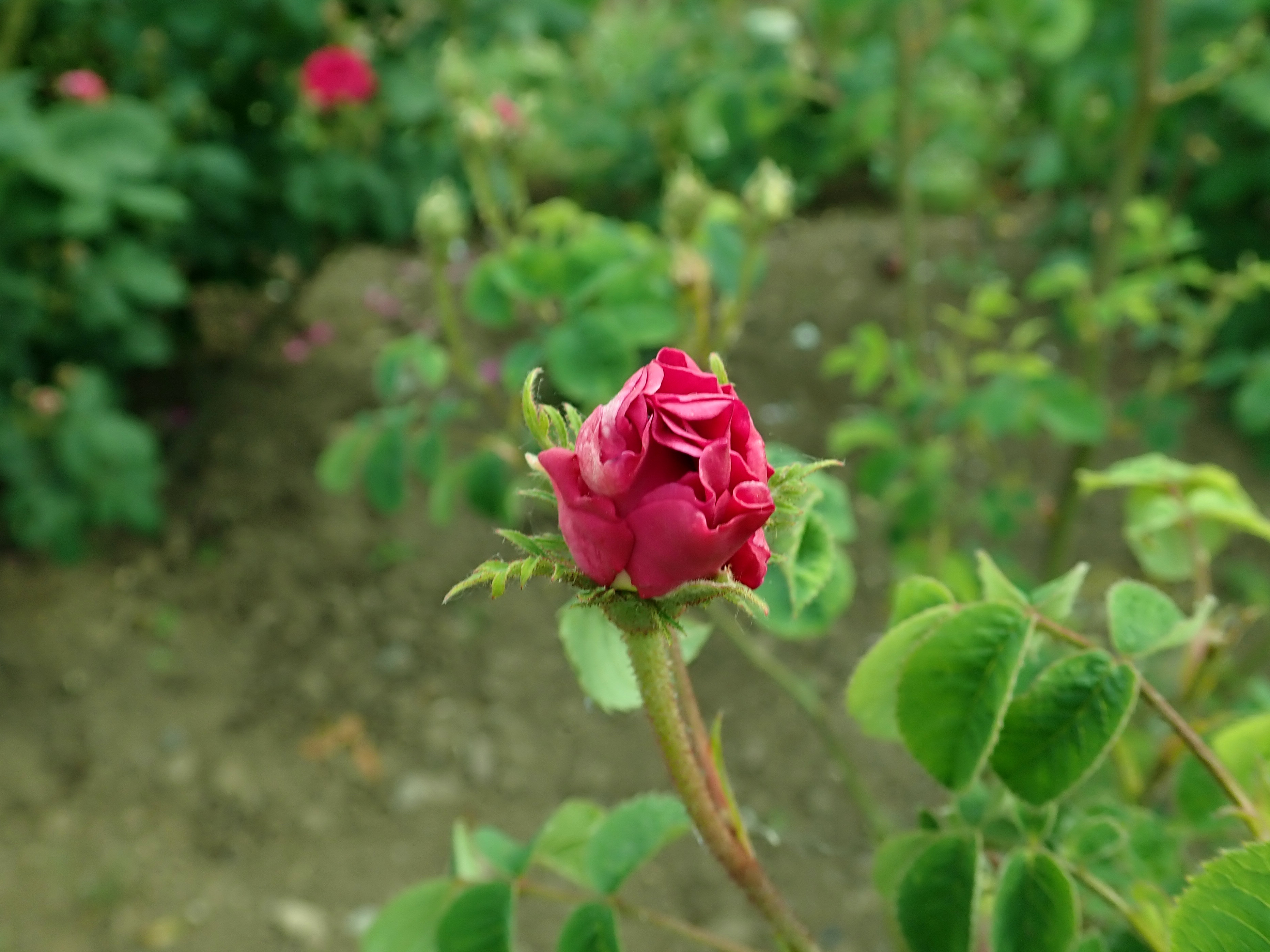
'Violacée' (Soupert & Notting, 1876)
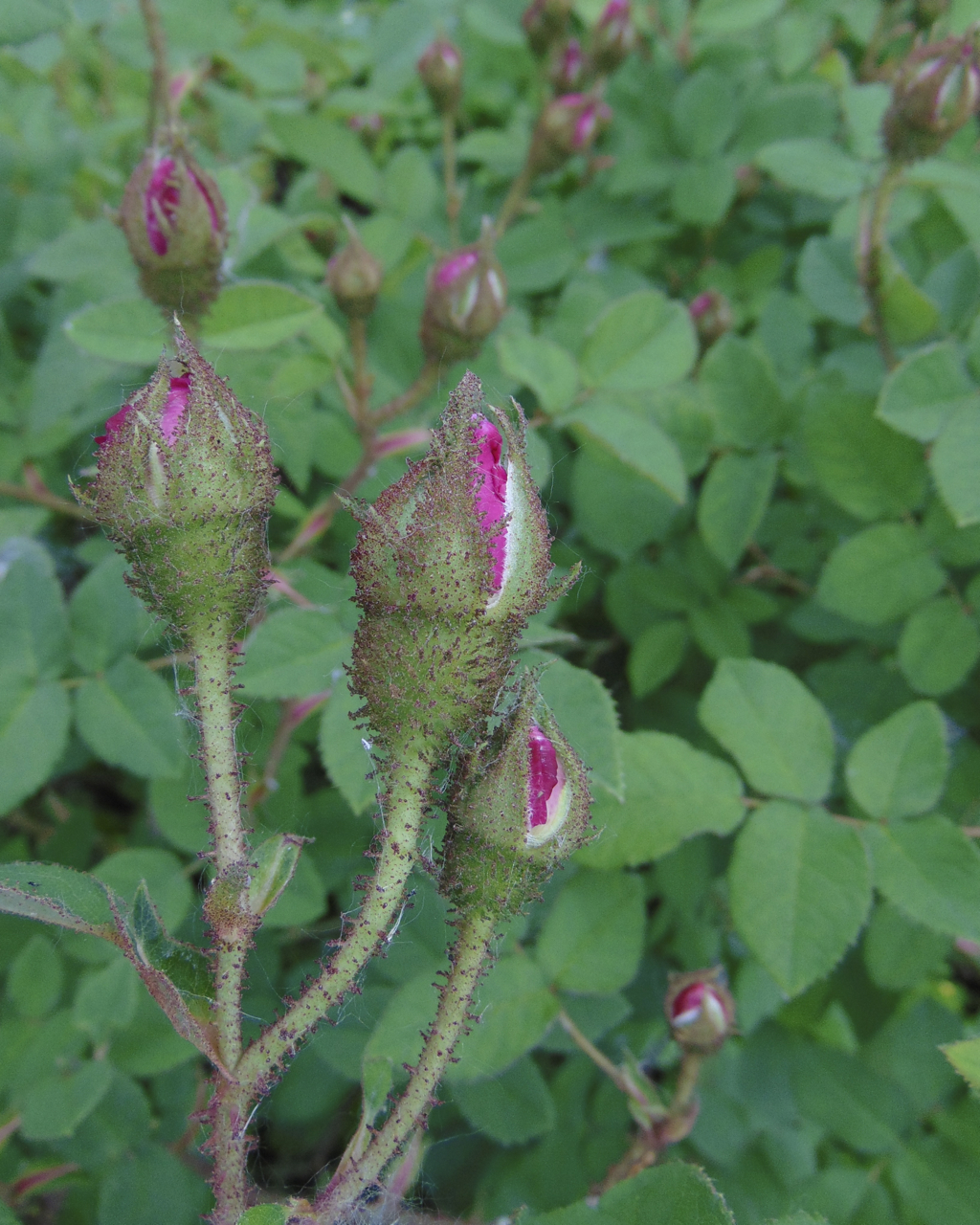
'Louis Gimard' (Pernet, 1877)
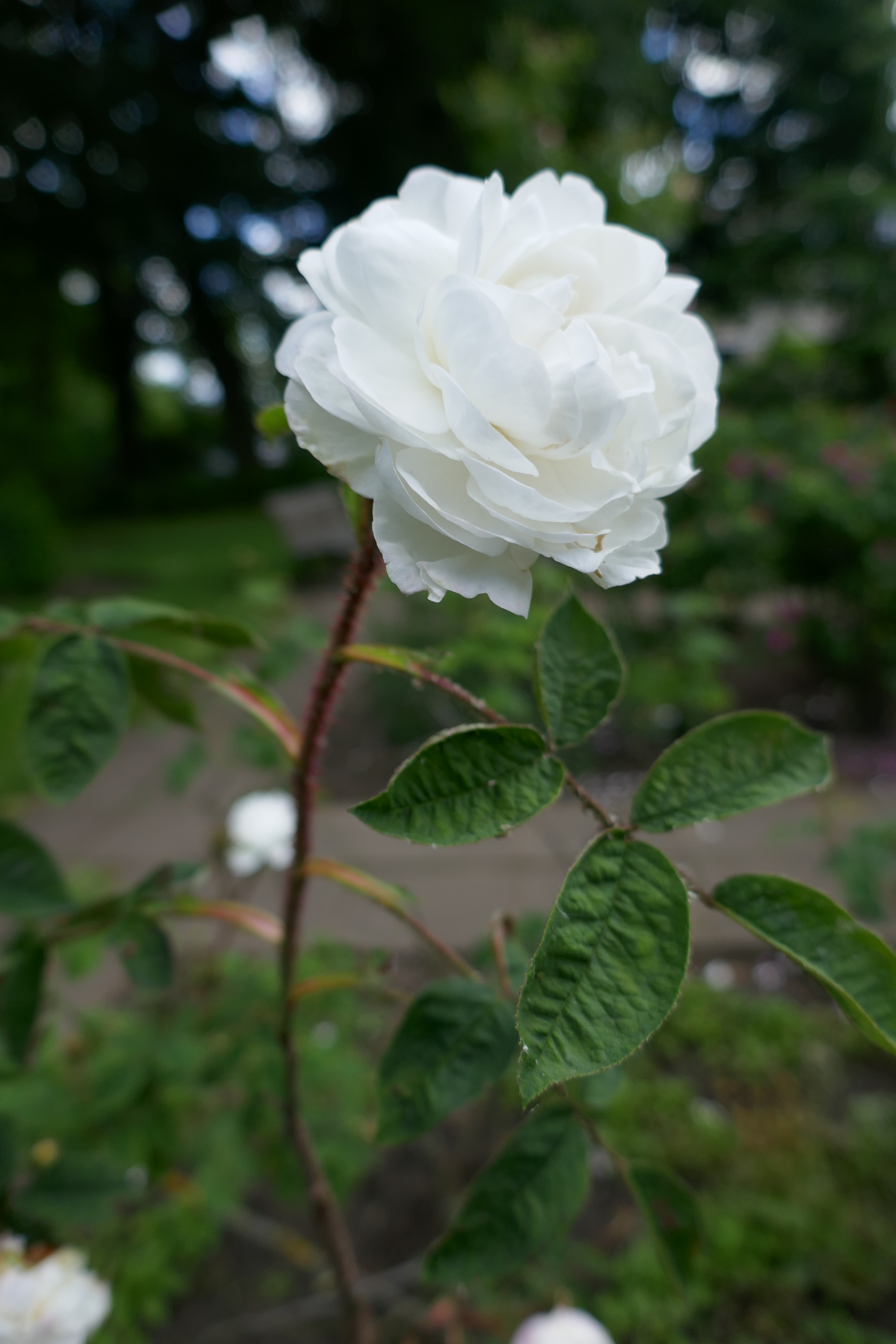
'Blanche Moreau' (Moreau-Robert, 1880)
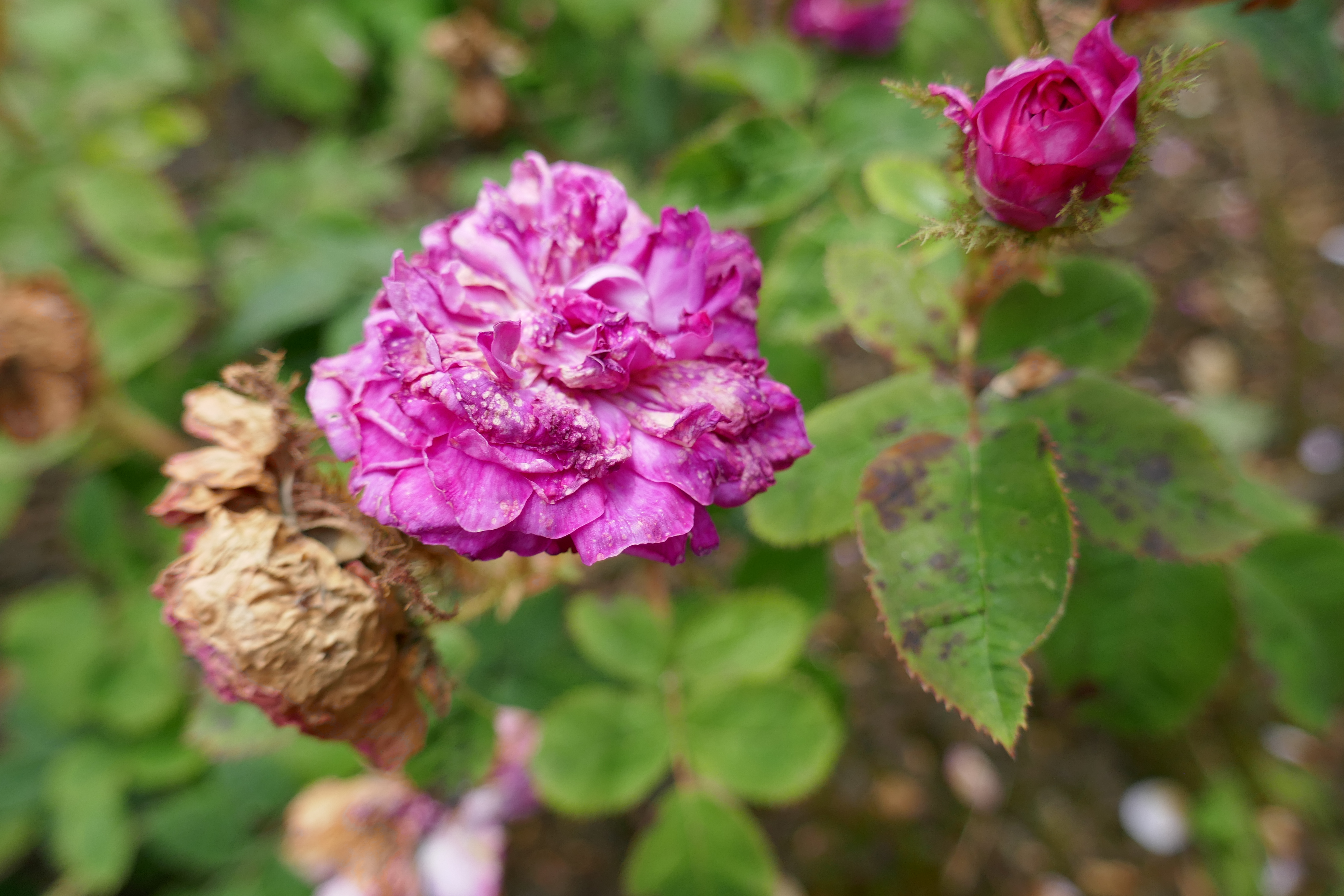
'Little Gem' (William Paul, 1880)
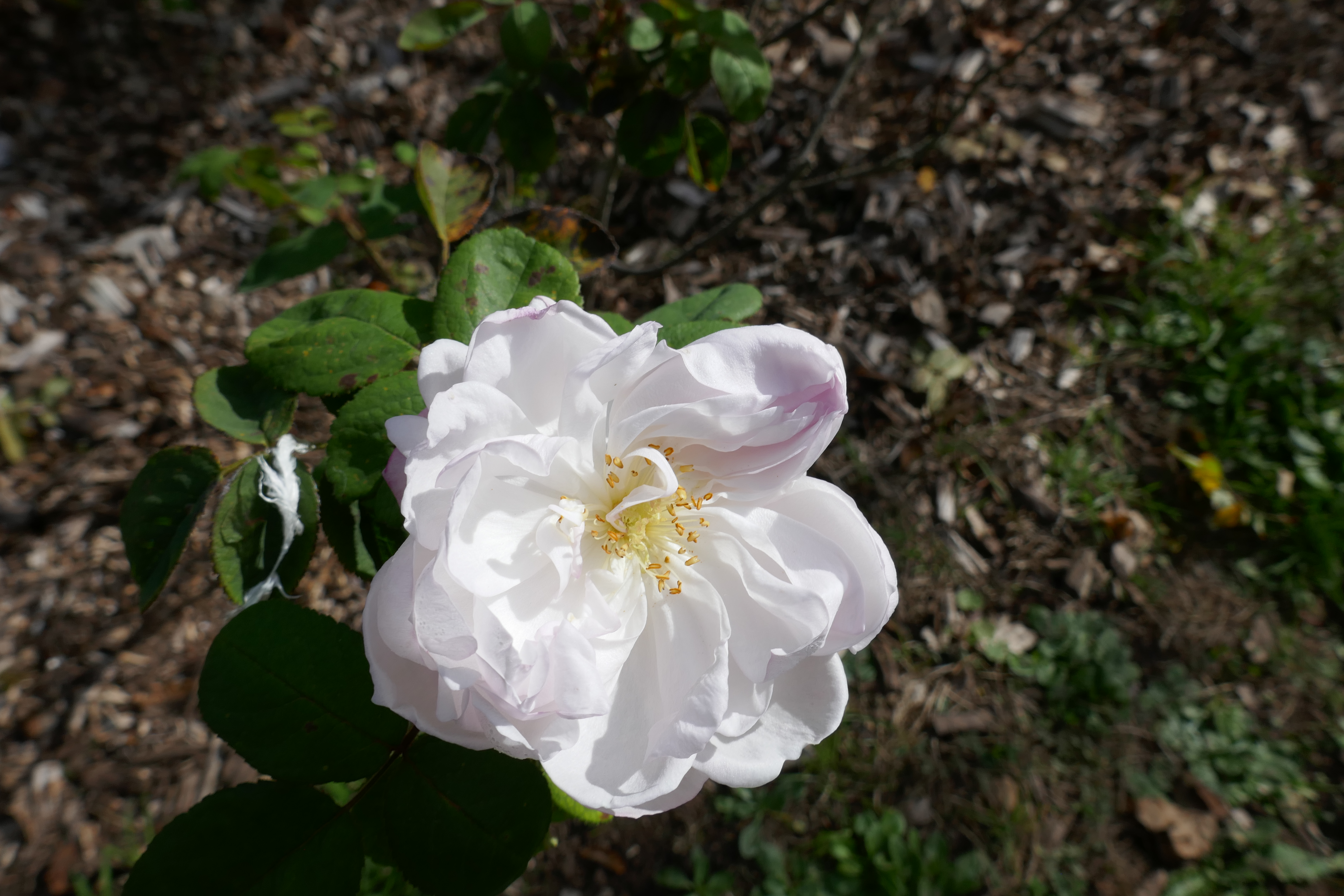
'Mousseline' (Moreau-Robert, 1881)
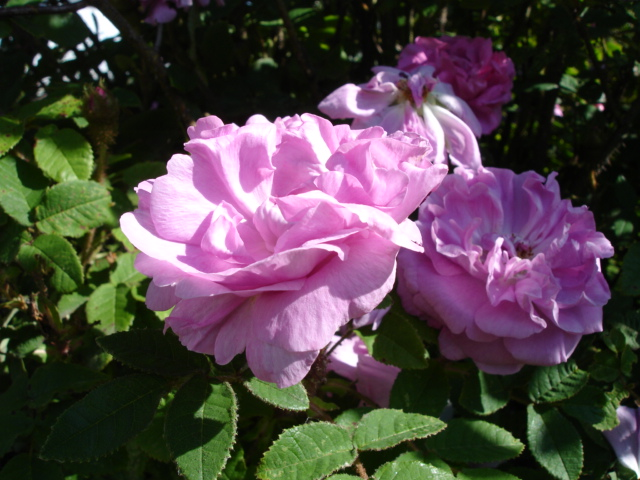
'Coralie' (onbekend, voor 1885)
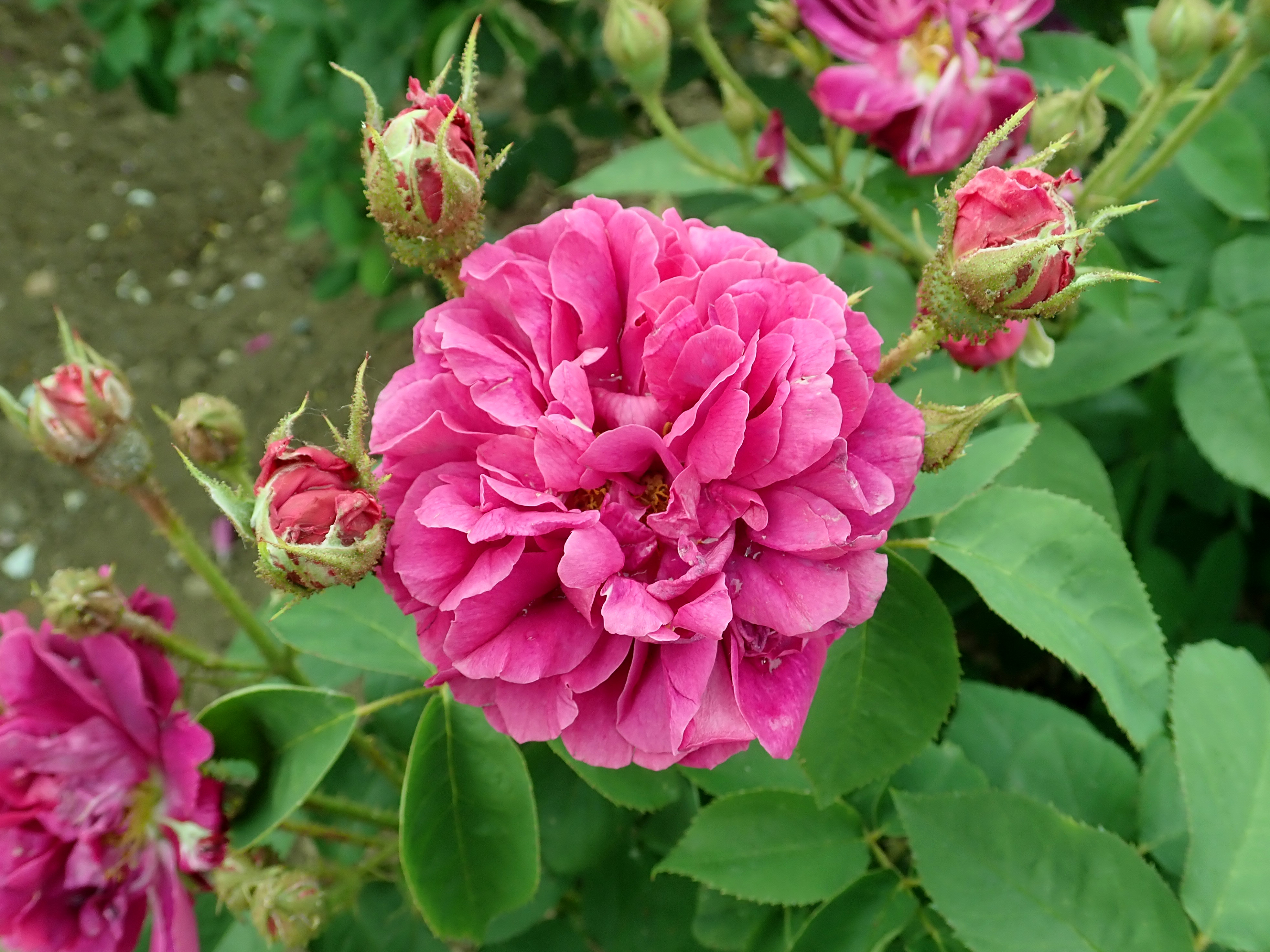
'Capitaine Basroger' (Moreau-Robert, 1890)
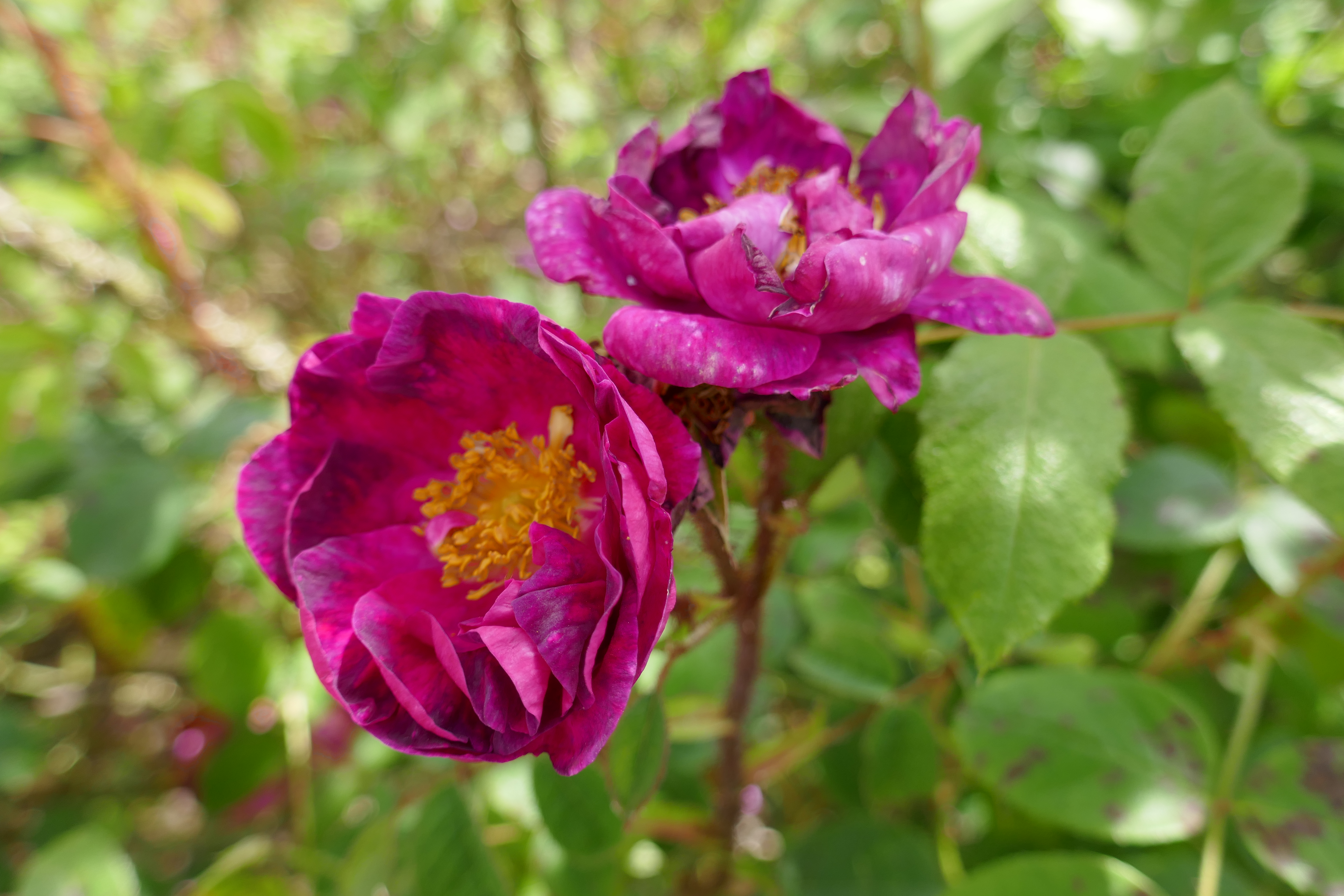
'Crimson Globe' (William Paul, 1890)
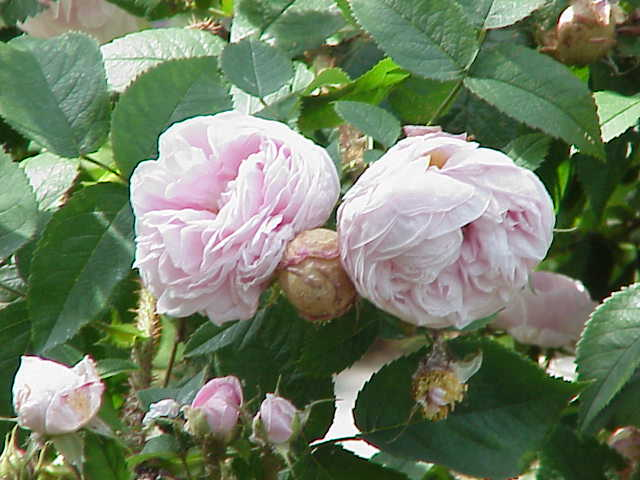
'Madame Louis Lévêque' (Louis Lévêque, 1898)
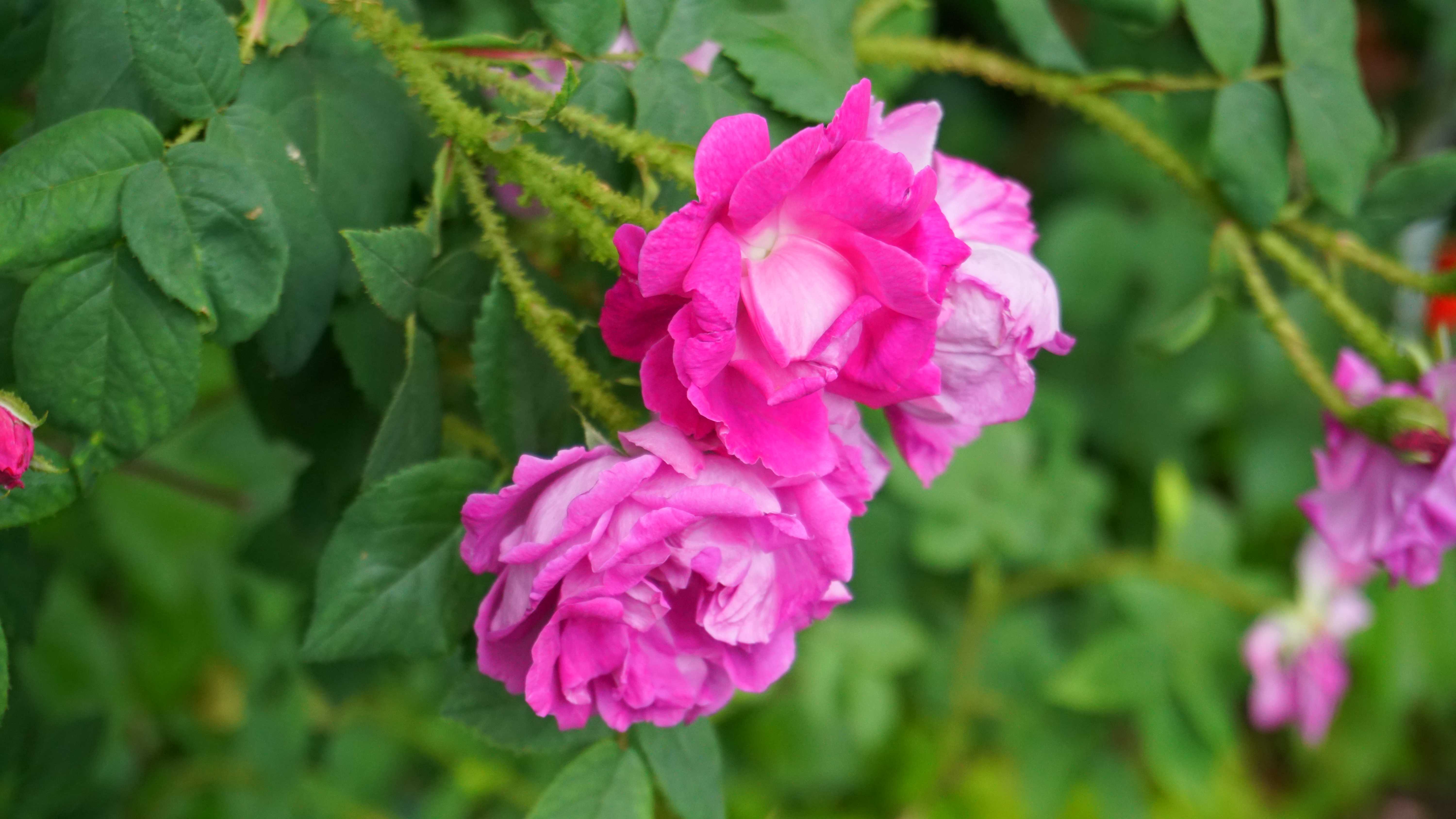
'Mousseux du Japon' (onbekend, voor 1899)
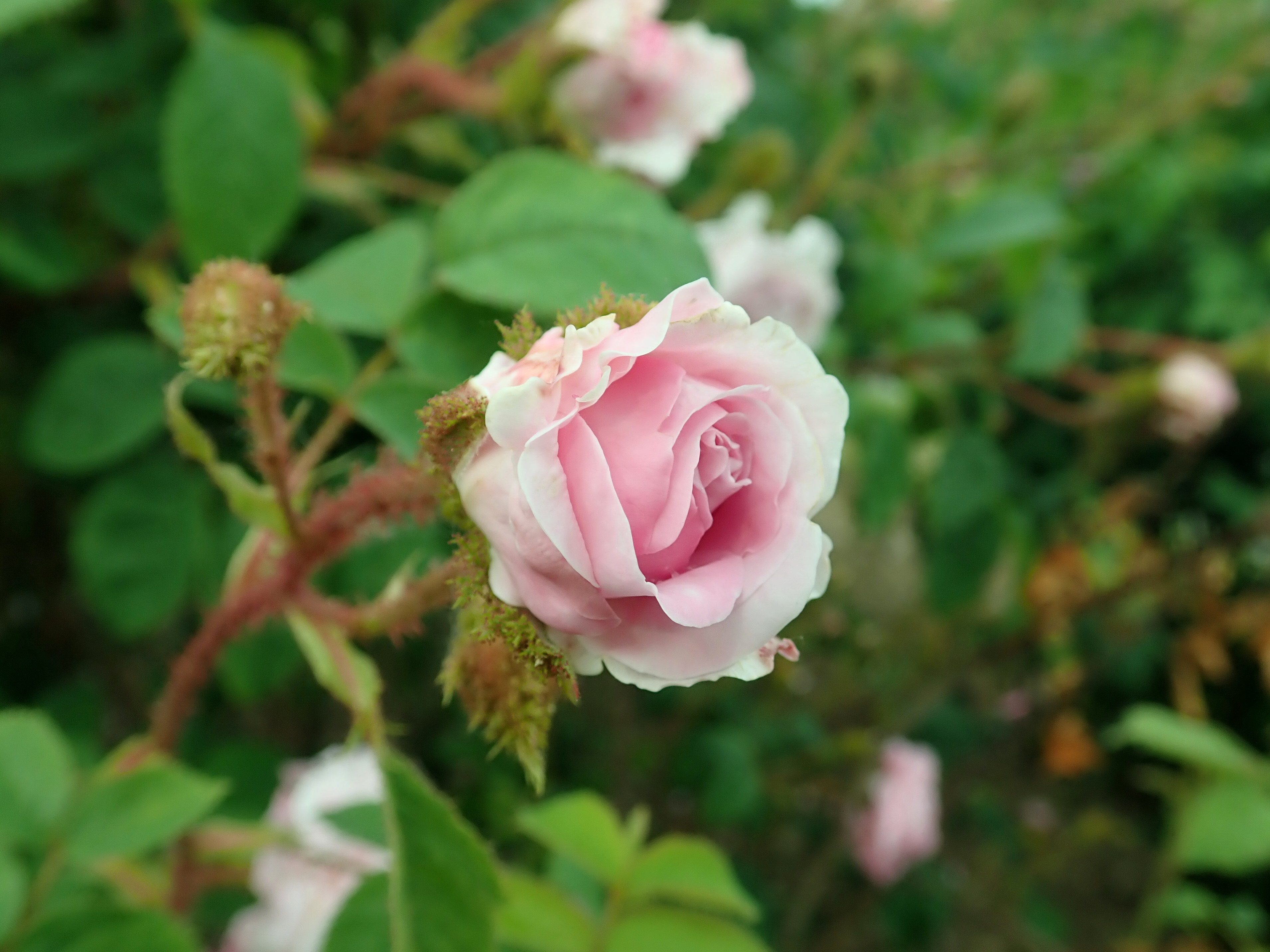
'Cumberland Belle' (Henry A. Dreer, 1900)
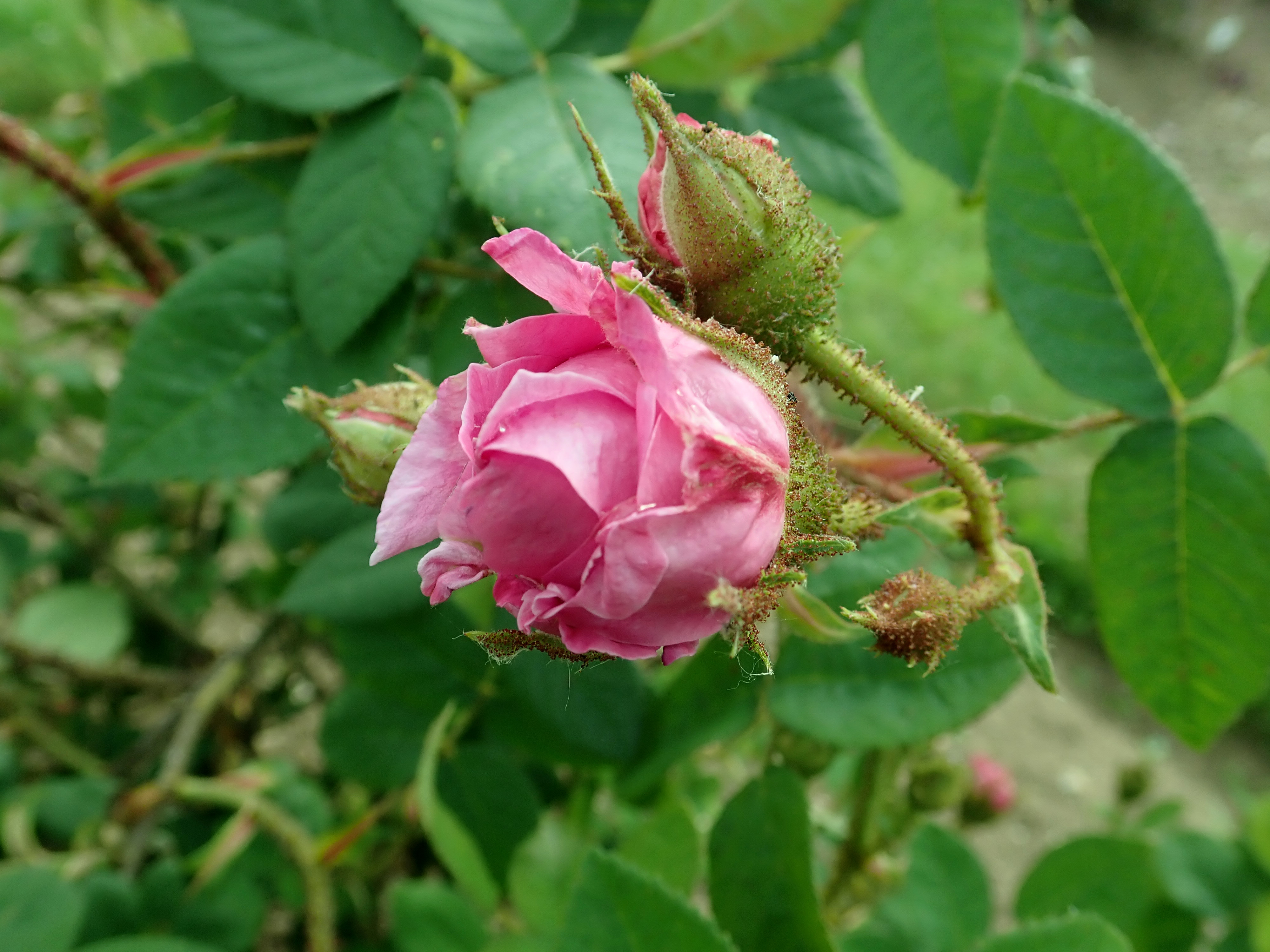
'Burgundy' (l'Haÿ, onbekend)
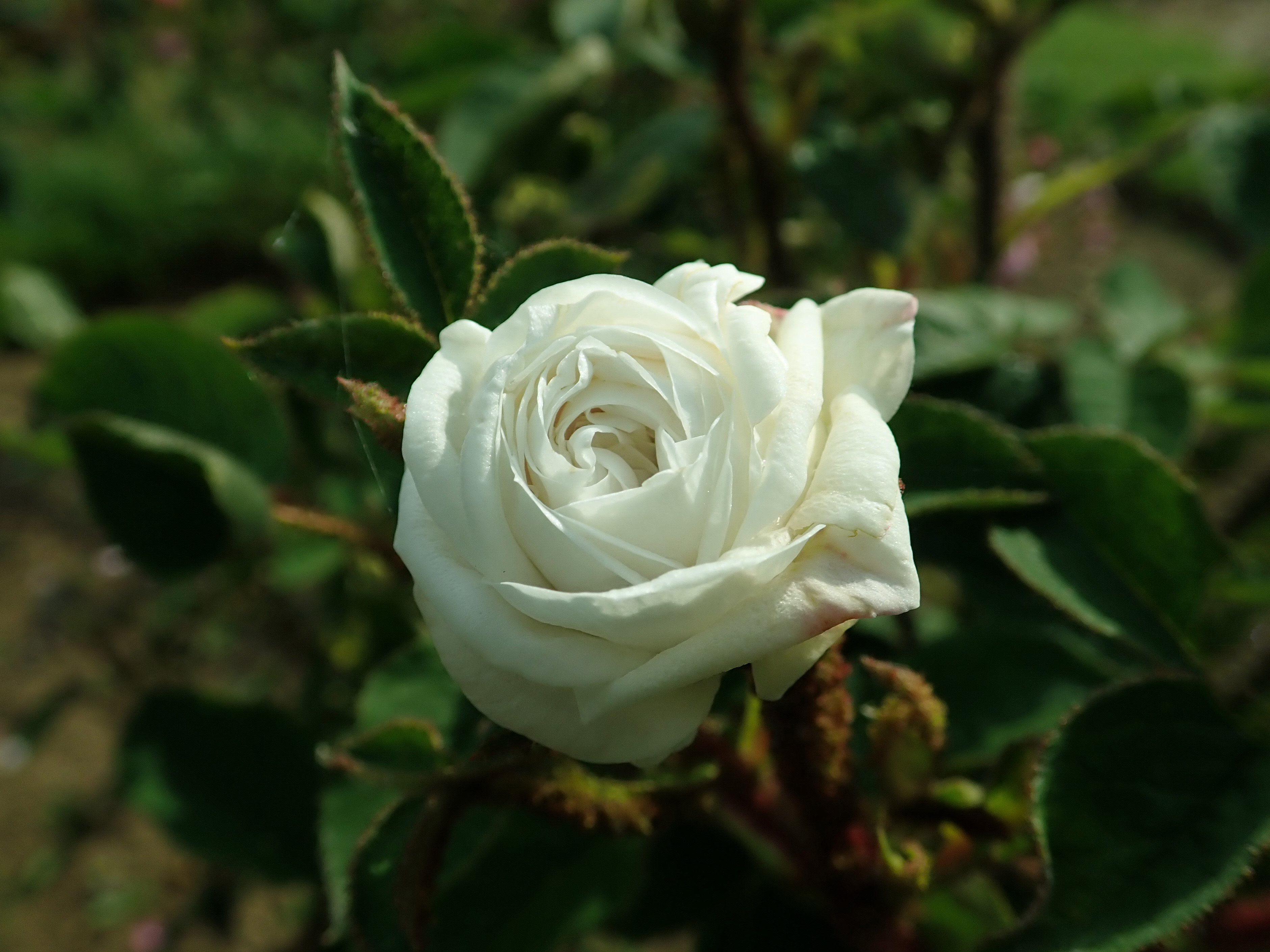
'La Neige' (Moranville, 1905)
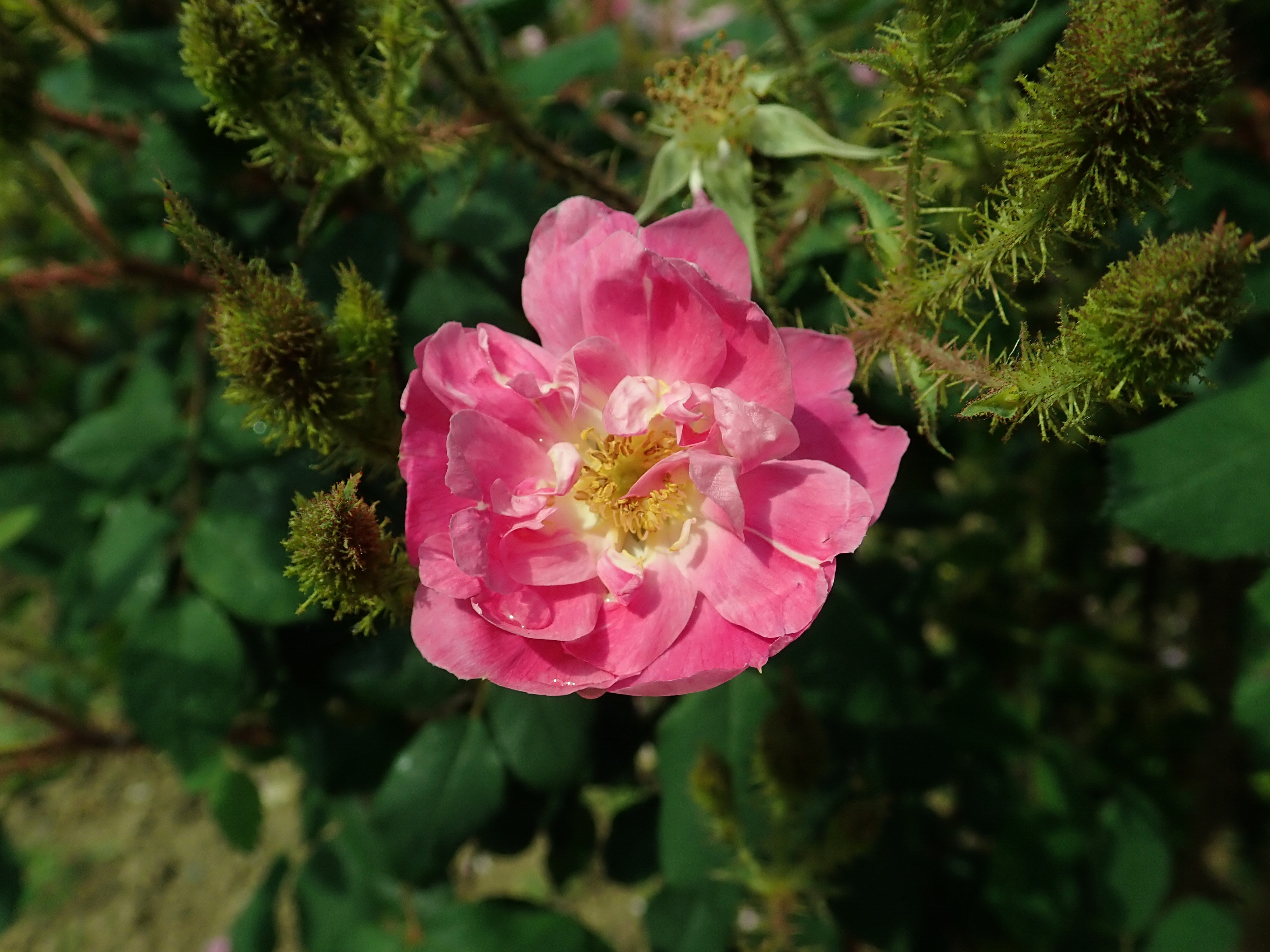
'Goethe' (Peter Lambert, 1911)
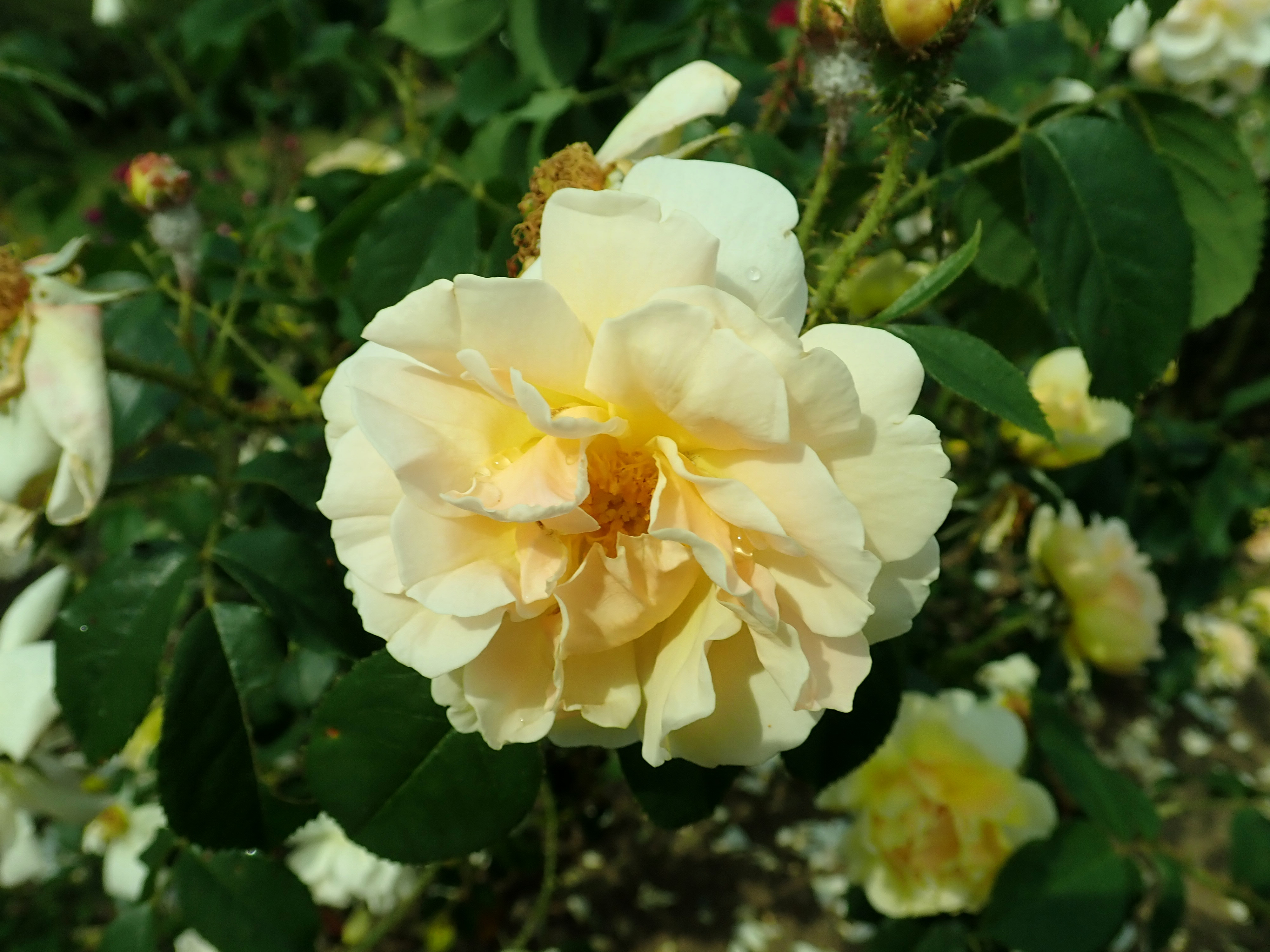
Yellow Moss (Walter, 1931)
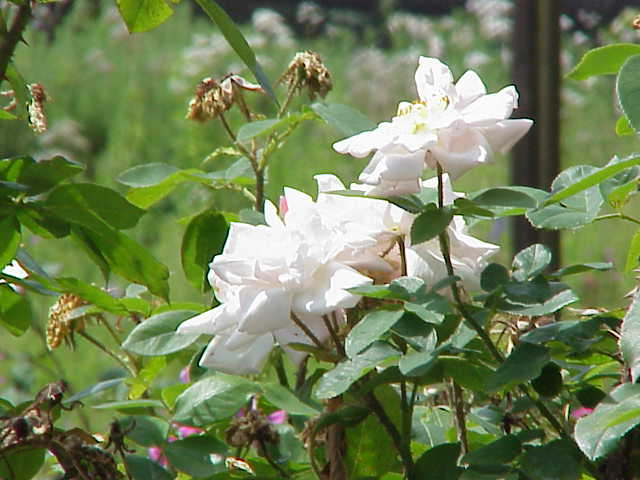
'Gabrielle Noyelle' (Buatois, 1933)
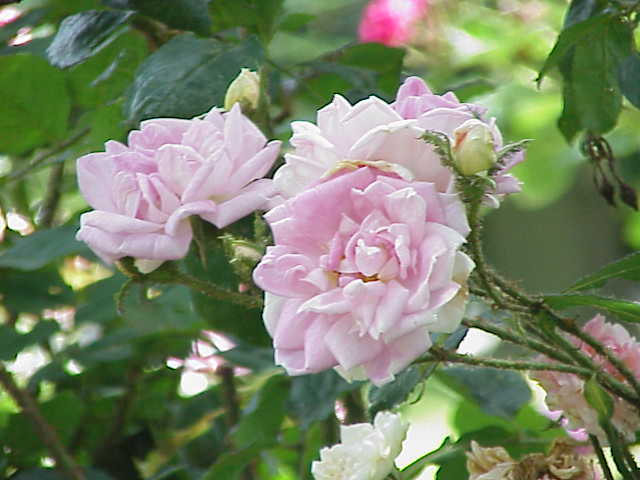
'Robert Léopold' (Buatois, 1941)
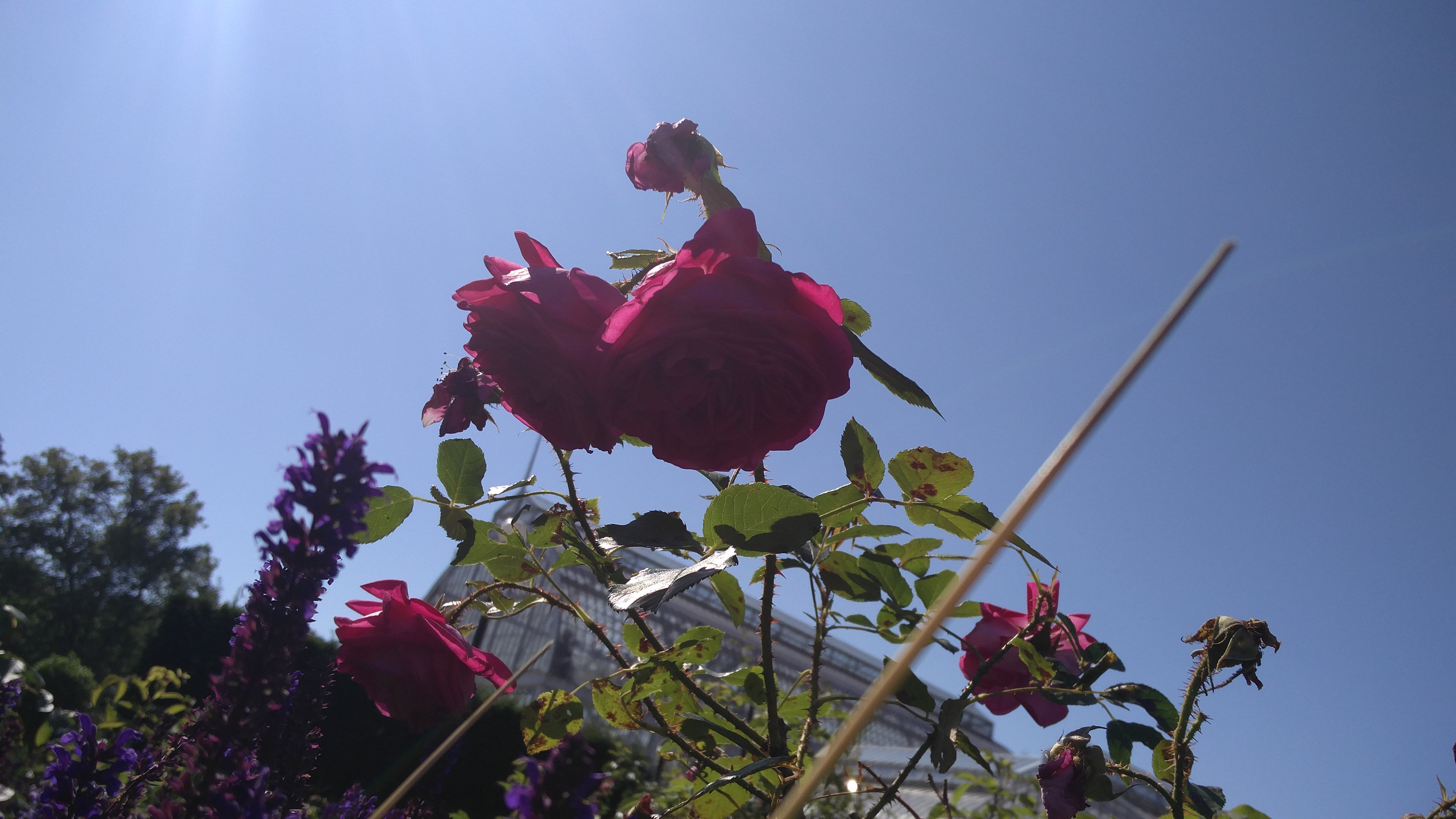
'Parkjuwel' (Kordes, 1950)
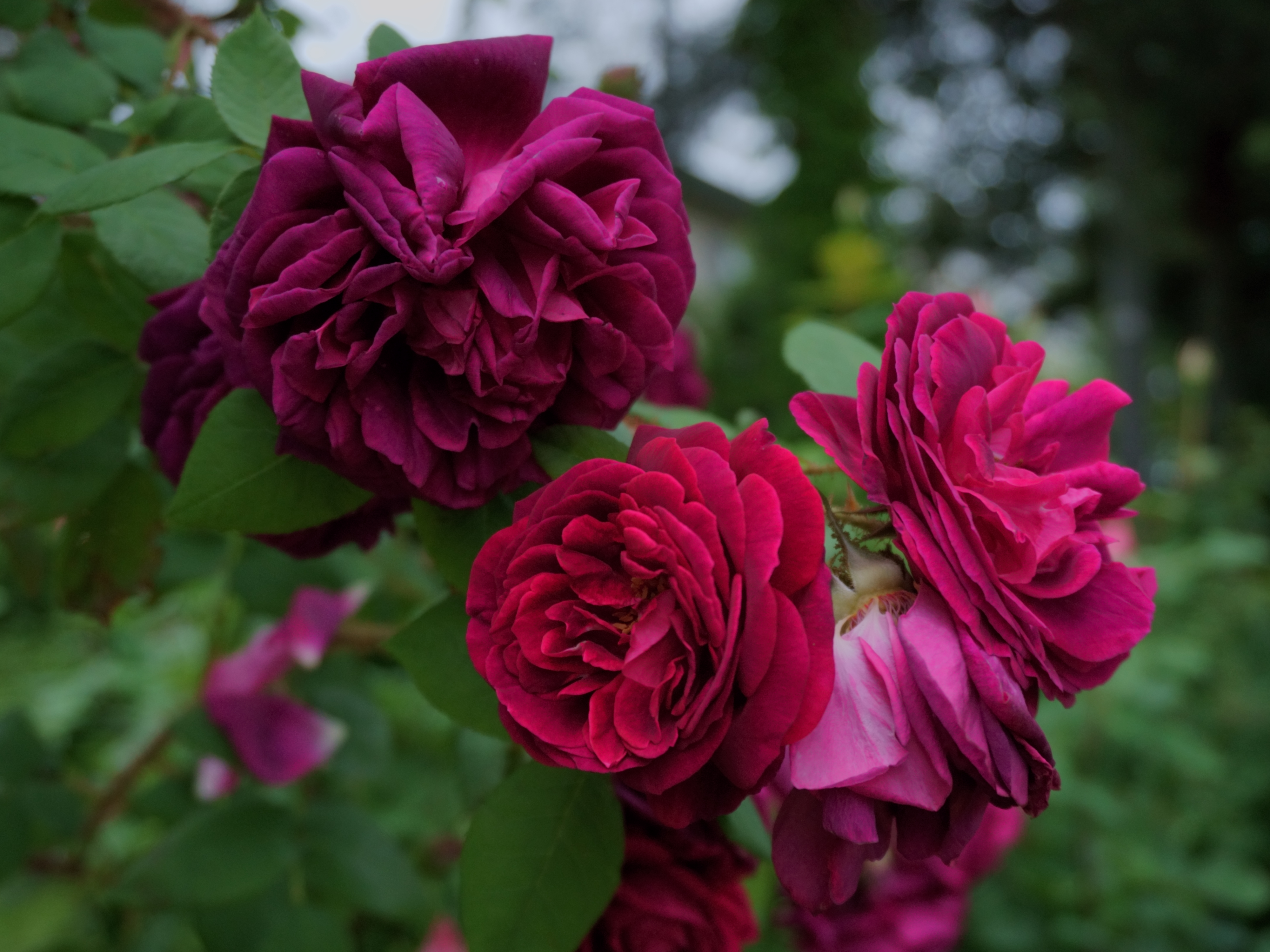
'Black Boy' (Kordes, 1958)